# 近鉄21000系電車
21000系電車（21000けいでんしゃ）は、近畿日本鉄道の特急形電車である。
愛称は「アーバンライナー (URBAN LINER) 」。後年のリニューアルで「アーバンライナーplus (Urban Liner plus) 」となった。
解説の便宜上、本項では大阪上本町・大阪難波側の先頭車の車両番号+F（Formation=編成の略）を編成名として記述する（例：モ21101以下6両編成=21101F）。

## 概要
近鉄難波（現・大阪難波） - 近鉄名古屋間の名阪ノンストップ特急専用車として、1988年（昭和63年）1月に、6両3編成（18両）が近畿車輛で製造された。同年3月18日より、1日6往復体制で営業運転を開始した。その後も増備され、1990年に名阪ノンストップ特急の全列車が本系列に置き換えられた。のちに乗客増により中間車を増備のうえ8両編成も登場した。名阪特急のほか、大阪難波 - 近鉄奈良間を結ぶ阪奈特急や名伊特急にも充当されている。
本系列は、鉄道車両の常識に捉われない革新的なデザインと乗客本位の居住空間を備え、従来の近鉄特急とは大きく異なる姿で登場した。一方、足回りなどの車両システム面や座席、トイレ設備は在来車を踏襲しており、これらを含めたフルモデルチェンジが行われたのは本系列の4年あとに竣功した22000系「ACE」であるが、本系列で具現化された車両デザインやそのコンセプトは、以後の近鉄特急車両のみならず、他社の車両にも大きなデザインの変革をもたらす契機となった。
1988年グッドデザイン賞、日経優秀製品・サービス賞、1989年（平成元年・第32回）鉄道友の会ブルーリボン賞の3賞を受賞している。

本系列はレクレーションカー（1949 - 1957年）以来の特別車両を連結した特急車両である。編成中1両（登場当初は2両）連結され、利用には運賃・特急料金のほかに特別車両料金が必要である。近鉄時刻表、および近鉄の駅掲示の時刻表では、本系列で運転される列車に「UL」を図案化したロゴタイプを、JTB時刻表では「UL」のアルファベットを表記する。

### 電算記号
電算記号（編成記号）はUL 、中間運転台付きの2両編成はUBである。

## 登場の経緯

### 新幹線と名阪特急

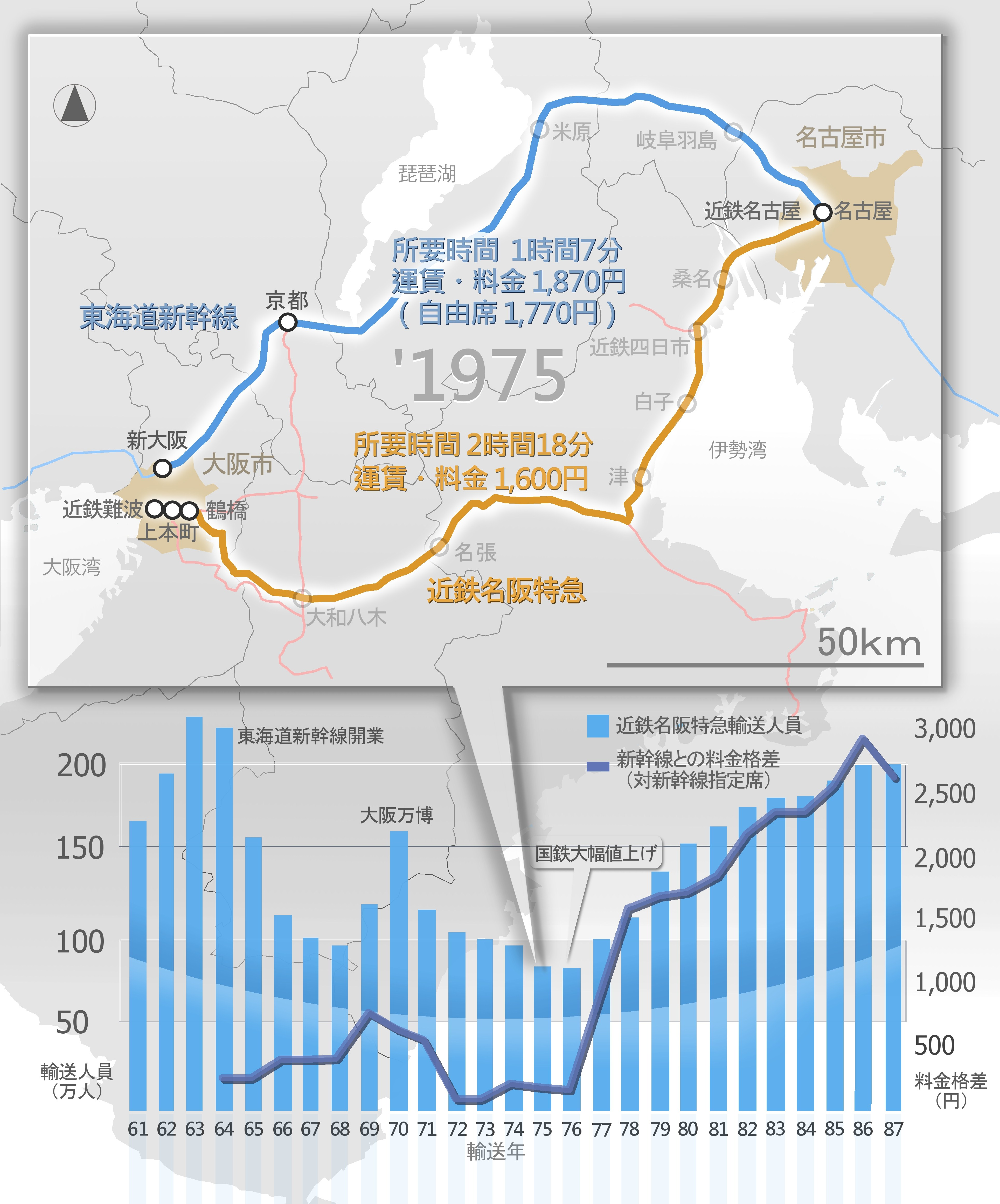
名阪特急輸送人員・対新幹線指定席の料金格差の推移（1961年 - 1987年）
その中から特に落込みの酷かった1975年の状況をピックアップした

大阪 - 名古屋間を連絡する近鉄名阪特急は、同区間を結ぶ国鉄在来線を尻目に安定的な旅客需要を維持していた。ところが1964年10月に東海道新幹線が開業すると、乗車区間と料金は新幹線とほぼ同一ながら、所要時間が倍かかる名阪ノンストップ特急は乗客から見放され、以来10年強の長きに渡って成績低迷を余儀なくされた。しかし1970年代後半から国鉄の相次ぐ値上げによって近鉄特急の乗客数が増加に転じ、以来、年々右肩上がりの好成績を記録した。
一方で、近鉄の特急車は当時およそ10年毎にフルモデルチェンジを行う方針であったため近鉄当局としては、1978年登場の30000系「ビスタカーIII世」から数えて、1980年代後半には次代を担う新型特急電車の就役を考えていた。そこで、利用客の復調が著しい名阪ノンストップ特急に新型車両を投入して、集客率をさらに向上させることになり、1985年頃から新型特急電車の開発・設計をスタートさせた。

### デザイン顧問とプロジェクトチーム
従来の近鉄では、車両設計に当たってユーザーである近鉄とメーカーである近畿車輛による共同開発体制でデザインが決定されていた。しかし最終決定を行う立場の近鉄側に、デザインの専門家がいないという問題を抱えていた。そこで、21000系の開発では学識経験者2人を近鉄のデザイン顧問として招聘した（以下の役職は1987年当時のもの）。
- 手銭正道（東海大学教授）[注 6] - 主にエクステリアデザイン担当
- 山内陸平（京都工芸繊維大学教授）[注 7] - 主にインテリアデザイン担当

上記のデザイン顧問2名のほか、メーカーデザイナー、近鉄技術車両部、メーカー設計部から構成された近鉄主催のプロジェクトチームを立ち上げて開発作業を推し進めた。

### マーケティングリサーチの実施

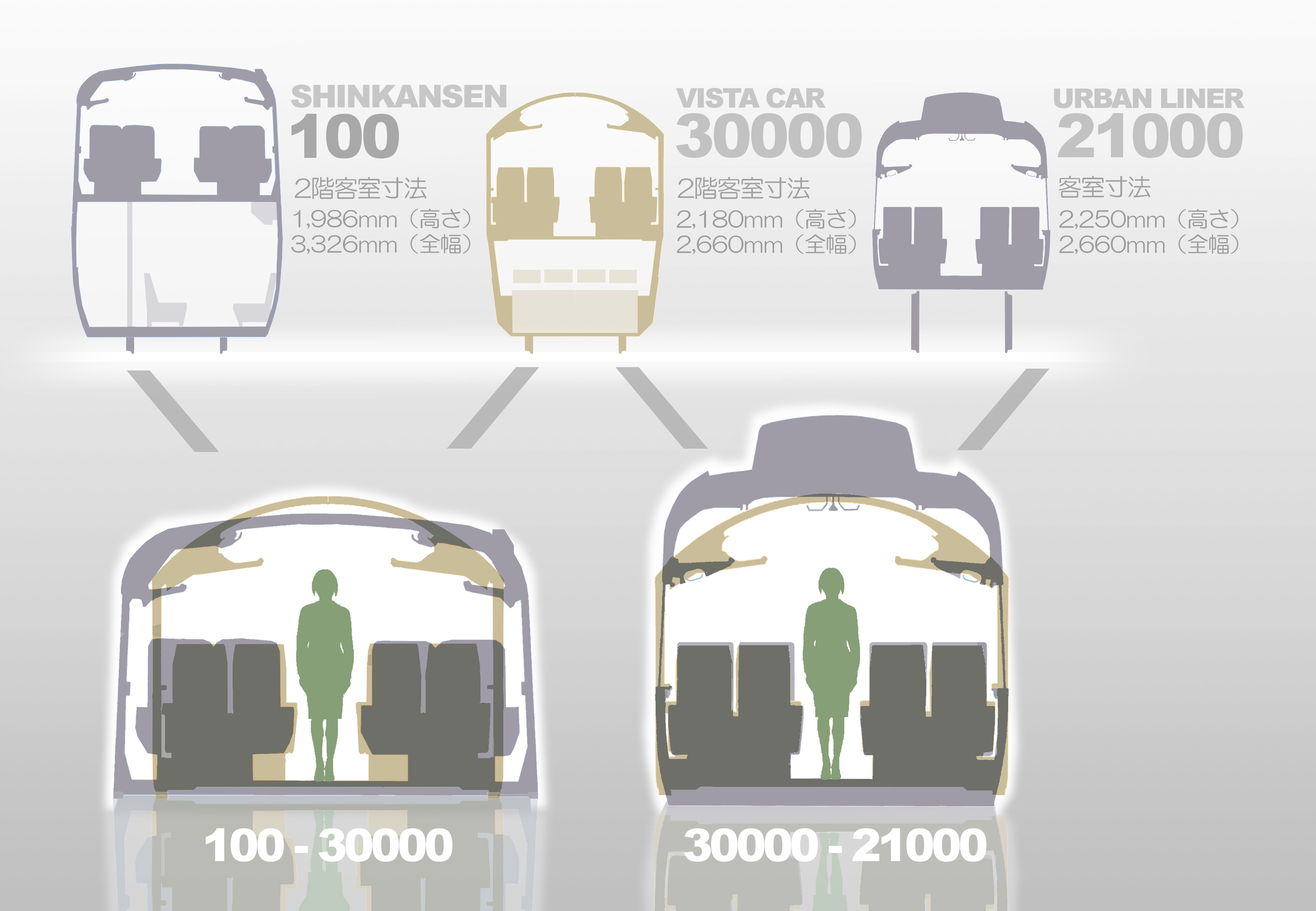
同一縮尺による新幹線100系と近鉄30000系、
近鉄21000系の車内空間の比較

開発にあたり、乗客のニーズと車両設備をマッチさせるために市場調査を行った結果、名阪特急は1人で利用するビジネスユーザーのリピーターが多数を占め、グループ利用が多い観光列車とは全く異なる性質が明らかになった。そのほか、座席の前後間隔および横幅を広げてほしい、イヤホンで聴けるオーディオサービス、靴を脱いでくつろぎたい、後述の2階建の席より平床の席に座りたい、という要望があることも判った。
1958年の10000系の建造以来、近鉄特急のシンボルは、2階建車両を連結したビスタカーであったが、市場調査の結果は平床の席に座りたいという要望が階上席に座りたいという要望を上回った。また1985年、東海道・山陽新幹線に2階建車両を組込む100系が登場し、その余裕ある階上空間と比較して近鉄の狭い階上空間では居住性の観点で見劣りすることが明らかになった。特に天井肩部の空間に余裕がないため、荷棚を設けることによって、いっそう車内空間が狭くなるのである。また、鉄道路線の防音壁は高速道路に比べて低く、平床車両でも十分な展望が得られており、この点2階建にするメリットは稀薄である。2階建て構造の優位性に疑いが持たれる一方で、近鉄の車両限界に収まる2階建の車内空間が、時代のニーズに合っているかどうかの検証を行うためにメーカーにおいて平床と階上室とのモックアップによる空間比較を行った。結果として断然平床の方が豊かな居住空間を得られることが判り、今回の新型車両では2階建構造の採用を見送ることになった。
当初は4両編成で計画を進めていたが、上記の内容を踏まえて名阪ノンストップ特急専用車として他形式編成とは増解結を考慮しない、従って前面非貫通構造とすること、平床構造を採用のうえで高屋根車とすること、座席の横幅を広げてほしいという要望に答えるために2両の特別車両を新たに設けること、そして増解結は編成の中間で行うために6両編成とすることを決定した。

### コンセプト
マーケティングリサーチの結果をもとにコンセプトを設定した。
- ニューシンボル …近鉄のシンボルになる車両の開発
- ニューベーシック …基本を大切にした車両の開発
- ニューアビリティ …多様化するニーズに対応した車両の開発

以上の開発の基本方針を元に、実際に設計を行うために7つの設計コンセプトを定めた。この開発目標は Exceed S-7 と呼ばれた。
- Speed（より速くをめざして）
- Style（ロマンあるシンボルカーをめざして）
- Space（高品質で快適な居住空間をめざして）
- Seat（緊張をほぐすゆったりとしたフィット感をめざして）
- Sight（季節が見渡せる大きな窓をめざして）
- Sanitary（美しさ、広さ、清潔さをめざして）
- Service（お客様への心のこもったサービスをめざして）

### ネーミングとプレス発表
21000系登場のプレスリリースは、車両納入を1か月後に控えた1987年12月に突然行われた。この時まで一切の情報が伏せられていたために、本件は寝耳に水のリリースであった。加えて特別車両の新規設定や白い車体、流線型の先頭形状など、それまでの近鉄特急とはまったく異なるスタイルとも相俟って当時の業界、沿線住民を問わず受けた衝撃はことのほか大きかった。
「アーバンライナー」の愛称は大阪と名古屋の2大都市を結ぶという使命のほかに、沿線を都市化させて鉄道事業を肥沃化するという意図を込めて命名されたが、決定的な採用理由は誰にでも分かり易い点にあった。「デラックスシート」「レギュラーシート」の名前も分かり易さから命名された。

## オリジナル車（アーバンライナー）
1988年1月デビュー当初から2005年4月まで存在した21000系オリジナルスタイル車両について解説する。なお、更新改造後の仕様については「リニューアル車（アーバンライナーplus）」節で解説する。

### 外観・車体構造

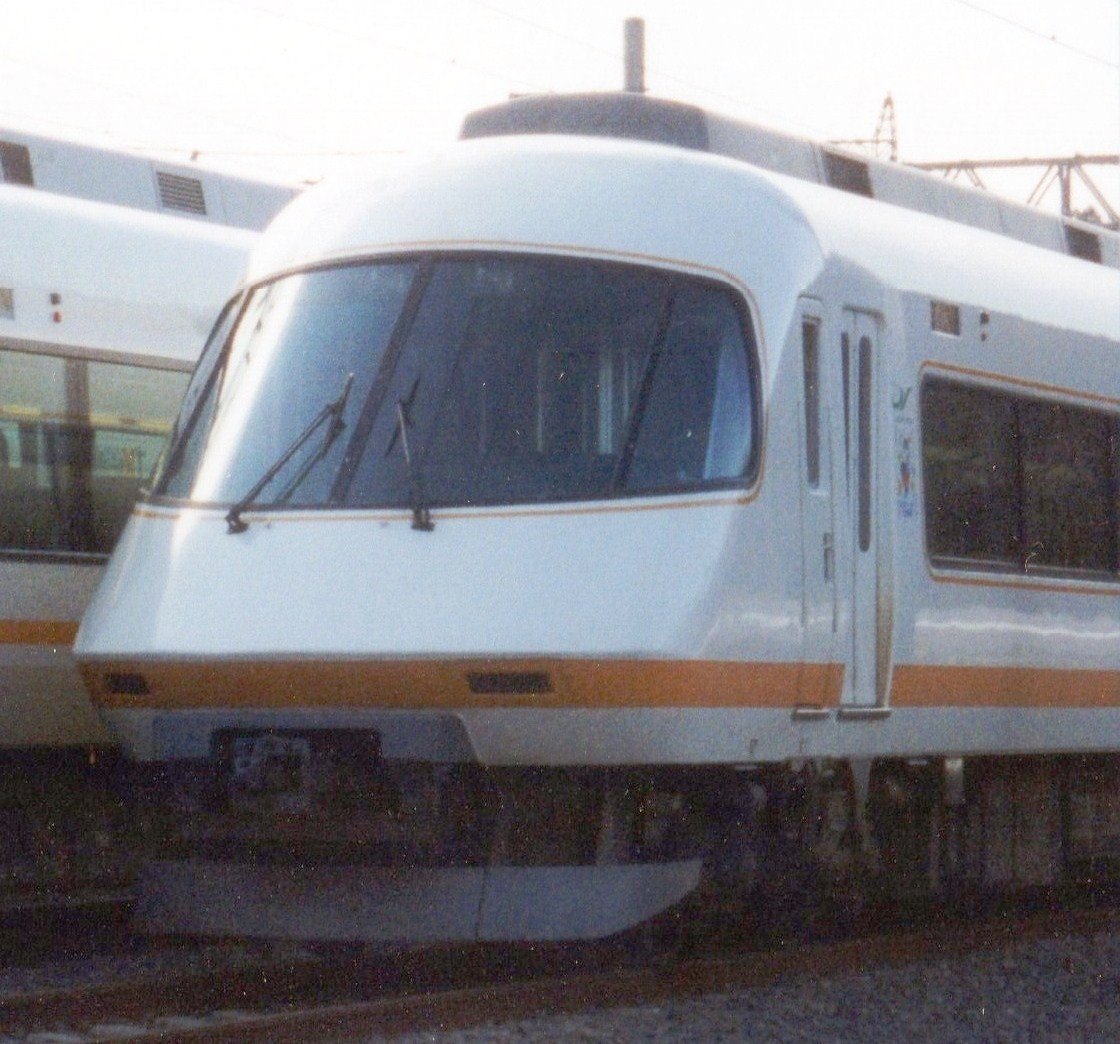
卵型のフロント

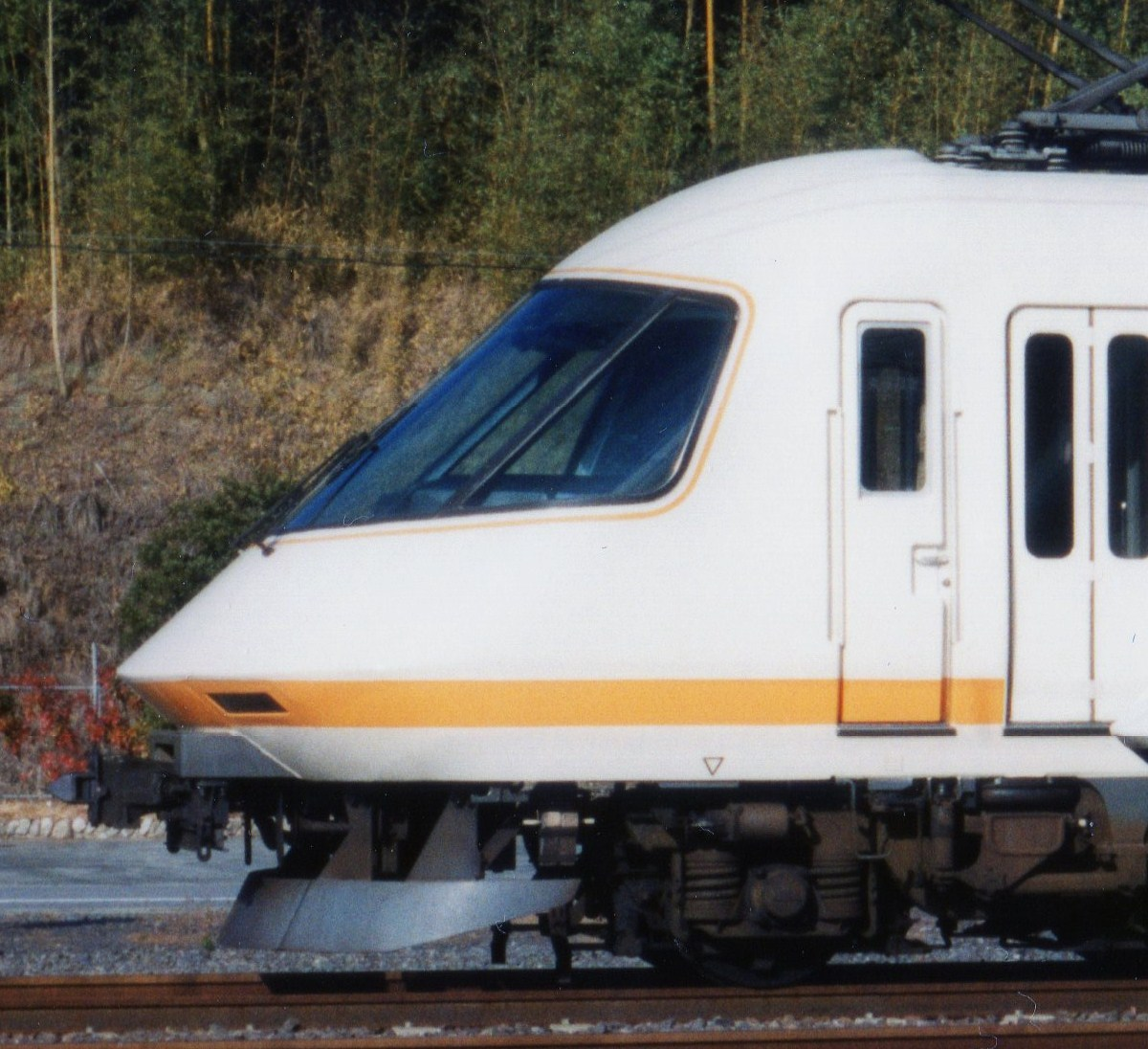
真横からみると鋭角をしている

先頭形状はスピード感を表現するために、真円形のはりだしを車体下部に作り、そこから後退角43度で倒した形状とした。このスタイルの類型がそれまでの国内の車両には存在しなかったため、非常にオリジナリティの高いデザインとして評価された一方で、ドイツ連邦鉄道（現ドイツ鉄道）の「ルフトハンザ・エアポート・エクスプレス」403形電車に似ているという指摘も幾多の鉄道趣味誌で記述されている。また、標識灯・尾灯は車体内部に埋め込んで面一としたほか、前照灯も前面窓の内部に設置して目立たなくさせた。このためワイパーおよび連結器上部の張り出し以外に突起物はなく、シンプルな外観となった。前面窓は4枚の曲面ガラスの構成とし、窓内に角型のシールドビームを2個設けている。尾灯・標識灯は、LED式で、その特性を活かして流線型の形状に合わせた曲面配列とした。LEDは黄色（標識灯）と赤色（尾灯）の素子を交互に配置してこれを1ユニットとし、縦4列横12列の48ユニットを左右に取り付けた。2次車は前面窓下にウィンドウ・ウオッシャーノズルを取り付けた。
中間先頭車は営業列車として先頭に立つことを前提としないためシンプルな構造であるが、本線用としてLED式の標識灯、尾灯や排障器、列車無線アンテナを備える。塗装はオレンジのラインが正面まで回り込むが、貫通扉はデッキの雰囲気に合わせてグレーとなっている。簡易運転台はモ21200形とモ21500形に装備され、前照灯1灯と運転窓が1つ、および手動式ワイパーが設けられた。2次車はモ21200形の簡易運転台が廃止された。
構体は従来通り鋼製全溶接組み立てで、本系列から側構を内傾させ、屋根巻き上げ部半径600 mmの卵型断面としている。車体断面（コンタ）を在来車両から大きく変更したことで、各検車区の洗浄機の改造を実施した。車体幅は従来の近鉄電車と同じ2,800 mmだが、車体高さは客室内の空間拡大に伴い、屋根高さを12600系比で+25 mmの3,645 mm（全高4,050 mm）とした。また、防音・断熱の効果を上げるためこの寸法分の床厚を増したことから、レール面から床面までの高さは25 mm高い1,145 mmに設定した。側面の出入台付近には行先表示器と一体枠で号車番号表示器を設置した。
塗装は、ライトでピュアなイメージを表現するために、クリスタルホワイト■をベースとして、フレッシュオレンジ■の帯を通した。フロント窓、連続窓をオレンジの細帯で縁取り、窓のない部分には複数の細帯（ピンストライプ）を通して、連続窓の美しさを引き立たせている。なお、編成美を考慮して貫通幌外側も白色とされた。屋上機器の塗装は、当初はN7で、オリジナルスタイル末期のN5よりも明るいグレーであった。床下機器はN4である。
側面窓は新設計の外付け式連続窓とした。これはペアガラスと一体になったアルミニウム合金製の枠を構体にビス絞めし、また窓枠同士が突き合わせとなる部分を交互にはめあうように接合している。ビス部と接合部は黒ゴムで覆い隠し、窓枠の艶を消す役割も担う。ゴムで覆いきれないアルミ枠部分は艶消し黒を塗装した。間柱部分は黒に塗装することでガラス表面から内部が見えないようにした。連続窓の両端部は半径100 mmに丸めて車体デザインとの調和を図った。この構造の連続窓は26000系「さくらライナー」にも踏襲されたが、22000系以降は、より構造を簡略化して採用された。窓の上下寸法は12600系比で+80 mmの830 mm、前後は連続窓としたために+130 mmの1,830 mmとして大型化した。
乗降扉は、バリアフリーの思想が一般化する以前の設計であったことから、当時の近鉄特急伝統の折戸式を踏襲した。6両で7か所（モ21500形のみ2か所）設置された。折戸の形状は、折戸部分が車体からへこんで見えないように、一段ふくらませて厚めとしたが、2次車はフラット化された。モ21500形とモ21600形の乗降扉付近には DS マーク（「DELUXE SEATS」の頭文字をデフォルメしたもの）が表記された。
車両番号のフォントは近鉄では初めてヘルベチカを使用している。

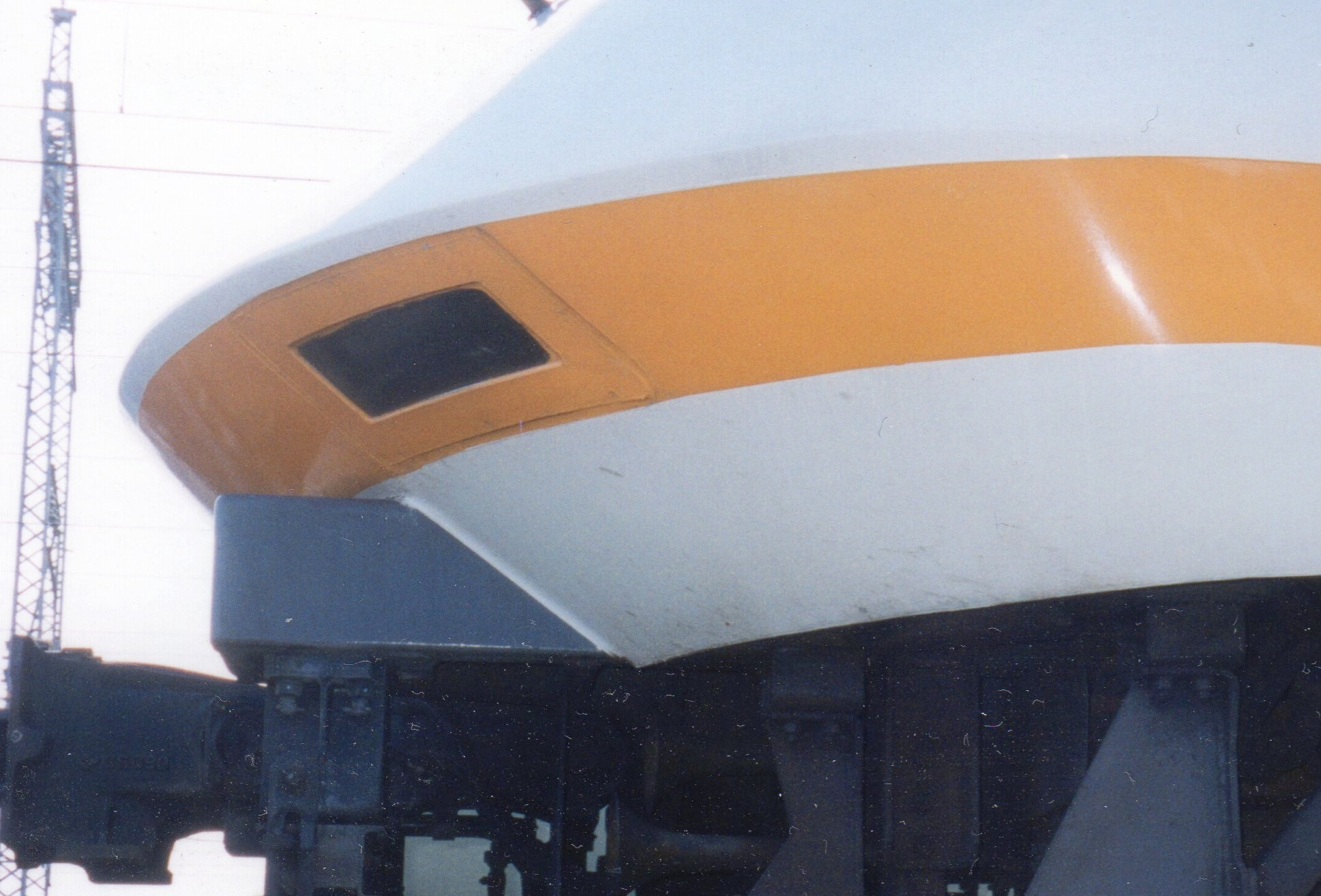
埋込式となった標識灯兼尾灯
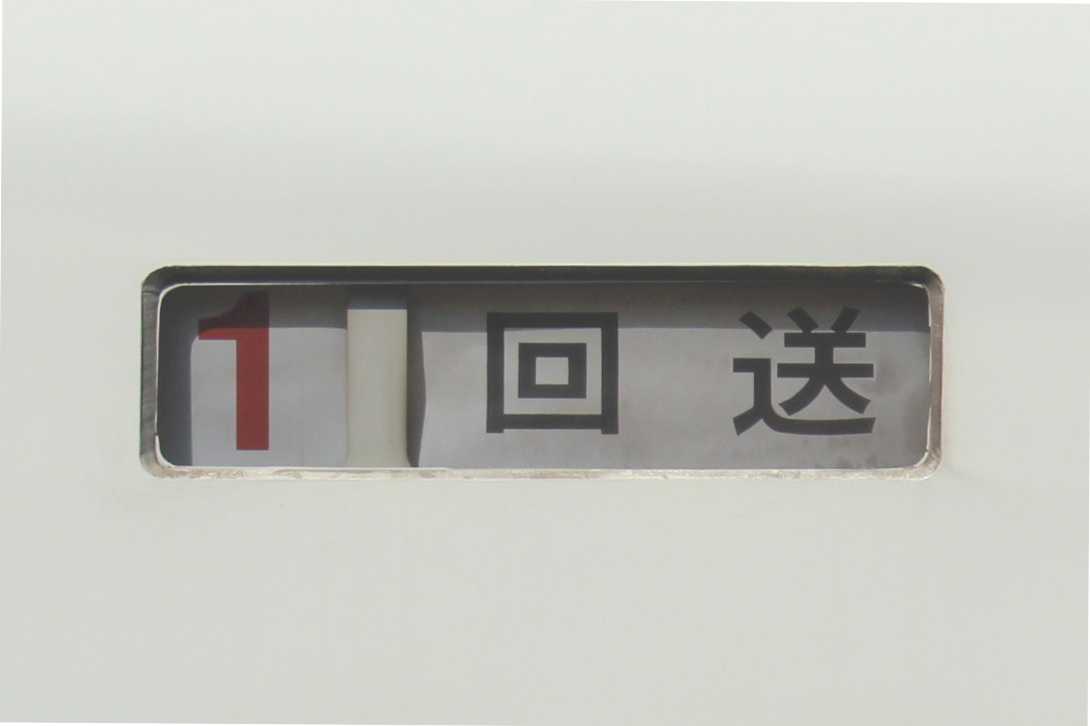
号車表示と一体の行先表示器
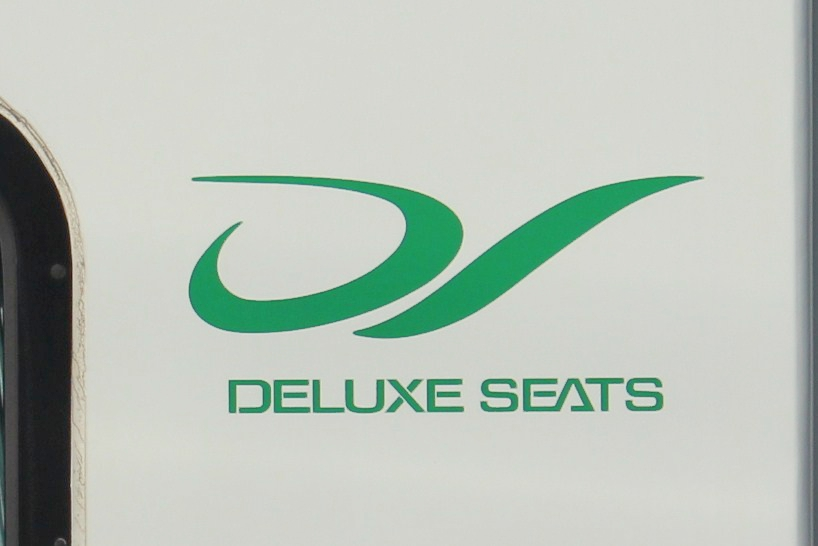
DSマーク （近畿車輛デザイン室作成）

## 車両性能

### 主要機器
名阪間で2時間を切ることを目的に機器構成が計画され、6両編成で電動車1ユニット故障時でも従来の特急車と同等の走行性能を確保するため、電動車を2両単位で3ユニット連結する、全電動車方式となっている。
最高速度は当初120 km/hであったが、のちの最高速度引き上げで130 km/hとされており、運転席の速度計でも130の目盛に最高速度を示す赤線がある。

#### 制御器

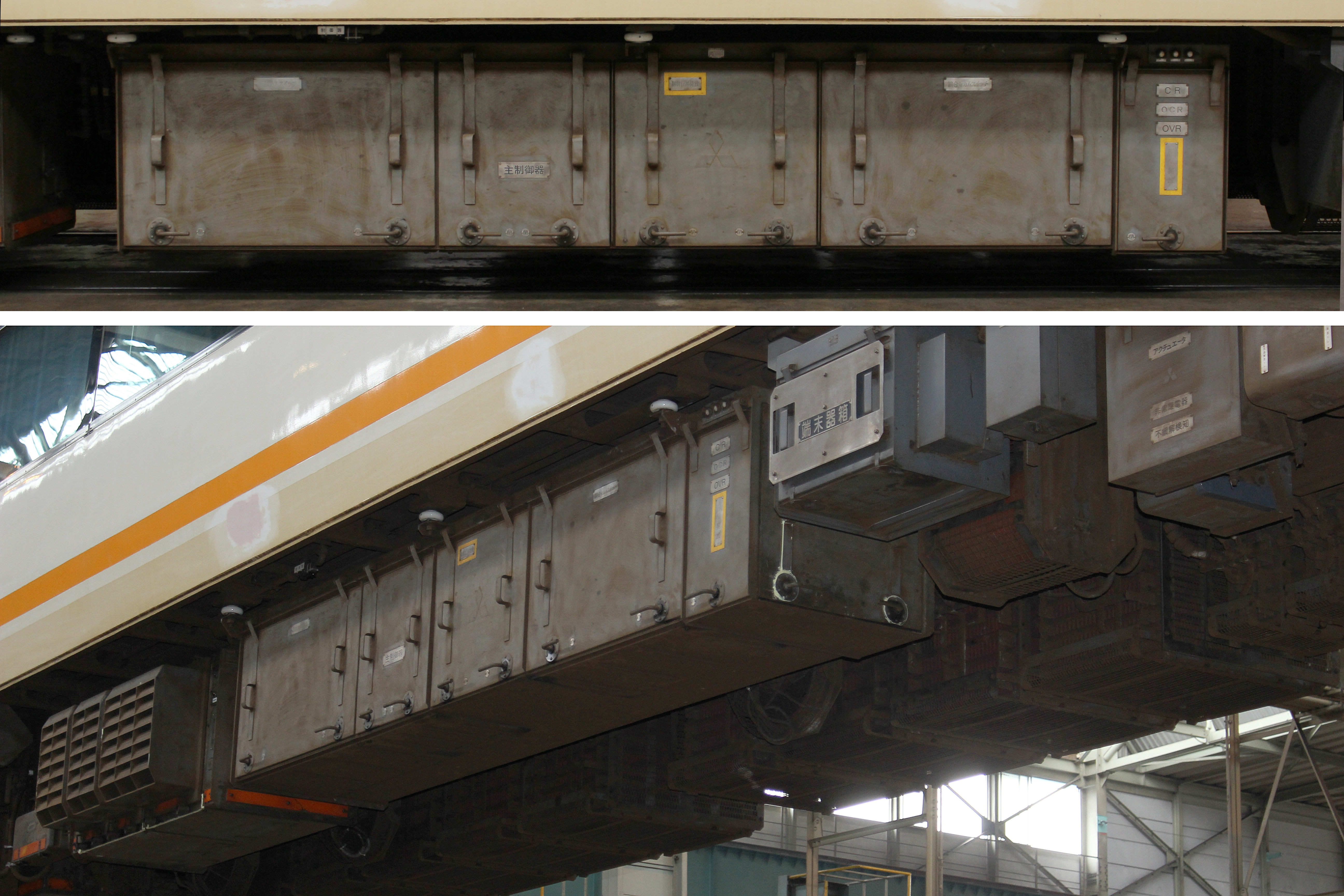
主制御器
三菱電機ABFM-168-15MDH

1基の制御器で2両分8基の主電動機を一括制御する、大阪線ではモ1450形以来伝統の1C8M方式を採用する。そのため、電動カム軸式抵抗制御器である三菱電機ABFM-168-15MDHを形式の百位が奇数の形式に搭載する。制御器の中枢をなすカム軸によるスイッチ機構は2軸構成で、それぞれ独立したパイロットモーターにより駆動される。
制御段数は力行が抵抗制御18段、界磁制御5段、発電制動が全界磁抵抗制御のみで18段で、主電動機4基を直列接続したグループ2群を、低速（直列）・高速（並列）で手動で切替するのも従来通りである。

#### 主電動機
直流直巻補極巻線付整流子電動機である三菱電機MB-3302-Aを各台車に2基ずつ装架する。
主電動機定格出力は従来大阪線特急車で標準であった三菱電機MB-3127-Aと比較して70パーセントに抑えられている。これは、前述の通り全電動車方式を採用したためで、MT比1:1が原則のMB-3127-A搭載車と比較して編成全体での出力は40パーセント増となる。
駆動装置は従来通りのWNドライブで、歯数比も80:21=3.81でMB-3127-A搭載車と共通となっている。
この電動機による起動加速度は2.5 km/h/s、車輪径860 mm時の全界磁定格速度は64 km/h、最大弱め界磁率35 %時の定格速度は146 km/hで、青山峠の33 ‰上り勾配区間において架線電圧10 %減・定員乗車条件でも均衡速度110 km/hでの走行性能を発揮する。

#### 台車

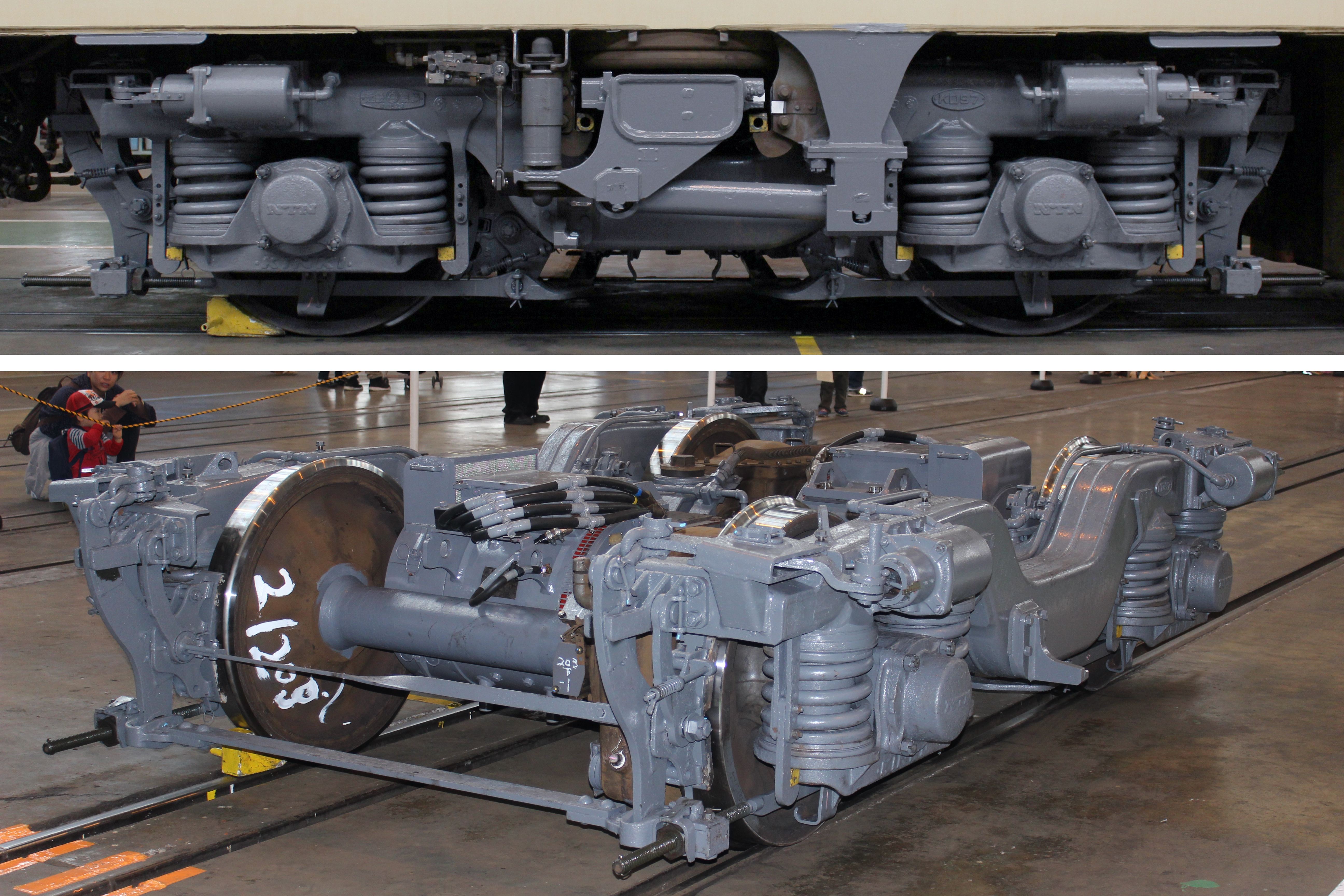
近畿車輛KD-97形台車
台車枠に主電動機（MB-3302-A）が搭載される

台車は全車とも近畿車輛KD-97を装着する。これは従来の特急車で標準であったKD-83系の基本構造を踏襲する、シュリーレン式軸箱支持機構とダイアフラム式空気ばねによるダイレクトマウント式揺れ枕機構を備えた横剛性空気ばね台車である。
もっとも、KD-83系などとは異なり、曲線通過時の転向横圧を軽減するために軸距を従来の2,200 mmから2,100 mmに100 mm短縮して側梁の曲がりを大きくし、さらに枕梁の形状を見直すことで軽量化と強度増大を両立させている。のちに高速運転時の蛇行動対策としてヨーダンパがボルスタアンカーの車体側支持腕と台車側枠を結ぶ形で追設されている。このため、枕ばね部にボルスタアンカーとヨーダンパが上下に平行して並ぶ、非常に物々しい外観となっている。
基礎ブレーキ装置は両抱き式の踏面ブレーキで、ブレーキシリンダーは各車輪ごとに1基ずつ1台車あたり計4基、側枠に搭載されている。

#### ブレーキ
基本となる空気ブレーキ装置としては、従来通り電磁直通式HSC-Dを搭載する。
これは型番が示すように制御器側の発電制動との連動機能を備えており、青山峠の33 ‰連続下り勾配区間での抑速を目的として抑速発電ブレーキ機能も搭載する。120 km/h以上での高速運転に備え、12200系以降標準となっているブレーキ制御圧切り替え装置を搭載するが、将来的な高速化を睨み、従来の圧力3段階切り替えから4段階切り替えに改良されている。
また、近鉄の特急車としては初めて応荷重装置も装備され、既に使用される機会が皆無となっていた常用自動ブレーキは廃止された。そのため、運転台のブレーキ制御弁は常用部を省略したME-67-Bを当初より搭載している。
常用最大減速度は4.0 km/h/sである。

#### 集電装置
集電装置は高速運転向けとして、特に三元ばね式として追従性を改善した東洋電機製造PT4811-C-M下枠交差式パンタグラフを採用しており、モ21100形・モ21300形・モ21500形に2基ずつ搭載される。

#### 補助電源・空気圧縮機
補助電源には従来の電動発電機（MG）に替えて近鉄特急車として初採用となるDC-DCコンバータを採用、定格出力70 kWの東芝COV-007が形式の百位が偶数の形式に搭載される。GTOサイリスタを使用したDC-DCコンバータにより空調装置用に直流330Vを、制御電源用に直流100Vが出力される。直流330Vは（空調装置のほか）コンバータに内蔵した静止形インバータ（CVCFインバータ。定格容量20 kVA）により三相交流200Vと変圧器により三相交流100Vが出力される。直流100Vは制御電源のほか蓄電池に、さらに静止形インバータ（CVCFインバータ。定格容量1 kVA）により単相交流100Vが出力される。
空調装置は直流330 V駆動で、編成中の各補助電源装置を結ぶ給電ラインと接続されており、いずれか1基の補助電源が故障した場合には、他の2基でこれをバックアップすることで運転続行を可能としている。
空気圧縮機は低騒音形のHS-10で、これも百位が偶数の形式に搭載されている。

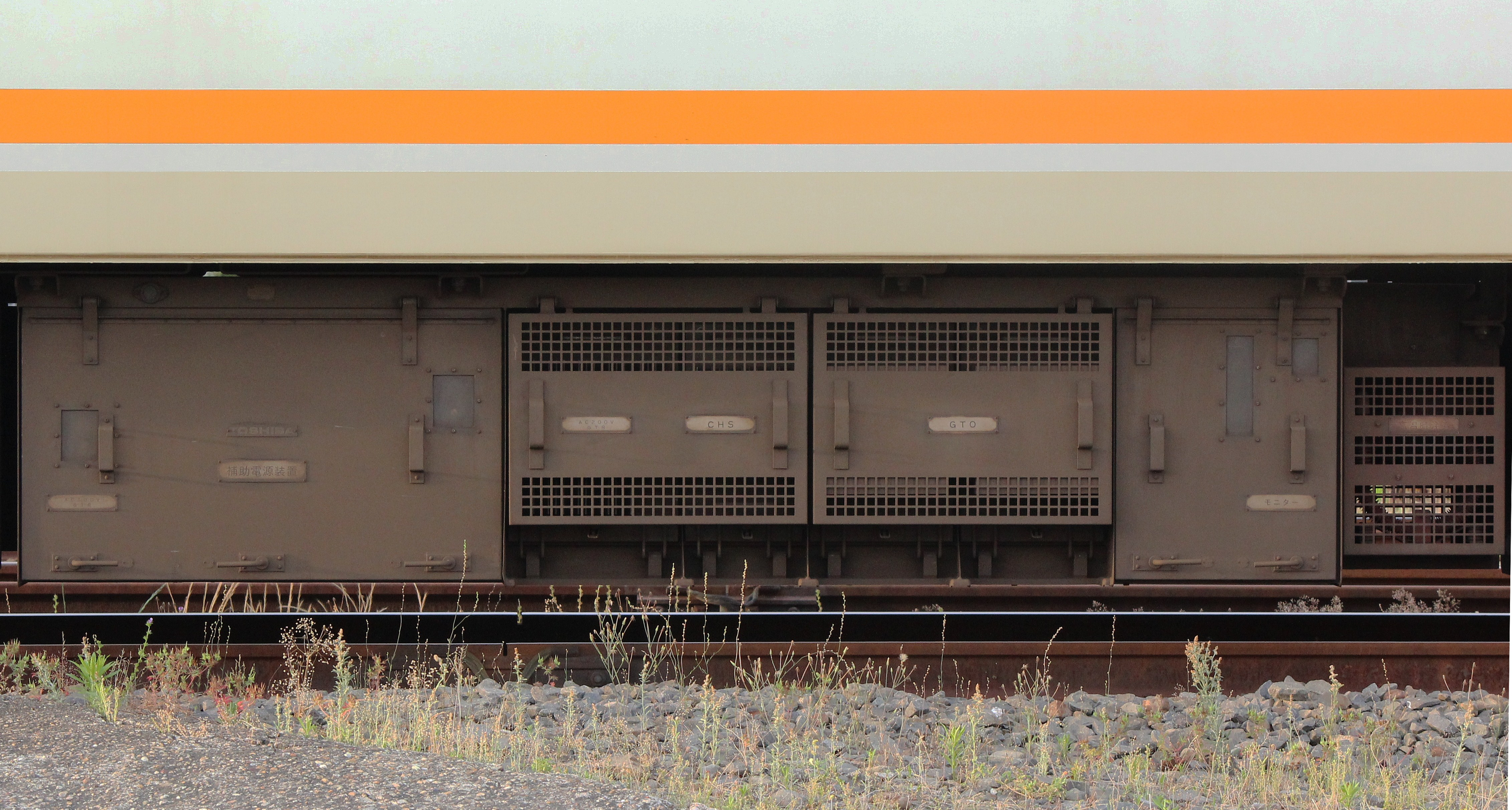
補助電源装置（DC-DCコンバータ）COV-007
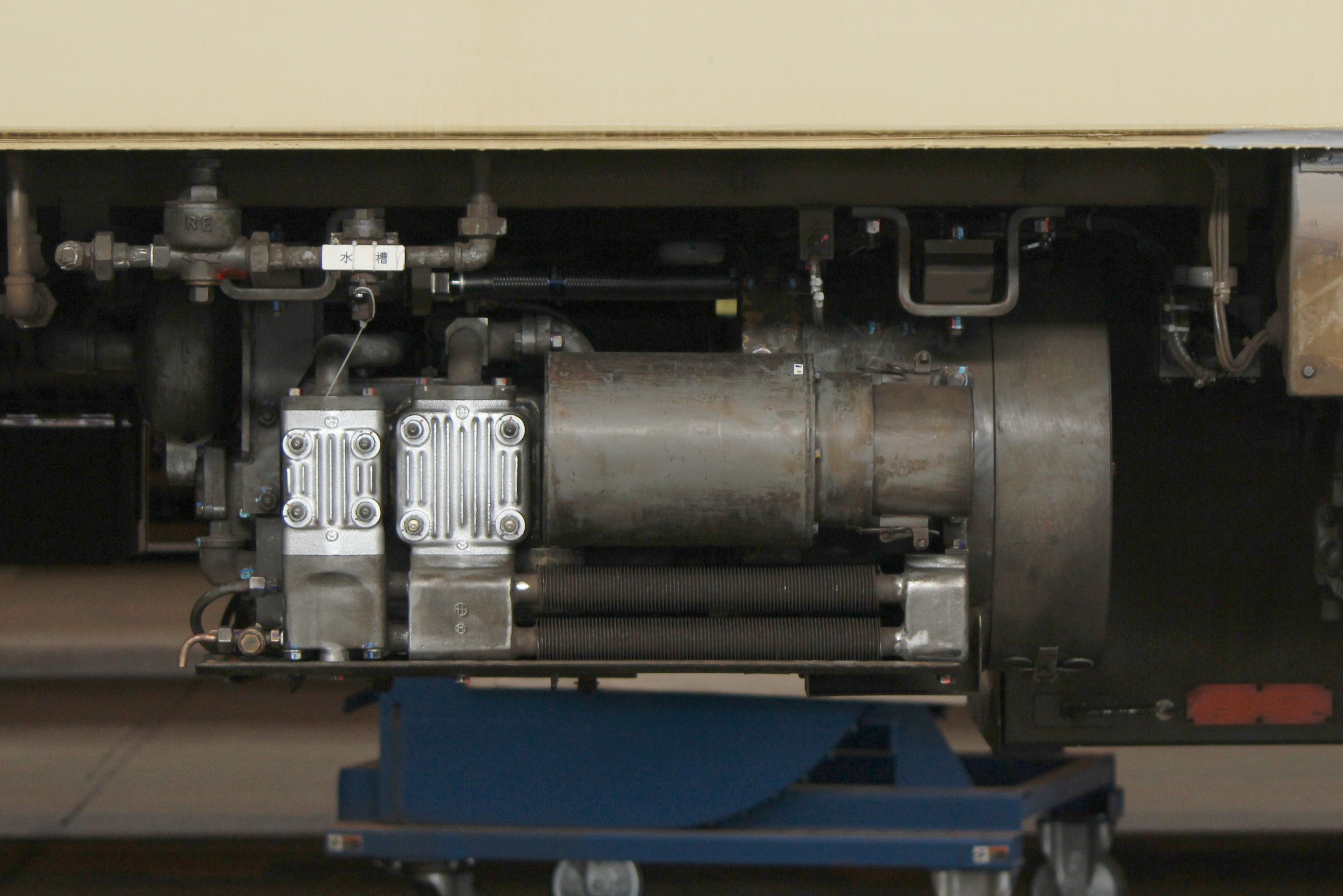
電動空気圧縮機 HS-10
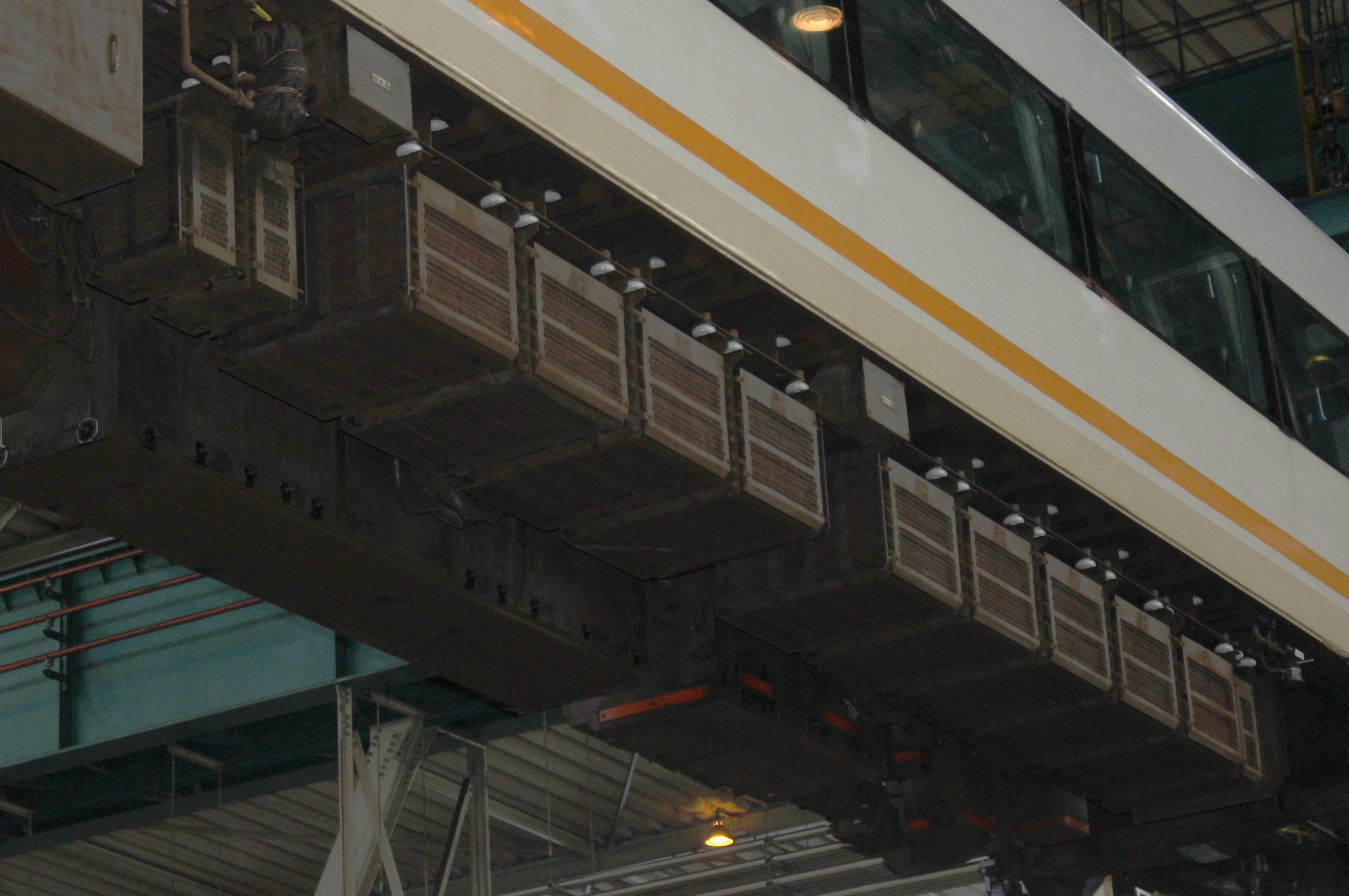
主抵抗器
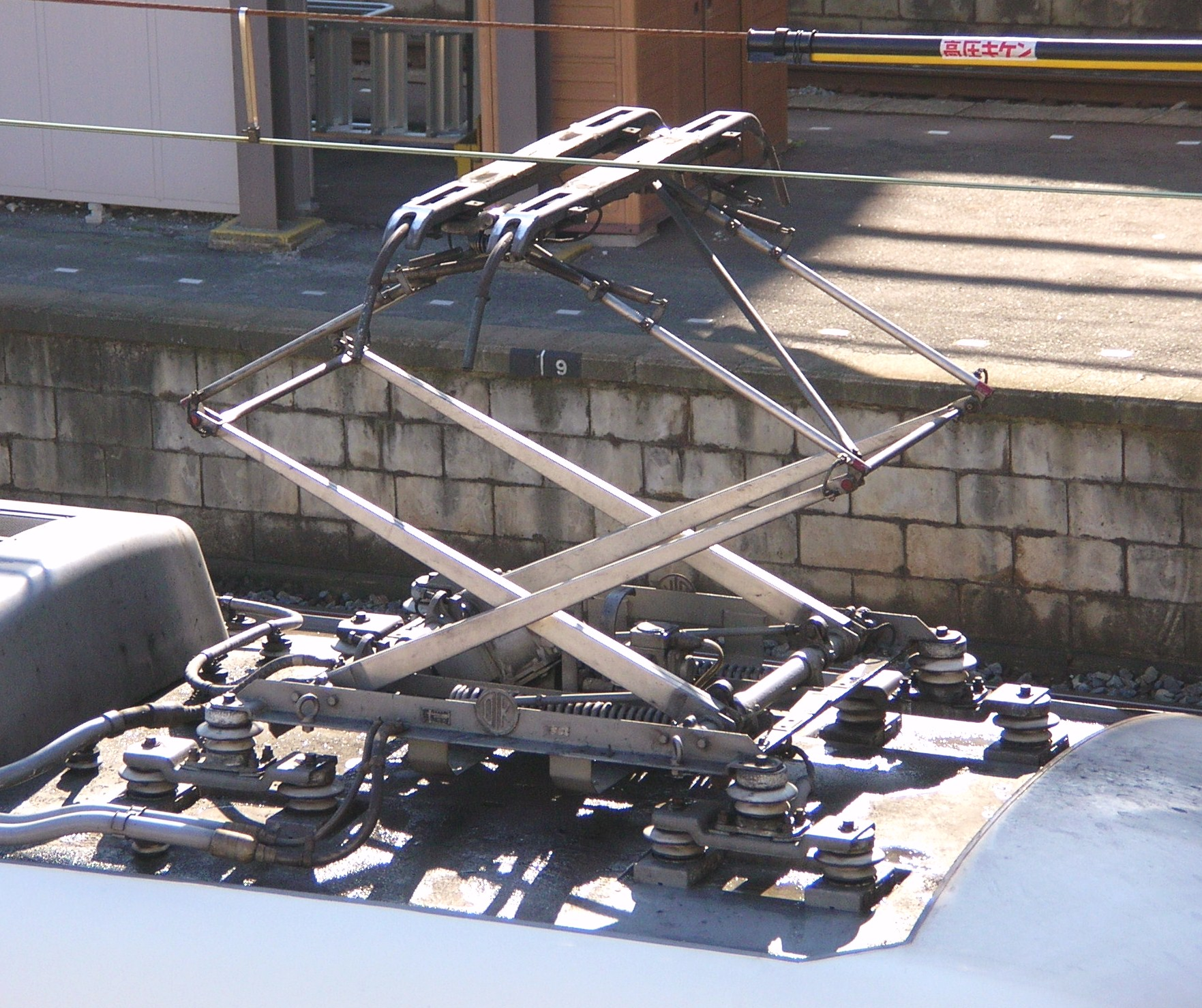
PT4811-C-Mパンタグラフ 東洋電機製

### その他機器
空調装置はヒートポンプ式の東芝RPU-2217を各車3基ずつ屋根上に搭載する。装置はDC-DCインバータからの直流330Vを電源とし、空調装置内蔵のパワートランジスタ（東芝名称：GTR・ジャイアントトランジスタ）インバータによる能力可変制御（VVVF制御）を採用する。床下に設けられた換気扇で空気の流れを作ることで、温度管理をする。暖房運転時には座席下の電熱ヒーターを併用するが、これは補助的なものである。換気扇設置の目的は、温度管理のほかに室内から煙草による煙や臭いを排出して不快感を低減するものであるが、12400系以来、換気には熱交換型換気装置（ロスナイ）が使われてきた（30000系の中間車を除く）。しかし本系列は空調と連動した換気扇に変更され、以後50000系までの特急車もこれに倣ってきた。なお、2次車はモ21100、モ21304、モ21500形の山側のアクチュエータ箱と低圧補助接地スイッチの場所が入れ替わり、蓄電池の総括制御化が実施された。
列車無線アンテナは制御電動車の屋上に取り付けられている。この内、流線型先頭車については、車両中ほどに設置して、クーラーキセ（カバー）で覆うことで目立たなくさせた。
トイレと洗面所が設置されているのは、モ21200形・モ21300形・モ21500形であるが、このうちモ21200形以外は自車に水タンクを搭載していないため、ユニットを組む隣の車両から給水管で水を取りこんでいる。
本系列より電気笛（警笛）の音色が変更された。シンセサイザーによる3音の和音2種類のメロディをトランペットスピーカーで鳴らすもので、以後の近鉄特急車もこれに従っている。なお、一般車の電気笛は本系列登場以降も変更されていないが、例外的に生駒ケーブルの新造車はこの特急車と同じ電気笛を採用している。

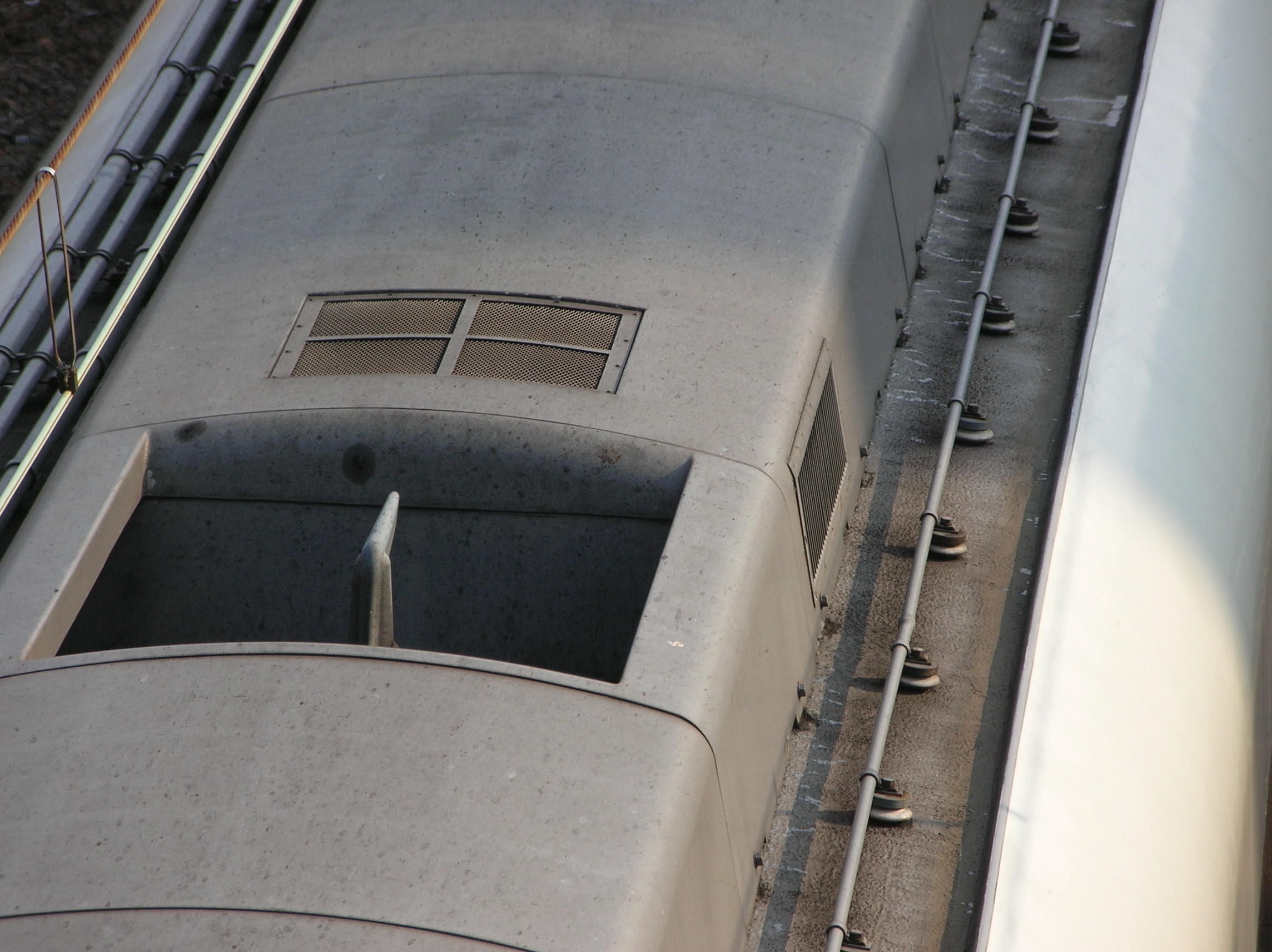
目立たない列車無線アンテナ
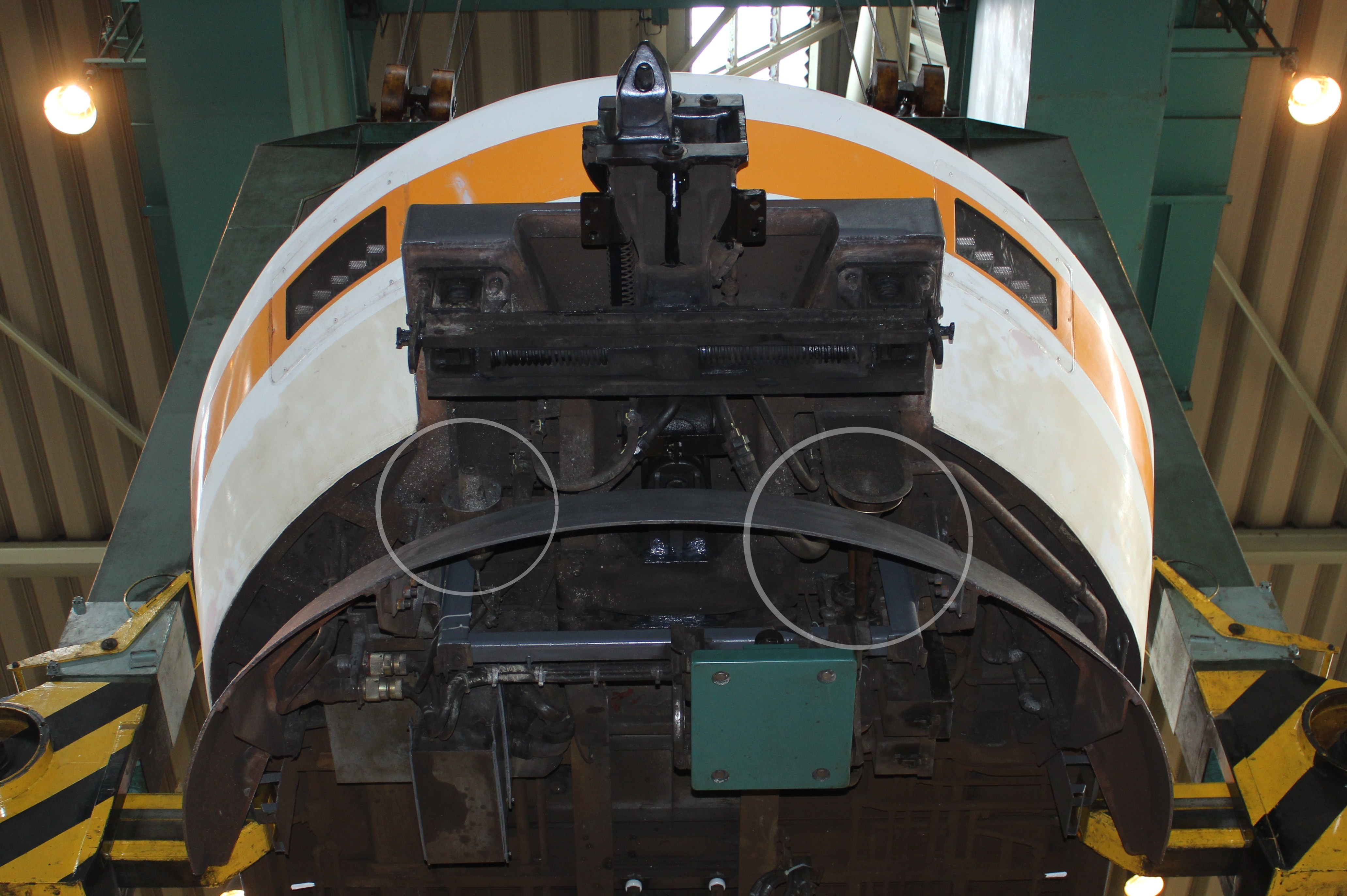
左円がトランペットスピーカー（電気笛）、右円がダブルタイフォン（空気笛）

## 編成

### 1次車（21101F - 21103F）
製造当初は近鉄難波（現・大阪難波）側からモ21100形 (Mc) - モ21200形 (M) - モ21300形 (Mc) - モ21400形 (Mc) - モ21500形 (M) - モ21600形 (Mc) の6両編成とした。モ21300形 - モ21400形は切妻形状の正規運転台装備車で、編成から切り離して2両単独で本線上を走行できるようになっており、需要の少ない場合には、その2両を抜いた4両編成として運行することも可能である。このため、モ21200およびモ21500形には入換用運転台を装備している。
また、編成のうち、モ21500形 - モ21600形は特別車「デラックスカー」、他は普通車「レギュラーカー」である（当初は「デラックスシート車」「レギュラーシート車」と称した）。
| 項目＼運転区間 | ← 近鉄難波近鉄名古屋 → | ← 近鉄難波近鉄名古屋 →        | ← 近鉄難波近鉄名古屋 → | ← 近鉄難波近鉄名古屋 → | ← 近鉄難波近鉄名古屋 →        | ← 近鉄難波近鉄名古屋 → |
| 号車           | 6 (1)                  | 5 (2)                         | 4 (3)                  | 3 (4)                  | 2 (5)                         | 1 (6)                  |
| 形式           | モ21100形 (Mc)         | モ21200形 (M)                 | モ21300形 (Mc)         | モ21400形 (Mc)         | モ21500形 (M)                 | モ21600形 (Mc)         |
| 搭載機器       | ◇,CON,◇                | DC-DC,CP,BT                   | ◇,CON,◇                | DC-DC,CP,BT            | ◇,CON,◇                       | DC-DC,CP,BT            |
| 自重           | 44.0 t                 | 44.0 t                        | 44.0 t                 | 45.0 t                 | 43.0 t                        | 45.0 t                 |
| 運転設備       | 運転台                 | 入換用運転台                  | 中間運転台             | 中間運転台             | 入換用運転台                  | 運転台                 |
| 座席種別       | レギュラー             | レギュラー                    | レギュラー             | レギュラー             | デラックス                    | デラックス             |
| 定員           | 56                     | 56                            | 56                     | 56                     | 42                            | 42                     |
| 車内設備       |                        | 洗面室・トイレ 車内販売準備室 | 洗面室・トイレ         | 車内販売準備室         | 洗面室・トイレ マガジンラック | 公衆電話               |

- 登場時は近鉄難波ゆきが先頭車を6号車、近鉄名古屋ゆきも先頭車を6号車と表示した。（ ）が近鉄名古屋ゆき。
- 搭載機器欄のCONは制御装置、DC-DCは補助電源装置、CPは電動空気圧縮機、BTは蓄電池、◇はパンタグラフ搭載位置。
- 形式欄のMはMotorの略でモーター搭載車（電動車）、Mcのcはcontrollerの略で正規運転台装備車（制御車。入換用運転台装備車には冠されない）。
- 編成定員は308名（レギュラーシート車 224名・デラックスシート車 84名）。

### 2次車（21104F - 21111F）・増結車（21701F - 21703F）
1988年末から増備された2次車以降は、本系列使用列車の利用客が多いことにより4両以下での運行を想定しなくてもよくなったことから、運転台付の中間ユニットのモ21300形 - モ21400形を中間電動車に変更し、形式をモ21304形 (M) - モ21404形 (M) とした。
1990年に計11編成が出揃ったが、8両編成の需要も出てきたため、1次車3編成については、運転台付中間ユニット（編成記号UB）のモ21300形 - モ21400形の2両を、同年に製造されたモ21304形 - モ21404形（2代目モ21301 - モ21303、モ21401 - モ21403）に差し替え、捻出された中間ユニットは増結用としてモ21700形 - モ21800形（モ21701 - モ21703、モ21801 - モ21803）に改番した。これにより、本系列は6両編成11本と、増結用2両3本の72両となった。なお、増結車ユニットの連結編成は一定でなく、連結位置はモ21404形とモ21500形との間である。
| 項目＼運転区間 | ← 近鉄難波・賢島近鉄名古屋・近鉄奈良 → | ← 近鉄難波・賢島近鉄名古屋・近鉄奈良 → | ← 近鉄難波・賢島近鉄名古屋・近鉄奈良 → | ← 近鉄難波・賢島近鉄名古屋・近鉄奈良 → | ← 近鉄難波・賢島近鉄名古屋・近鉄奈良 → | ← 近鉄難波・賢島近鉄名古屋・近鉄奈良 → |
| 号車           | 6 (1)                                  | 5 (2)                                  | 4 (3)                                  | 3 (4)                                  | 2 (5)                                  | 1 (6)                                  |
| 形式           | モ21100形 (Mc1)                        | モ21200形 (M')                         | モ21304形 (M)                          | モ21404形 (M')                         | モ21500形 (M)                          | モ21600形 (M'c1)                       |
| 搭載機器       | ◇,CON,◇                                | DC-DC,CP,BT                            | ◇,CON,◇                                | DC-DC,CP,BT                            | ◇,CON,◇                                | DC-DC,CP,BT                            |
| 自重           | 44.0 t                                 | 44.0 t                                 | 43.0 t                                 | 44.0 t                                 | 44.0 t                                 | 45.0 t                                 |
| 運転設備       | 運転台                                 |                                        |                                        | 入換用運転台                           | 入換用運転台                           | 運転台                                 |
| 座席種別       | レギュラー                             | レギュラー                             | レギュラー                             | レギュラー                             | デラックス                             | デラックス                             |
| 定員           | 56                                     | 56                                     | 60                                     | 56                                     | 42                                     | 42                                     |
| 車内設備       |                                        | 洗面室・トイレ 車内販売控室            | 洗面室 トイレ                          | 車内販売準備室                         | 洗面室・トイレ マガジンラック          | 公衆電話                               |

| 項目＼運転区間 | ← 近鉄難波近鉄名古屋 → | ← 近鉄難波近鉄名古屋 → |
| 号車           | 4 (5)                  | 3 (6)                  |
| 形式           | モ21700形 (Mc1)        | モ21800形 (M'c1)       |
| 搭載機器       | ◇,CON,◇                | DC-DC,CP,BT            |
| 自重           | 44.0 t                 | 45.0 t                 |
| 運転設備       | 中間運転台             | 中間運転台             |
| 座席種別       | レギュラー             | レギュラー             |
| 定員           | 56                     | 56                     |
| 車内設備       | 洗面室 トイレ          | 車内販売準備室         |

## 車内設備

### 客室

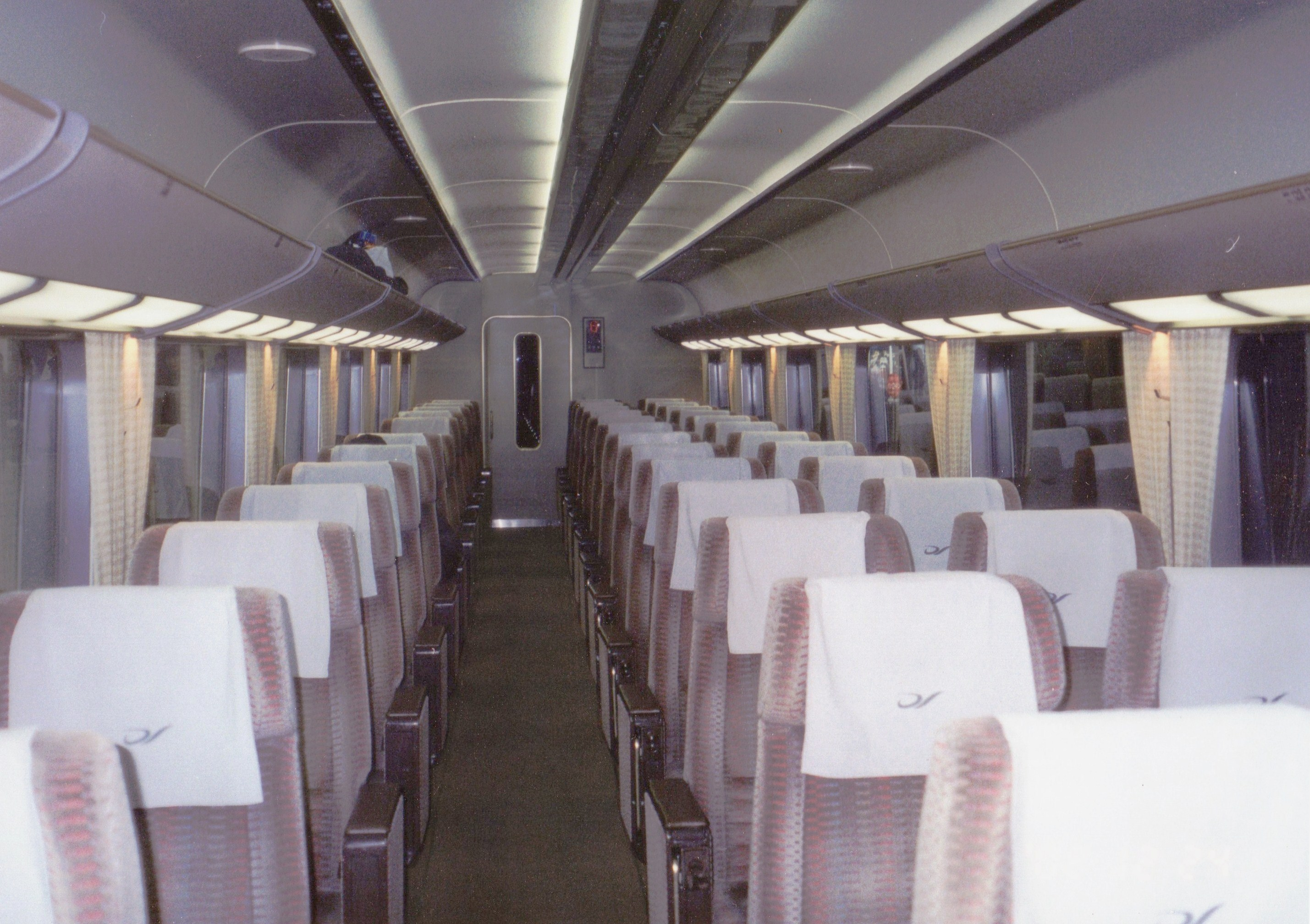
モノトーンの客室（デラックスカー）

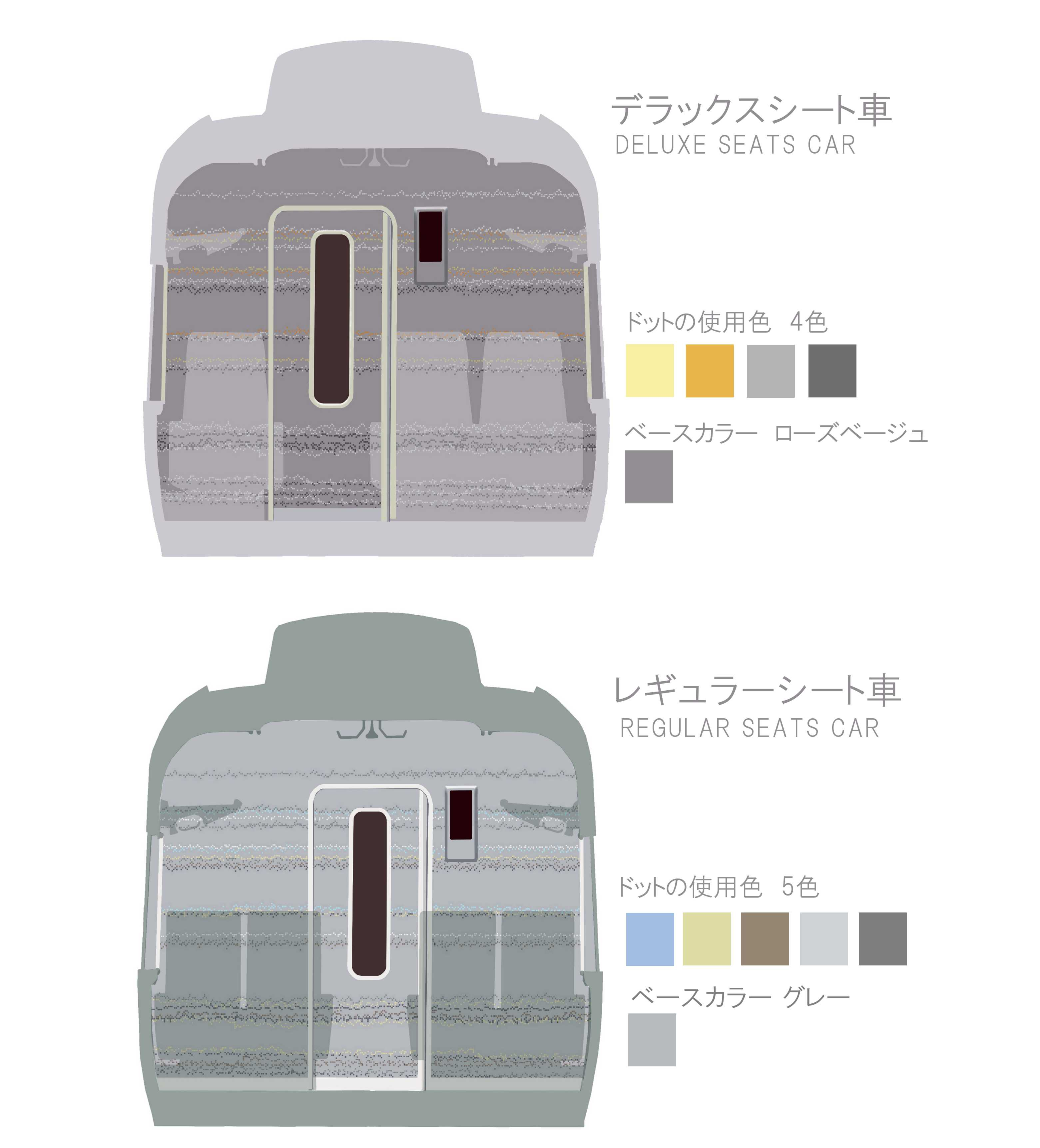
両クラスの車内基調色と妻壁のドット模様の配色

オープンルームの平床構造で2クラス制の採用により両クラス専用の客室が用意された。インテリアデザインはビジネス客の利用を前提とすることから、それまでの明るいサニートーンから一転してモノトーン系の内装として落ち着きを表現した。その雰囲気を損なわないように化粧板は単色で艶を抑えた特注品が使用され、金属色は足元を除いて排除するかアルマイト処理された。
両クラスの基調色は、デラックスカーは格調の高さと落着きを表現するためにローズベージュを基調としてアクセントカラーはゴールド、レギュラーカーは明るさと現代感覚を表現するためにグレーを基調としてアクセントカラーはシルバーとした。デッキとの仕切り妻壁は、両クラスの基調色をベースに色のドット模様をちりばめ、遠くから層状に見える街の灯りを表現している（アーバン・グラデーションと呼称）。デザインは山内陸平が担当した。
窓まわりはアクセントカラーの金属で窓縁を作り、そこから腰羽目部へ曲面のFRPでつなぐことで一体感のある見付とした。荷棚はアルミ押出型材にて構成されたパネル構造である。その表面にはダイノックフィルムを貼り付け艶を抑えて客室デザインとの調和を図った。仕切り戸の脇にはLED式の号車番号などを表示する装置を設けたが、車内案内表示装置の設置は見送られた。カーテンは両クラス用に模様と色を変えており座席モケット同様、細かい柄で立体的に縫い上げた。窓柱の飾り造花は廃止された。
照明は従来のアクリルカバー付きの直接照明をやめ、天井は反射板（空調装置の点検蓋を兼用）による蛍光灯間接照明、荷棚灯は和紙調のグローブを光が透過する傍らで、その隙間を通して反射光が漏れ出る半間接照明とした。荷棚のカーテン部分に電球を組み込んでカーテンを照らし、都合4色の光により空間に奥行きとリズムを与えている。2次車ではカーテンライトのON/OFFスイッチが設けられ、1次車にも反映された。なお天井中央の蛍光灯カバーは冷風吹き出し口のスリットと一体構造のため、結露防止の観点からFRP製である。
ドアにはブロンズカラーの細長の窓と細い取手が設けられインテリアにアクセントを添えた。デラックスカーのドアはシート配列に呼応して中央から少しオフセットしておりドア上部の光電管スイッチのレンズ位置も偏っている。これに伴いモ21500形とモ21600形を繋ぐ貫通路も中央配列ではなく客室ドアと同じ方向にオフセットしている。
デラックスカーの通路には歩行音を抑えるためにカーペットが敷かれたが、2次車は床全面に渡って敷かれ、1次車にもフィードバックされた。レギュラーカーの床面は塩化ビニール製の敷物で、カラーはグリーン系として通路部はベージュとした。床面のコーナーは、清掃性と耐食性を考慮してRに巻き上げている。
近鉄特急の座席番号は、従来数字のみ（奇数が窓側、偶数が通路側）であったが、デラックスカーについてはJRなどと同様に「10A」といった英数字の組み合わせとなった（10Aは大阪寄から10列目、A席は1人掛け、B席は2人掛けの通路側、C席は同じく窓側である）。
インテリアコンセプト
- ハイグレード感を求める時代のニーズに対応し、個々の乗客に質の高い居住空間を提供する
- 従来の車両インテリアから脱却するため、使用素材、ディテール処理を根本から見直す
- 名阪特急の乗客ニーズに適合し、エグゼクティブを対象にした本物志向のインテリアを提供する

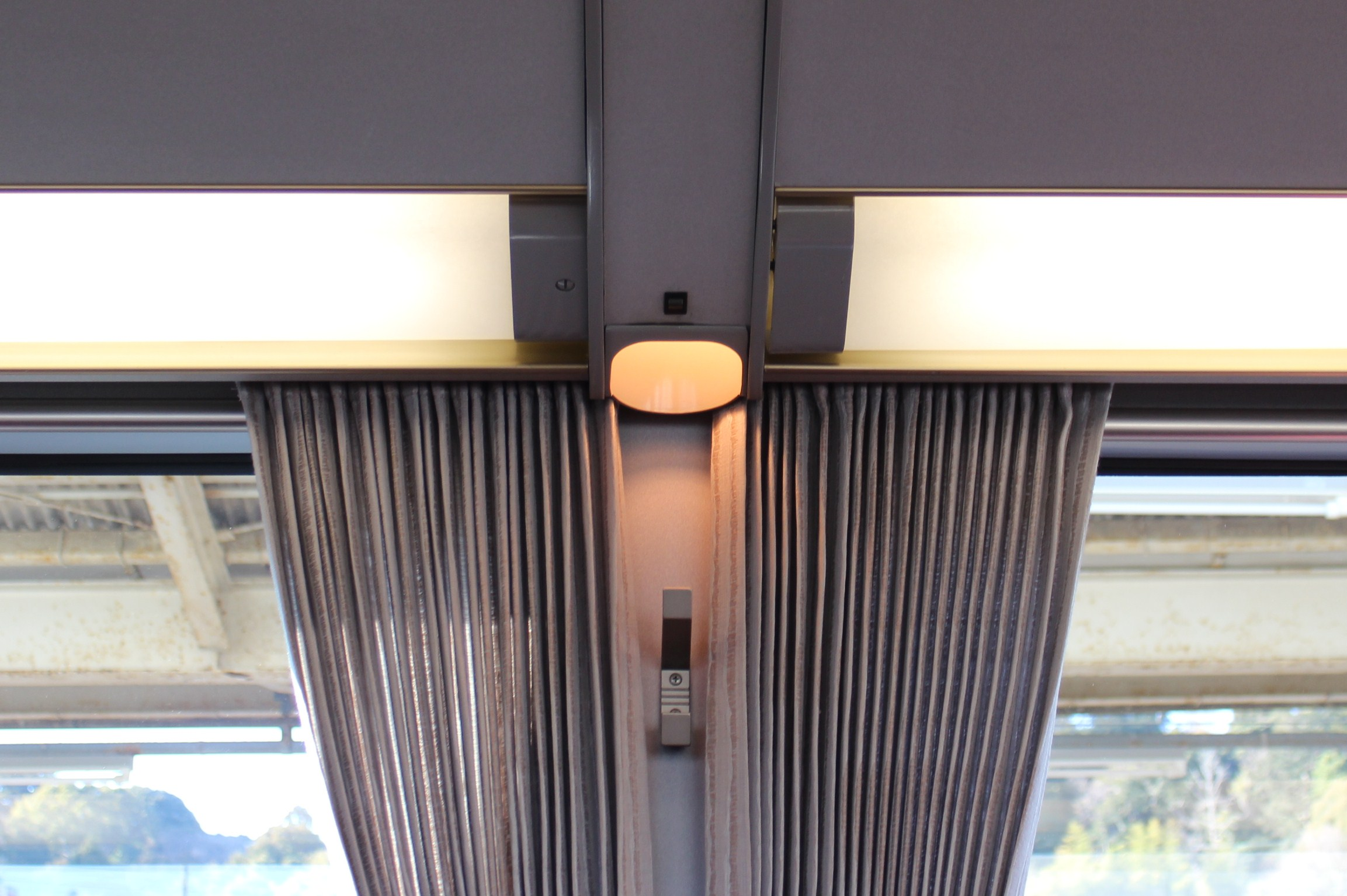
カーテンライト
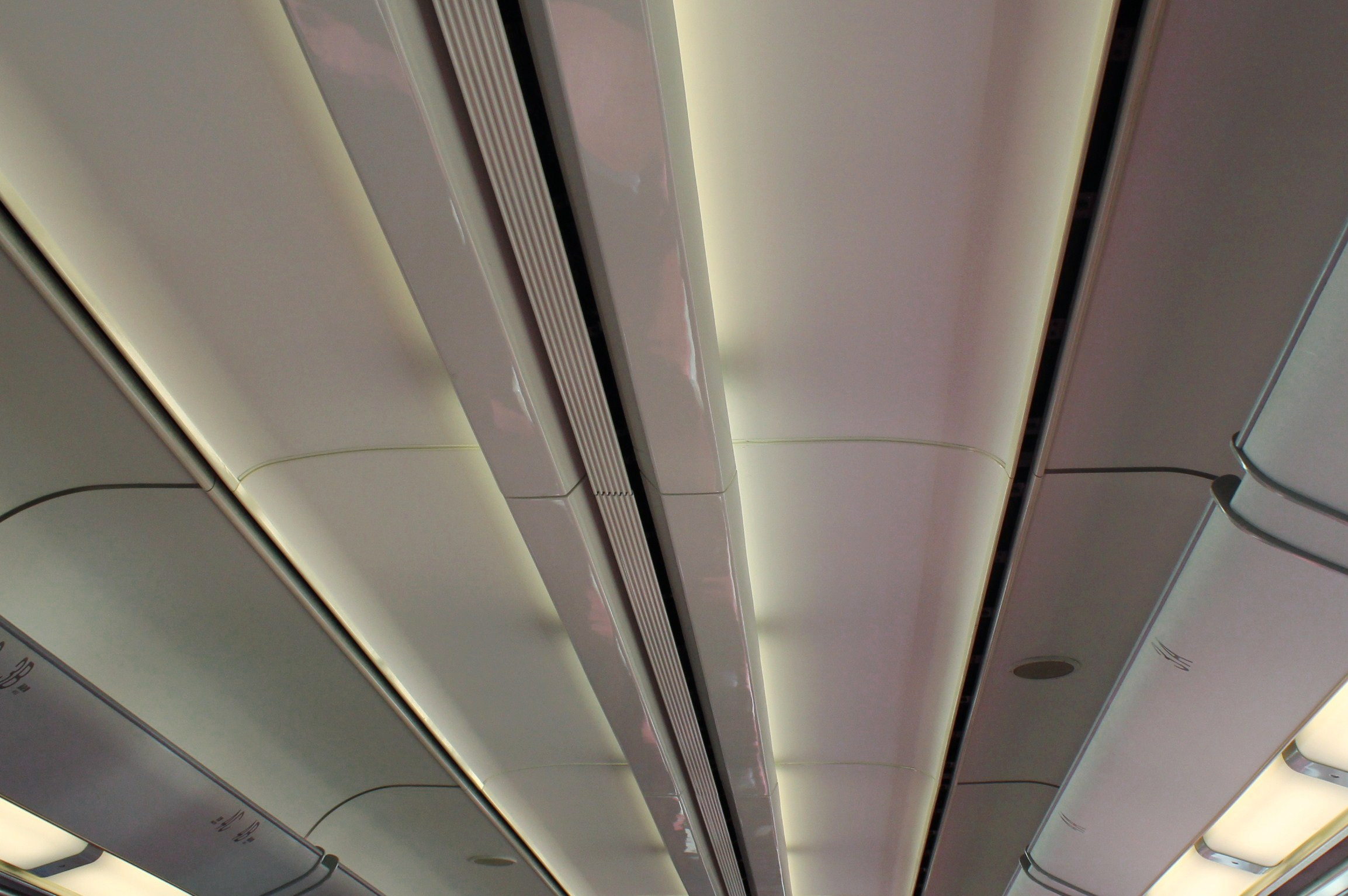
天井間接照明
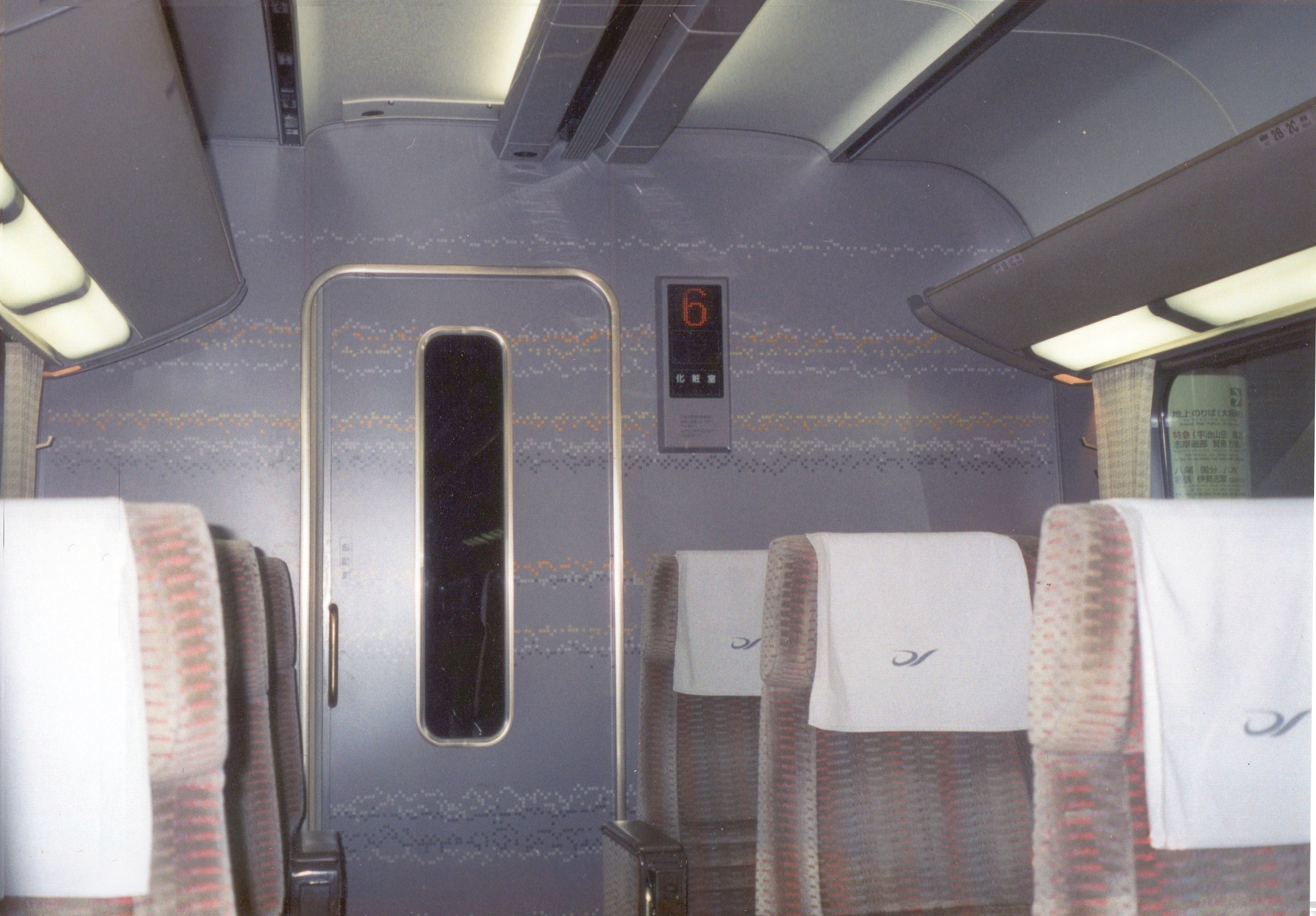
デラックスカー妻壁

#### 座席

##### デラックスシート

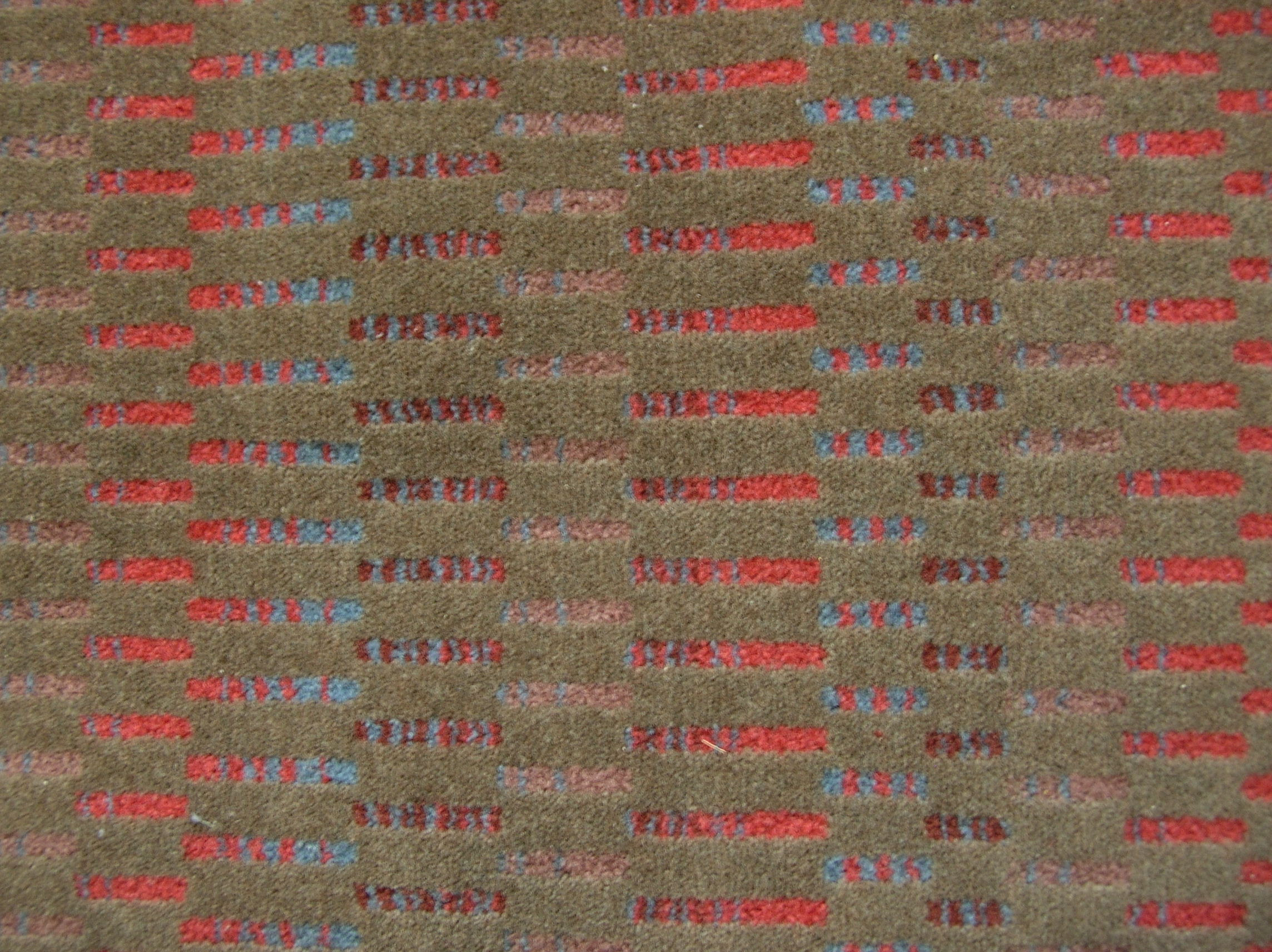
デラックスシートのモケット

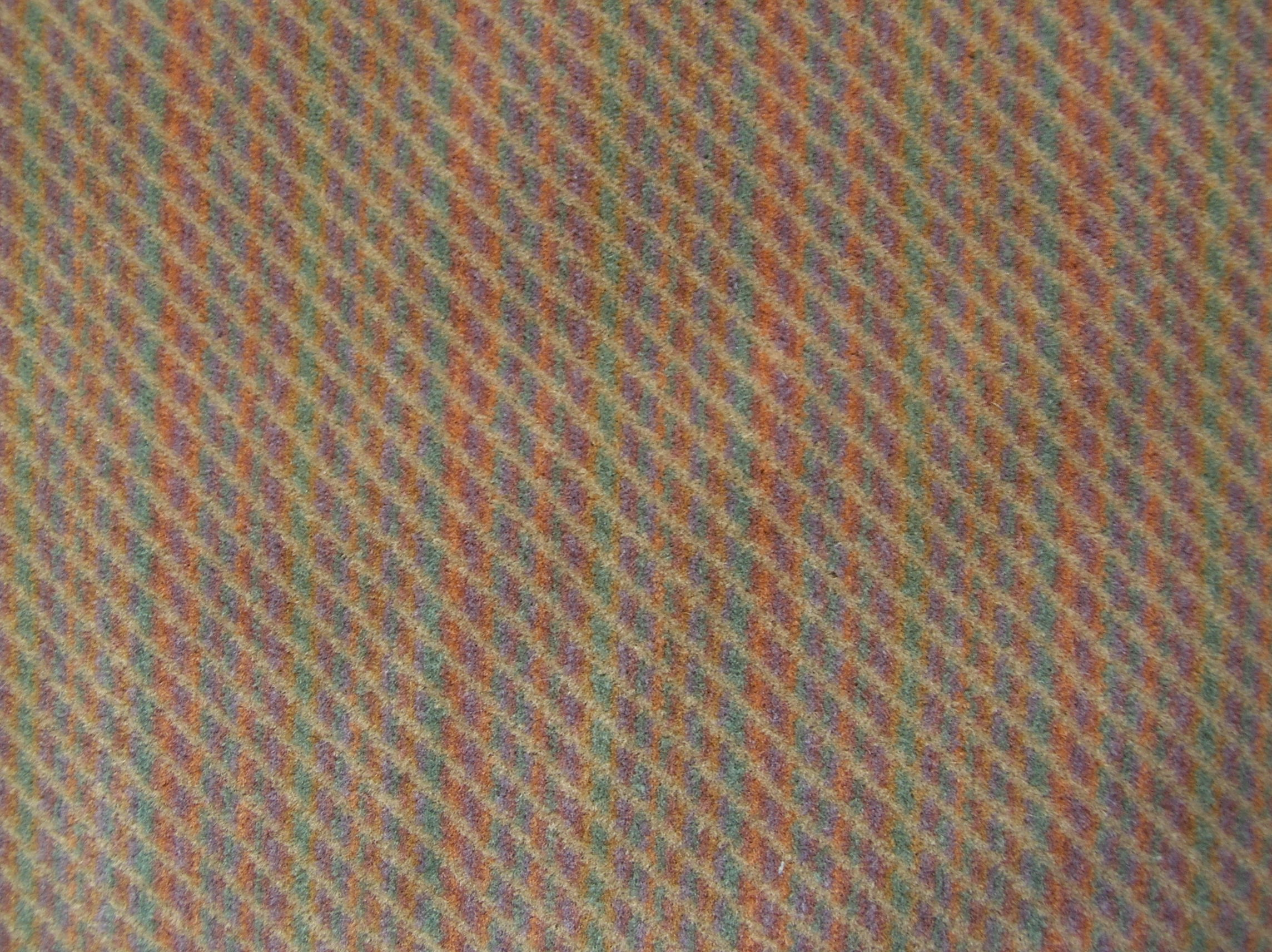
レギュラーシートのモケット

デラックスシートは海側1人掛、山側2人掛の同心回転スライド式リクライニングシートで、座席モケットは発色を抑えたライトブラウンをベースに赤や青の細かな模様を線状にちりばめたデザインで、単調な色合いを避けるために6色の糸を使って生地を織りあげ、立体的で高品位の雰囲気を出すように配慮された。ヘッドレストはプライバシーの確保のために大きな張りだしを付け、高さも引き上げられた。これに腰部の波状のふくらみとも相まって独特のシートデザインを形成している。ヘッドカバーのリネンには薄いグレーのDSマークがワンポイントでプリントされている。
座席の基本構造は従来車同様で、リクライニング時に座面が前にスライドし、回転時には背もたれを起こす方式であるが、ソファ感覚を出すために座面高さが引き下げられ、フットレスト付きとなった。リクライニングレバーはひじ掛け上部に設けられて操作が容易となり、テーブルは面積を広げている。テーブルのない側のひじ掛けにはオーディオサービス用のヘッドフォン用ミニジャック（イヤホン無料貸し出し）とチャンネル・音量の操作盤が設けられた。座席の横幅は1人あたり485 mmで、在来車と比較して30 mm広くなった。シートピッチは1,050 mmである。
| ジャンル         | 名曲アルバム | ポピュラー | ポピュラー（特集） | 歌謡曲   |
| デラックスシート | 1ch          | 2ch        | 3ch                | 4ch      |
| レギュラーシート | 76.0 MHz     | 77.0 MHz   | 78.0 MHz           | 80.0 MHz |

##### レギュラーシート
レギュラーシートは従来車同様の偏心回転スライド式リクライニングシートであるが、プライバシー確保のため背もたれ高さが若干引き上げられたほか、デラックスシートと同様に座面高さを引き下げ、腰部に波状のふくらみが設けられた。座席モケットは一見ベージュの無地に見えるが、紫、緑、橙、ベージュなどをライン状に組み合わせたものである。オーディオサービスは車内に送信される電波をFMラジオで受信する方式とした。シートピッチはデラックスシートと同一の1,050 mmと広く、フットレストが設けられている。座席の横幅は全長が1,070 mm、1人分に換算すると455 mmで、12600系と同一の寸法である。2次車は席中央に折りたたみ式の肘掛が設けられた。

#### 化粧室・デッキ
トイレはモ21200、モ21300、モ21500の各形式に設けられた。モ21200とモ21300は和式と男性小便器ブース、洗面所の組み合わせ、モ21500は洋式と洗面所の組み合わせとした。便器は男性小便器が陶器製で、和式と洋式は金属製（着色）である。汚水処理は循環式である。床は赤御影石とし、壁には4色のタイルを貼り付けてグラデーション調とした。2次車は洋式トイレに自動で便座シートを交換する装置を設けた。
洗面台は水と湯の出る2つの水栓を設置した（従来の近鉄特急車では水のみ）。モ21500形は通路が偏心しているため洋式トイレは大型化され、男性用トイレを併設しない代わりに洗面台スペースを広げた。その背後にマガジンラック（内部におしぼり蒸し器）を設けた。
デッキ全体の色はグレートーンで、扉付近にはデザインされた近鉄の路線案内図が掲げられた。コーナーにはコーナー保護のためにステンレス製のポールが取り付けられたが、内側にアクリル製の板が設けられたために手で完全に握ることはできなかった。なお客室との調和を図るため、トイレ・洗面所・デッキ共に照明を白熱ダウンライトとして落ち着いた雰囲気とした。また室内の注意標記も全体の調和を考慮して、従来のアクリル製銘板に替えて化粧板に直接シルクスクリーンにて印刷する手法を採用した。
車両間の連絡通路は電気連結器を装備する車両同士の場合、連結器高さが880 mm（他は800 mm）であるため渡り板高さも上げられ、この関係で踏み台が扉前に設けられた。

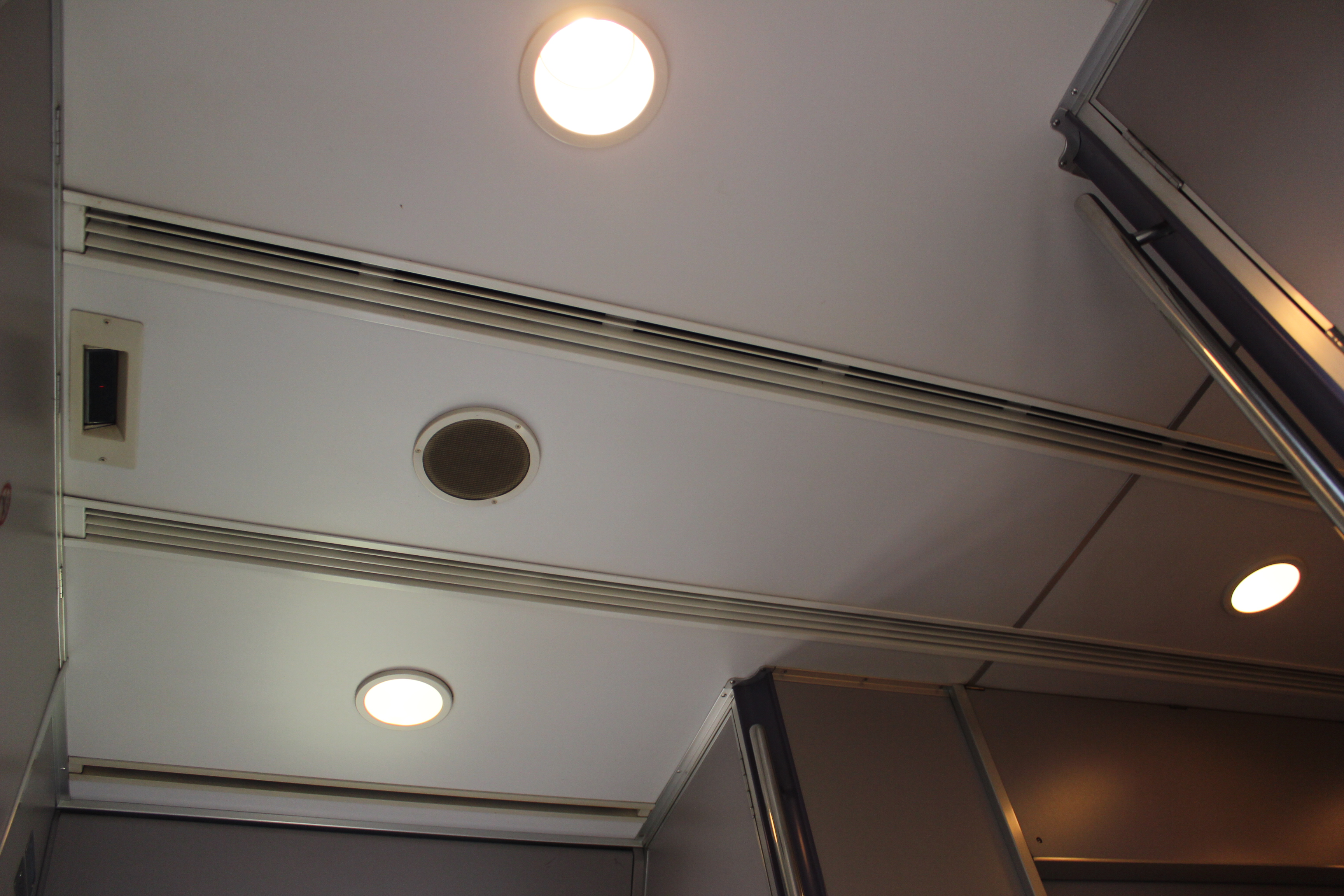
天井ダウンライト 23000系オリジナル車（21000系も概ね同じスタイル）
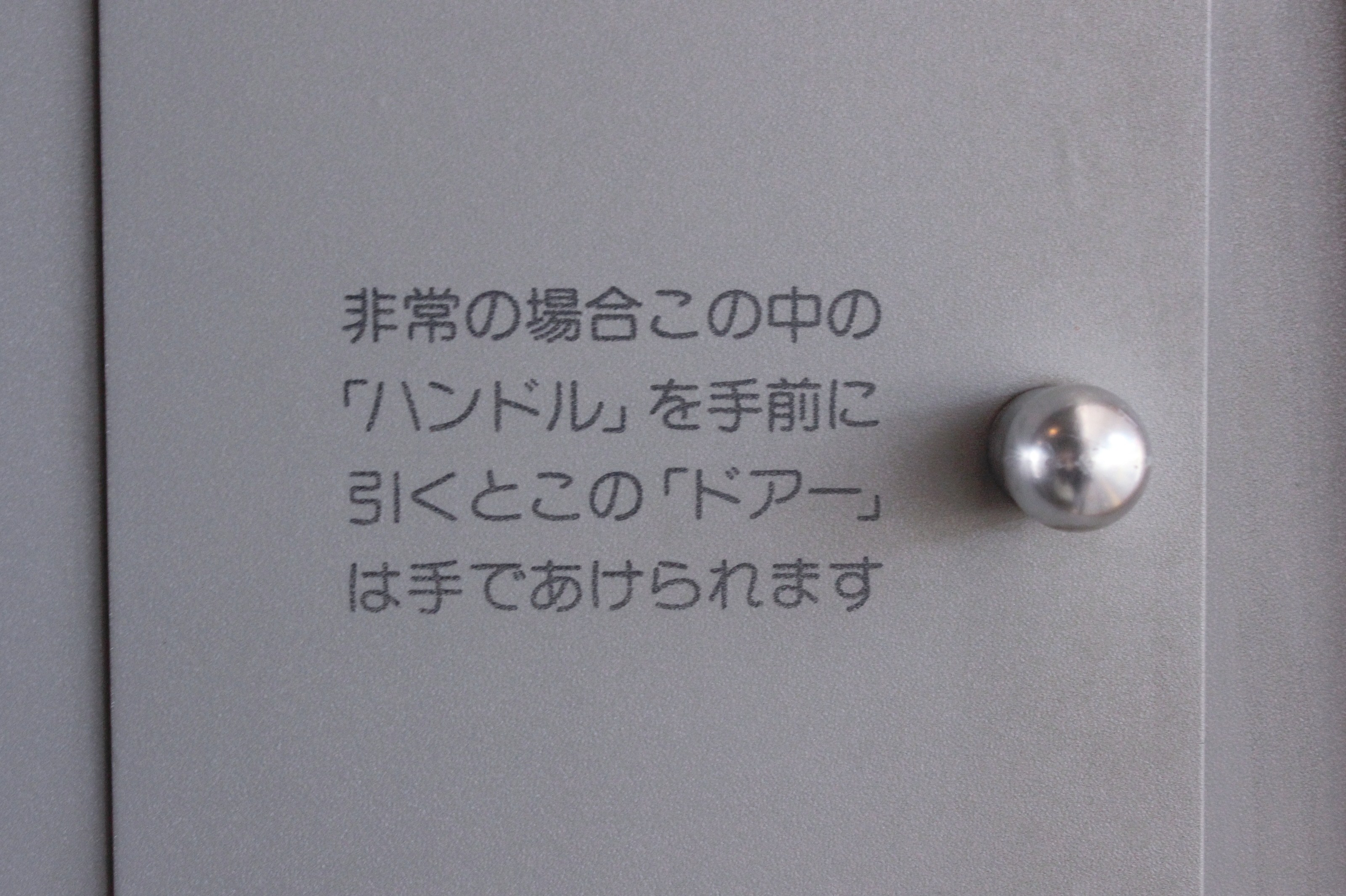
シルク印刷の表記 写真は22000系だが21000系も同様
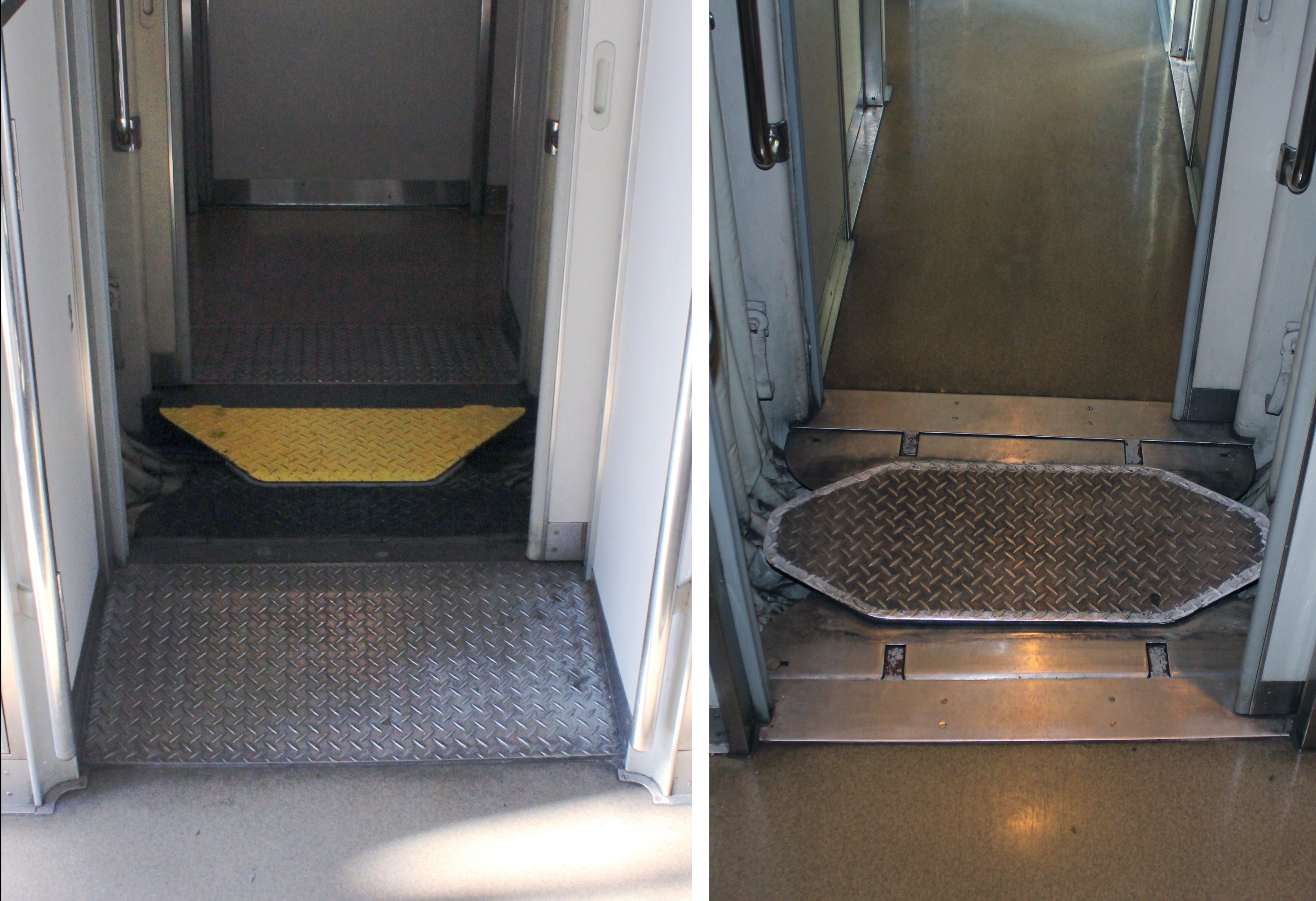
貫通路渡り板 左が電気連結器用で若干高い

#### その他の設備
車内販売準備室はモ21200、モ21400形に設けている。モ21200形の準備室は4両運転時の予備的なものである。メインで使われるモ21400形の準備室には荷物搬入用の扉が設けられているが、スペースの都合から片側1か所しか設置されていない。2次車はモ21404形に形式変更のうえ運転室を廃止（簡易運転台化）して車内販売準備室の拡大に充てた。準備室の荷物搬入用扉は引戸に変更されている（両側に設置）。これにともない、モ21200形の車販準備室から厨房設備がなくなり、車販控室に改められた。
モ21600形には公衆電話が設置されたが、伊勢中川構内短絡線 - 桜井間では受信不可のために車内自動放送にてその案内を行っていた。

### 運転台
運転台は、制御装置や制動装置が従来と同一であることから、配色こそ新型車に合わせたものの、主幹制御器やブレーキ弁の形状そのものは近鉄標準の仕様となっている（2次車より冷房装置が追加された）。中間運転台ユニットのモ21300 - モ21400形は貫通式で、スペースも狭いが、流線型のモ21100、モ21600形は広々としており、運転台直後のデッキからは乗客が前面展望を楽しむことも可能である。前面窓が傾斜し、デッキの照明がダウンライトであることから映り込みがなく、トンネル区間や夜間でも仕切窓に設置されている遮光幕は使用しない。ただし、中川短絡線走行中の運転士交代時には閉めることにしていた。
簡易運転台は、モ21500形の場合、大阪寄りデッキに設けられているが、普段は壁で蓋がされており見ることはできない。他は車内販売準備室に設けられている。

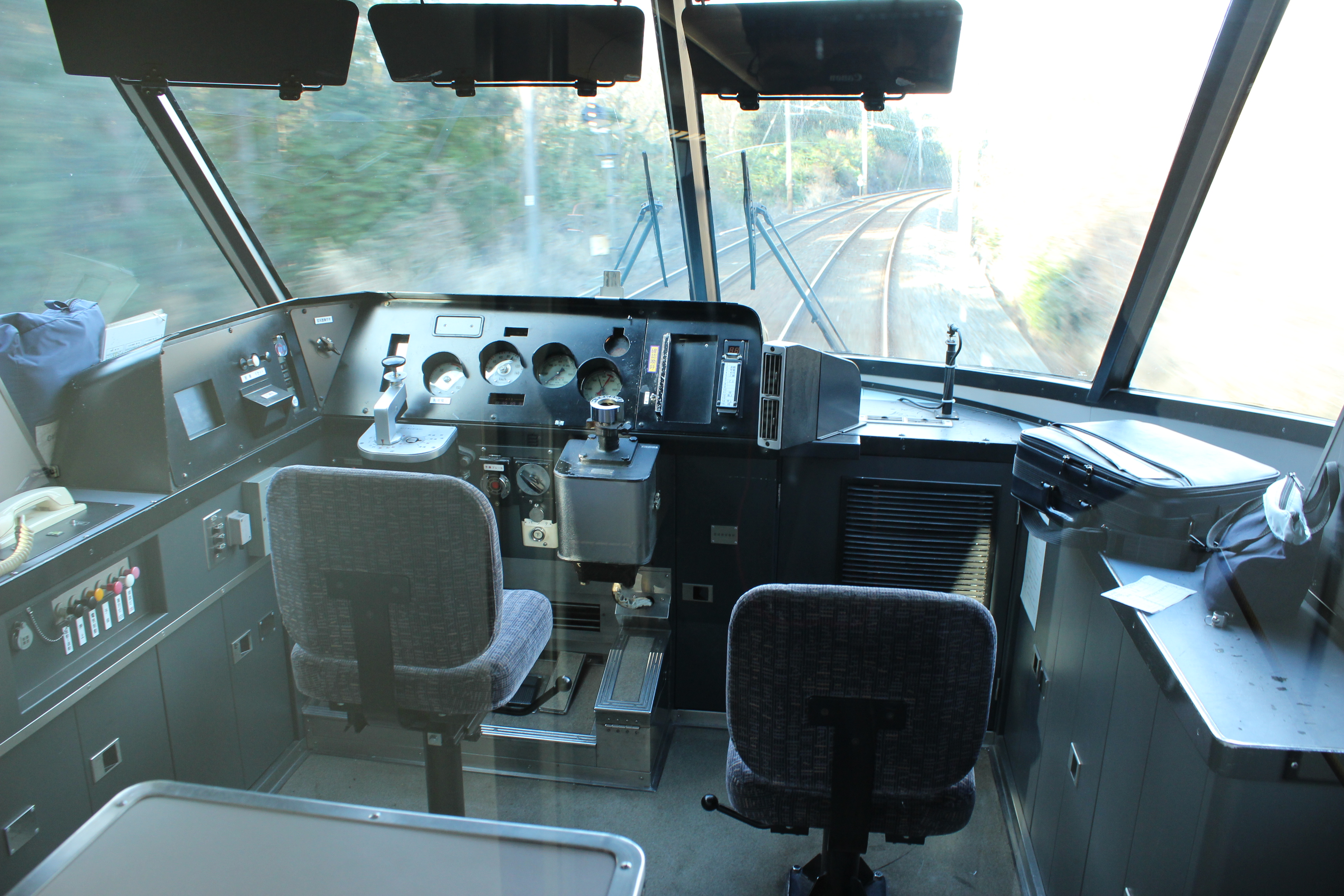
運転台（更新車） オーソドックスな構造
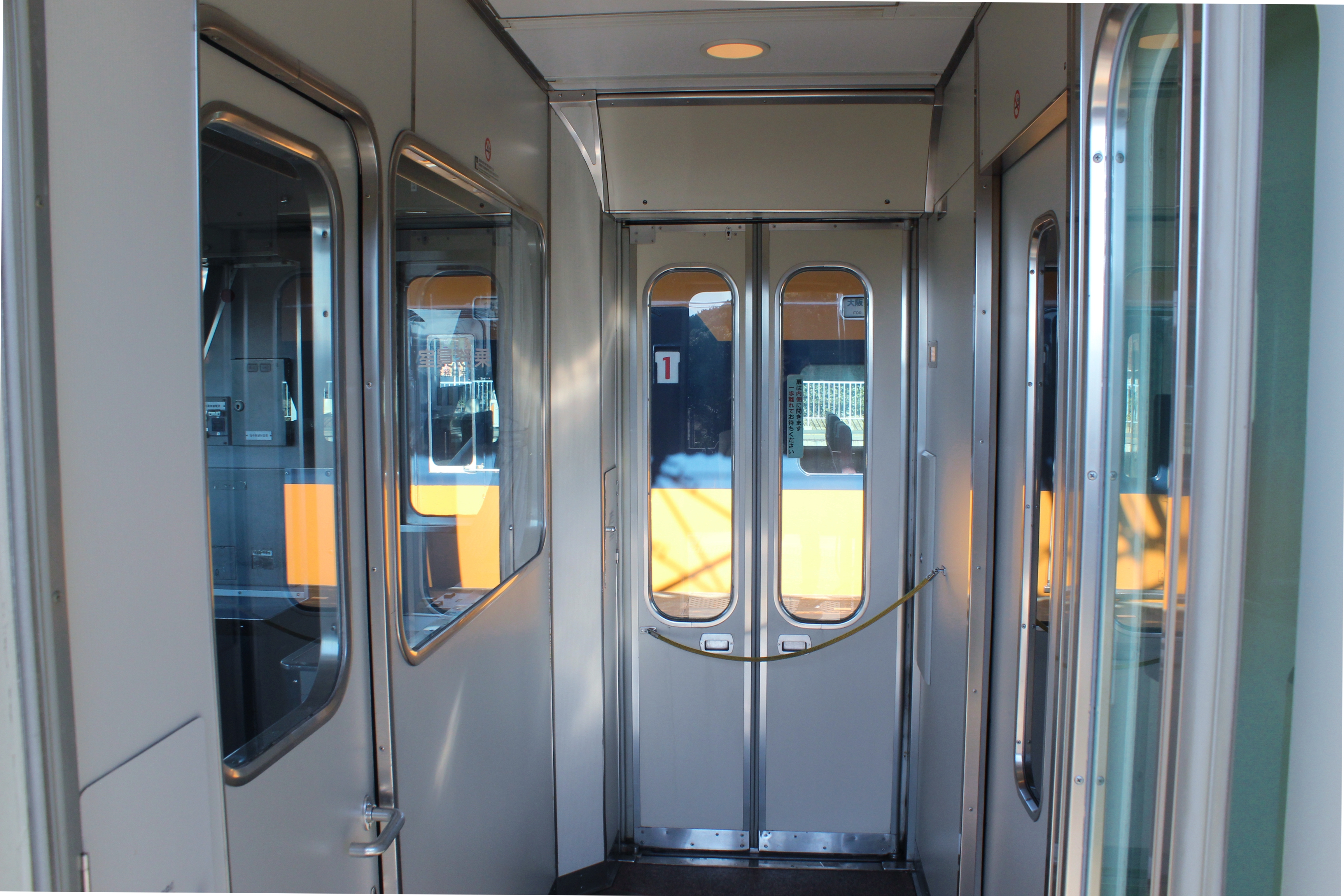
運転台背後のデッキ（更新車）

## リニューアル車（アーバンライナーplus）

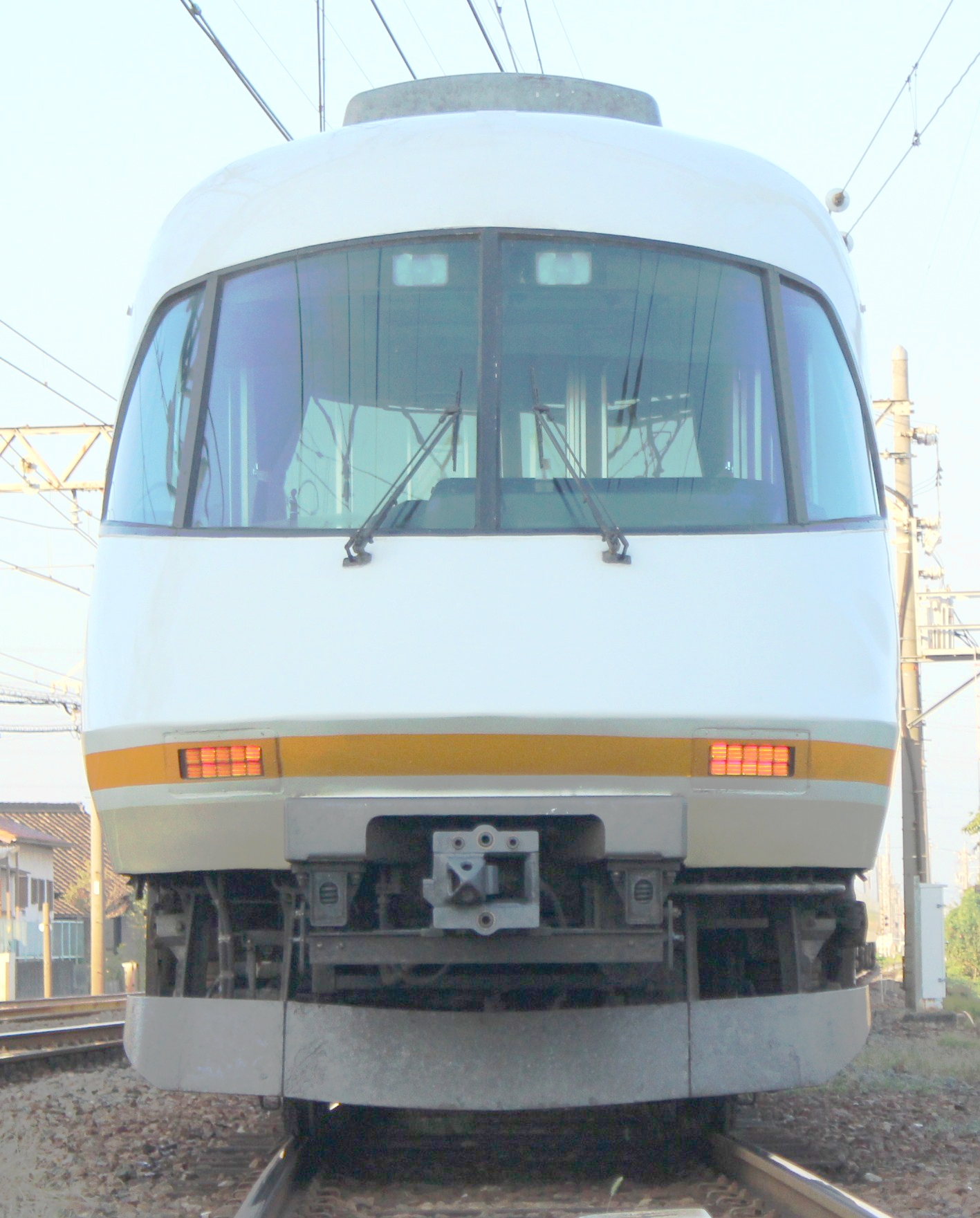
リニューアル車フロント

### 経緯
前述のとおり本系列はバリアフリーに対応しておらず、座席はデラックスカーを含め旧式のスライド式リクライニングシートであり、以降に製造の特急車と比べて見劣りした。1990年代後半から禁煙への関心が高まり、近鉄でも特急車の禁煙車比率向上などの対応を行なってきたが、アンケート調査では70%近い乗客が禁煙席を希望していた。また、名阪特急利用者のうち女性が4割を占め想定より多いことや、ビジネスのみならずレジャー目的での利用が多いことなどが判明し、登場時との利用状況の変化に対応する必要があった。
21020系「アーバンライナーnext」の開発にあたり実施されたこのアンケート調査を車両設計にフィードバックさせ、本系列のリニューアル車にも反映させることとした。リニューアルに際しては21020系を新造の上で予備車を確保し、竣工から約15年が経過して車体更新時期に差し掛かった2003年から2005年にかけて、高安検修センターで概ね3か月に2編成のペースで施工された。

### 改造
改造に際して車両愛称はアーバンライナーplus（アーバンライナー・プラス）となった。「plus」には「新世代の機能とサービスの付加」という意味を込めている。
座席の「ゆりかご型シート」への交換（後述）など、21020系に準じた設備としているが、編成定員は4名多い。従来編成中に2両あったデラックスカーは、利用状況や全席禁煙化に合わせてモ21600形1両のみとなったほか、バリアフリー設備の導入や喫煙コーナーの設置が行なわれた。また、車内販売の中止を受けて、車販準備室が撤去された。
各編成施工時期
21101F-2003年7月18日
21102F-2003年8月20日
21103F-2003年12月4日
21104F-2004年1月8日
21105F-2004年4月16日
21106F-2004年7月6日
21107F-2004年8月25日
21108F-2004年11月25日
21109F-2005年4月4日
21110F-2005年4月11日
21111F-2005年8月8日
21701F-2004年8月9日
21702F-2004年4月22日
21703F-2004年1月28日

### 外観・機器
車体塗装は、21020系に合わせて裾部をジェントルベージュ■に塗り替え、その上に折戸部分も含めコスメオレンジ■帯を通した。一次車特有のふくらみのある扉は、フラットなタイプに交換された。行先・号車番号表示器は従前の幕式で存置された。
扉上には雨どいが、連結面には板状の転落防止幌が取り付けられ、モ21200形一次車の入換用運転台は撤去された。
連続窓は21020系同様の構造に変更され、窓柱にあった縦の押さえゴムは無くなった。窓ガラスはフロント窓を含め緑がかったものに交換されたほか、喫煙コーナー設置に伴い、21020系と同様の横長2段の窓が設けられた。
主要機器については基本的に従来通りの仕様・配置とされたが、パンタグラフについては、モ21100形とモ21304形の間に高圧母線を引き通し、それぞれ1基搭載とした。

#### 車両別概要

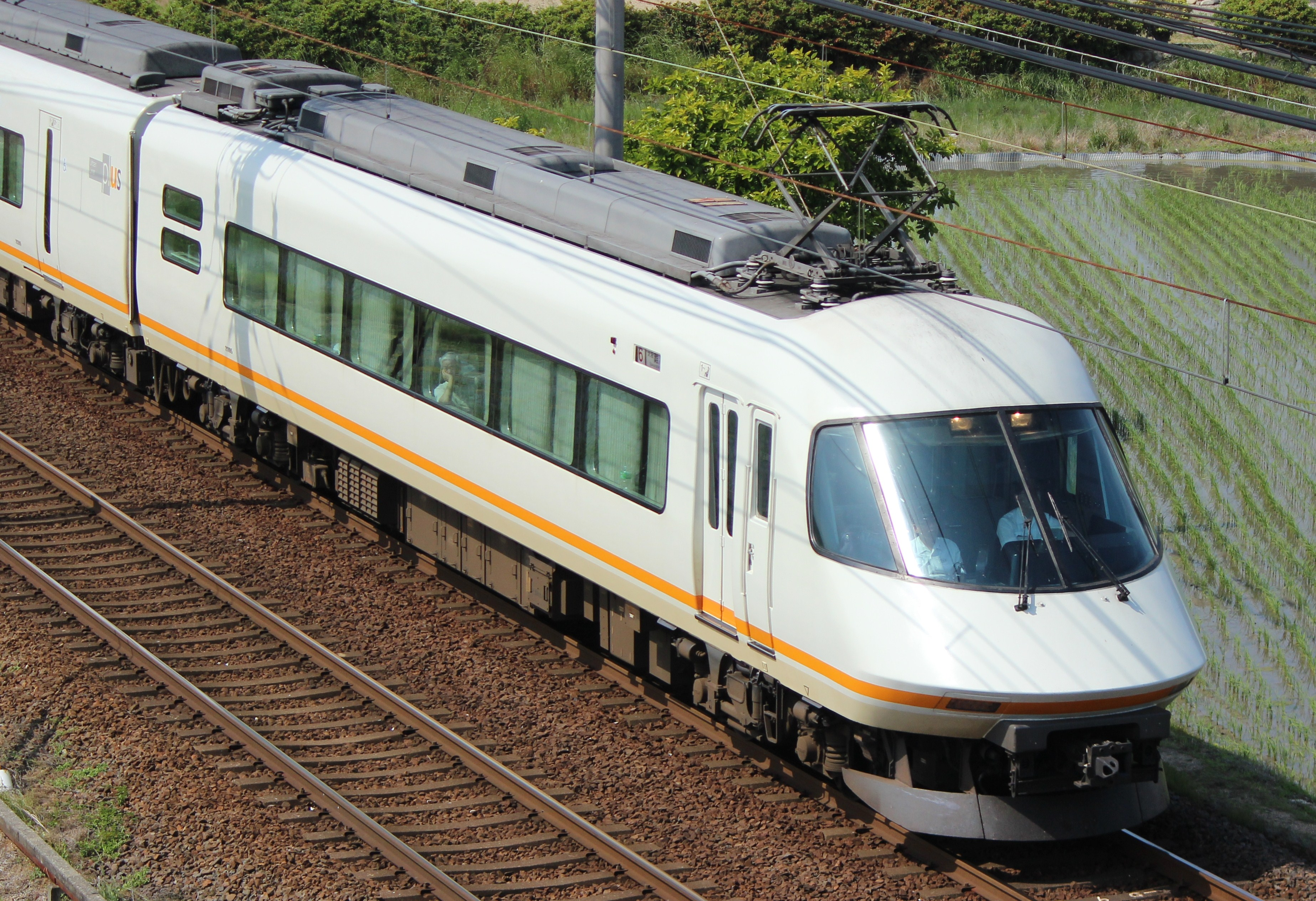
後位側パンタグラフを撤去して冷房装置を搭載（モ21100形）

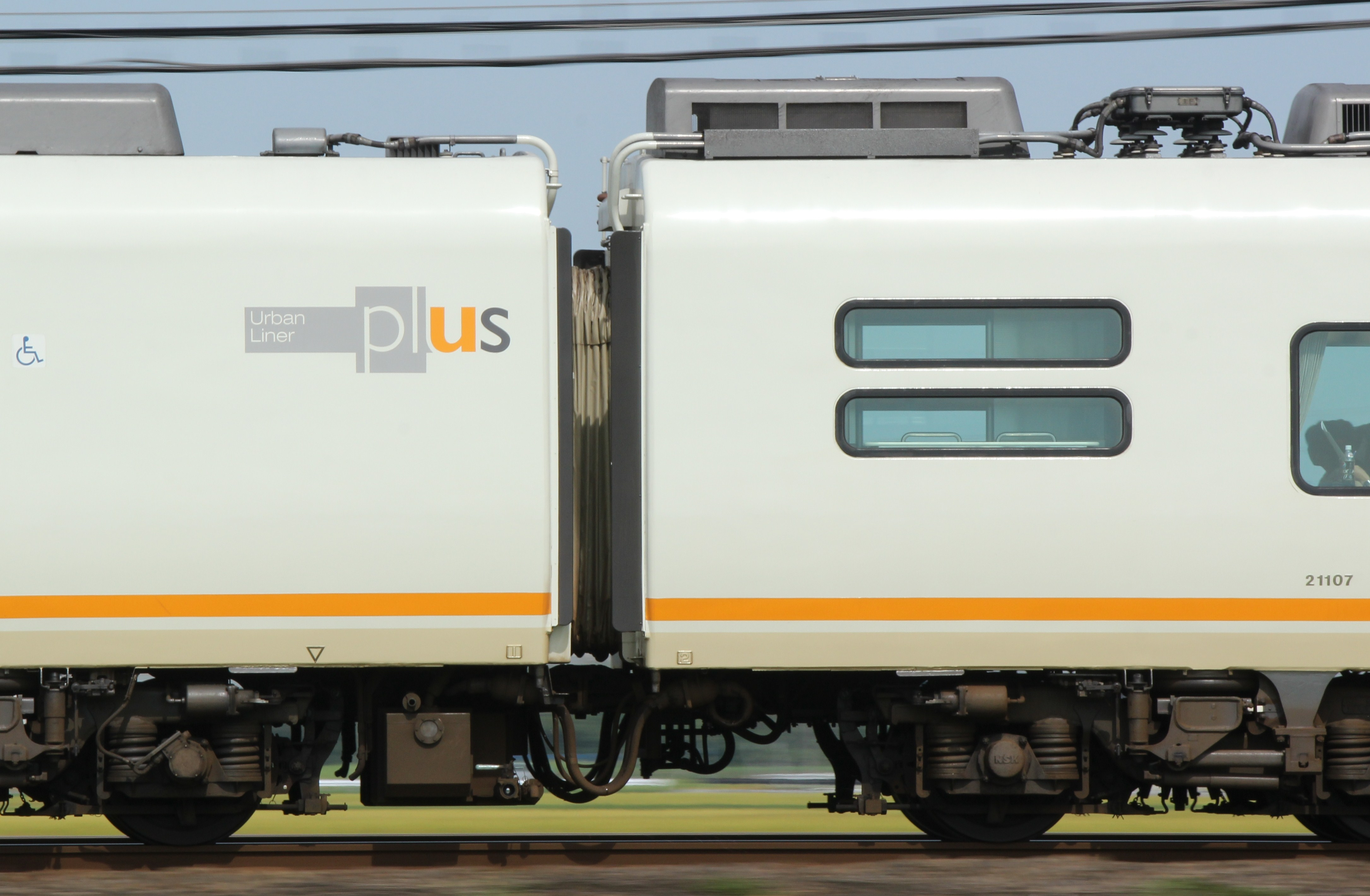
Urban Liner plusロゴタイプと喫煙コーナーの窓

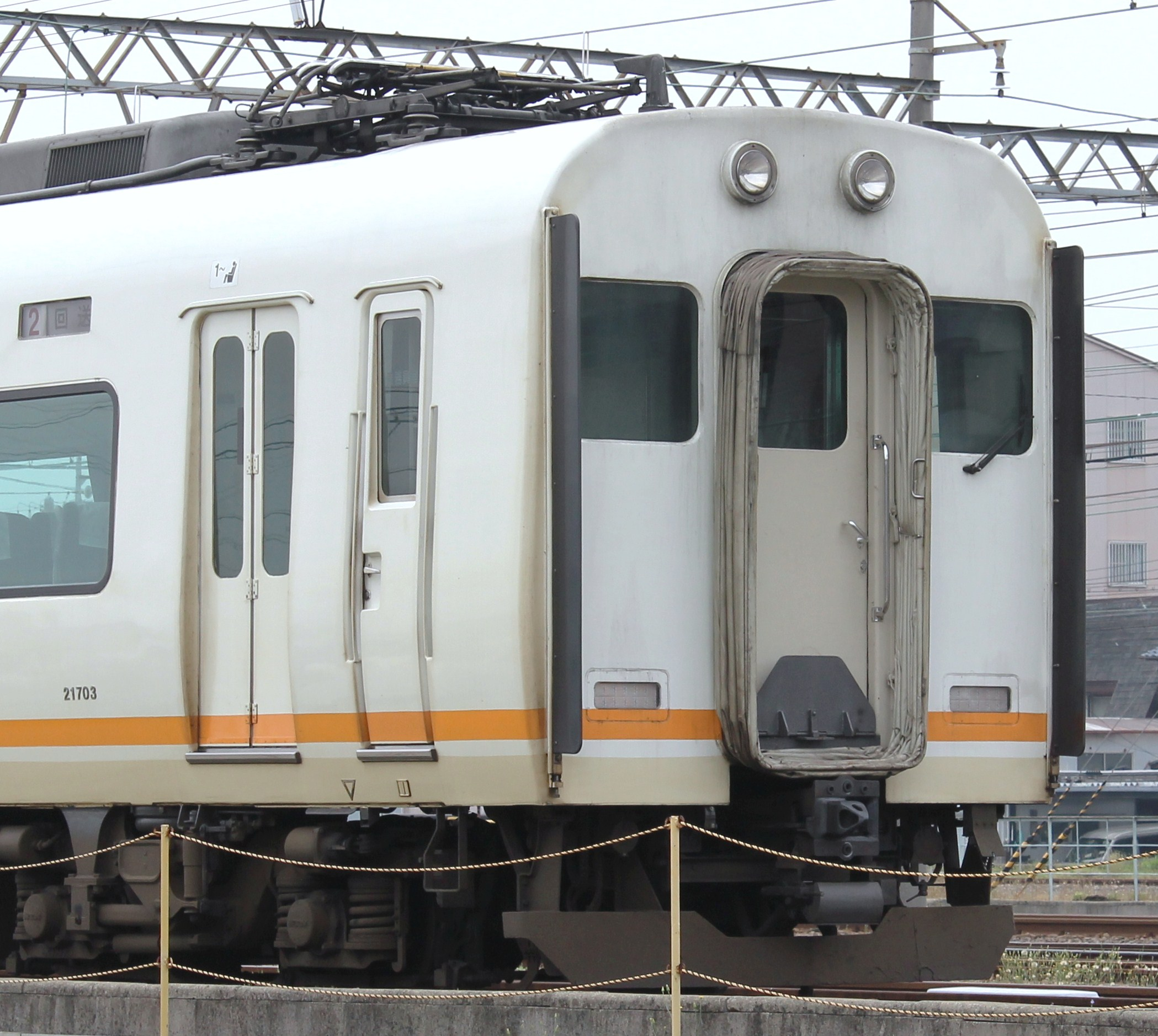
増結用編成フロント

モ21100形(Mc)
定員48名のレギュラーカー。連結面寄り車端部に喫煙コーナーが設置されている。この部分は元客室で座席4脚分（8名分）が撤去された。喫煙コーナーの屋根上には21020系と同形の空調装置が設置され、客室の空調と分離した。空調機器新設部分のパンタグラフが1基撤去された。
モ21200形(M)
定員54名のレギュラーカー。大阪寄り車端部に21020系に準じた車椅子対応兼多目的型（ベビーベッド設置）のトイレ、洗面室、男性用トイレが設置された。また、乗降扉も折戸から幅広のプラグドアに変更され、車椅子利用者に配慮した。デッキと客室を連絡する扉は両開き式となり、デッキ寄りの座席は左右1脚タイプで、これも車椅子対応とした。名古屋寄り車端部は車内販売準備室または控室を撤去して客室となった。この変更によって側窓は両側が小窓となった。定員は4名減となった。化粧室部分の側板には「Urban Liner plus」のロゴタイプが貼り付けられた。
モ21304形(M)
定員56名のレギュラーカー。名古屋寄りの和式トイレを洋式化し、併せて女性専用トイレを別に設置した。これによって座席1列分（4名分）が撤去された。男性用小用トイレは残されている。名古屋寄りのパンタグラフ1基は撤去された。
モ21404形(M)
定員56名のレギュラーカー。大阪寄り車端部に喫煙コーナーを設置した。名古屋寄り車端部は車内販売基地と業務用引戸を撤去のうえ座席2列（8名分）を増設し、自動販売機および公衆電話を設置した。簡易運転台は電話の裏側にある。
モ21700形(Mc)
定員56名のレギュラーカー。正規運転台を持つ増結車両。更新前と比べて座席以外の変化は少なく、定員も変化はない。
モ21800形(Mc)
定員52名のレギュラーカー。正規運転台を持つ増結車両。大阪寄り車端部にデッキに併設する形で喫煙コーナーが設置された。また、名古屋寄りの車内販売準備室と業務用ドアを撤去して客室を拡充した。
モ21500形(M)
定員56名のレギュラーカー。デラックスシートをレギュラーシートに置き換え、デッキのマガジンラックを撤去のうえ、男性用トイレを新設した。外観上の目だった変化はない。パンタグラフも2基のままである。
モ21600形(Mc)
定員36名のデラックスカー。大阪寄り車端部に喫煙コーナーが設置された。車端部の公衆電話はモ21404形に移設されたが、小部屋自体はそのまま残されている。座席は2列分が撤去された。

### 編成
| 項目＼運転区間 | ← 大阪難波・賢島近鉄名古屋・近鉄奈良 → | ← 大阪難波・賢島近鉄名古屋・近鉄奈良 → | ← 大阪難波・賢島近鉄名古屋・近鉄奈良 → | ← 大阪難波・賢島近鉄名古屋・近鉄奈良 → | ← 大阪難波・賢島近鉄名古屋・近鉄奈良 → | ← 大阪難波・賢島近鉄名古屋・近鉄奈良 → |
| 号車           | 6                                      | 5                                      | 4                                      | 3                                      | 2                                      | 1                                      |
| 形式           | モ21100形 (Mc1)                        | モ21200形 (M')                         | モ21304形 (M)                          | モ21404形 (M')                         | モ21500形 (M)                          | モ21600形 (M'c1)                       |
| 車両写真       |                                        |                                        |                                        |                                        |                                        |                                        |
| 搭載機器       | ◇,CON                                  | DC-DC,CP,BT                            | ◇,CON                                  | DC-DC,CP,BT                            | ◇,CON,◇                                | DC-DC,CP,BT                            |
| 自重           | 46.0 t                                 | 45.0 t                                 | 45.0 t                                 | 46.0 t                                 | 45.0 t                                 | 45.0 t                                 |
| 運転設備       | 運転台                                 |                                        |                                        | 入換用運転台                           | 入換用運転台                           | 運転台                                 |
| 座席種別       | レギュラー                             | レギュラー                             | レギュラー                             | レギュラー                             | レギュラー                             | デラックス                             |
| 定員           | 48                                     | 52+2                                   | 56                                     | 56                                     | 56                                     | 36                                     |
| 車内設備       | 喫煙コーナー                           | 洗面室・トイレ 車椅子対応設備          | 洗面室 トイレ                          | 喫煙コーナー 自動販売機                | 洗面室・トイレ                         | 車内販売準備室                         |

| 項目＼運転区間 | ← 大阪難波近鉄名古屋 → | ← 大阪難波近鉄名古屋 → |
| 号車           | 4                      | 3                      |
| 形式           | モ21700形 (Mc1)        | モ21800形 (M'c1)       |
| 車両写真       |                        |                        |
| 搭載機器       | ◇,CON,◇                | DC-DC,CP,BT            |
| 自重           | 46.0 t                 | 46.0 t                 |
| 運転設備       | 中間運転台             | 中間運転台             |
| 座席種別       | レギュラー             | レギュラー             |
| 定員           | 56                     | 52                     |
| 車内設備       | 洗面室 トイレ          | 喫煙コーナー           |

#### 車内設備
化粧板は客室、デッキ共に21020系と同一品に取り換えたが、デラックスカーの妻壁はアーバングラデーションが残された。化粧板押さえ面は着色せず、アルマイト処理のうえ地肌で取り付けた。客室引き戸は取っ手を撤去のうえ、窓は無色透明となった。荷棚はカーテンライトを含めて原型を保つが、フィルムを貼り替えることでデザインを変更した。
客室妻面上部には車内案内表示装置として21020系同様の液晶ディスプレイが設けられた。これに伴いFRP照明カバーの形状を変更している。号車表示や次駅・停車駅・到着駅案内、車内案内に加え、自社PRや沿線案内、読売新聞ニュース、マップ式の現在位置・速度表示にも対応している。また、日中に限り運転台に設置のCCDカメラによる前面展望が放映される。50000系「しまかぜ」登場後、同様のROMに更新され、文字が大きく見やすくなっている。従来LED式号車表示パネルがあった客室引き戸脇には、新たに車内通報装置が設置された。

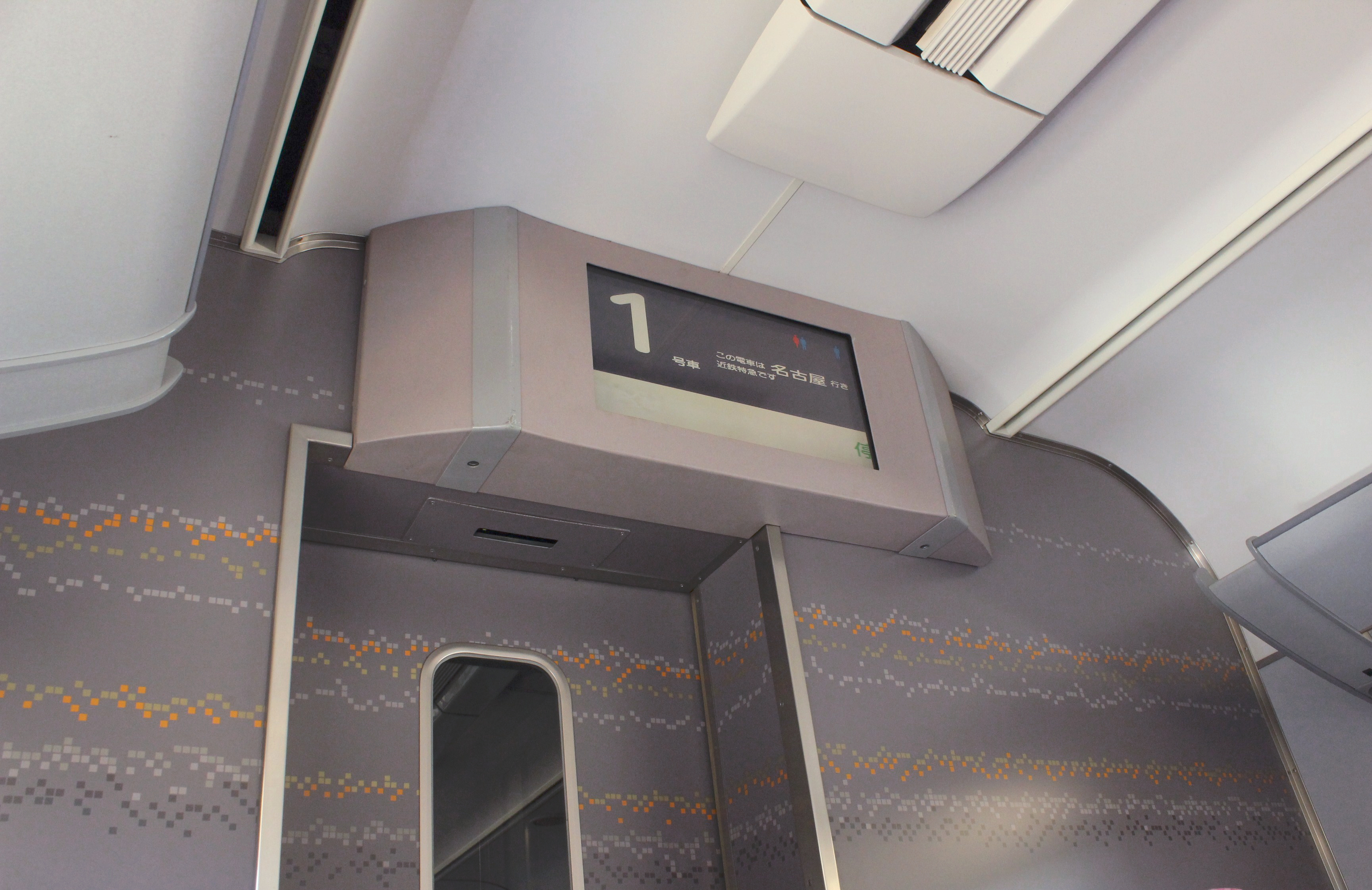
残されたアーバングラデーションと新設された車内表示器
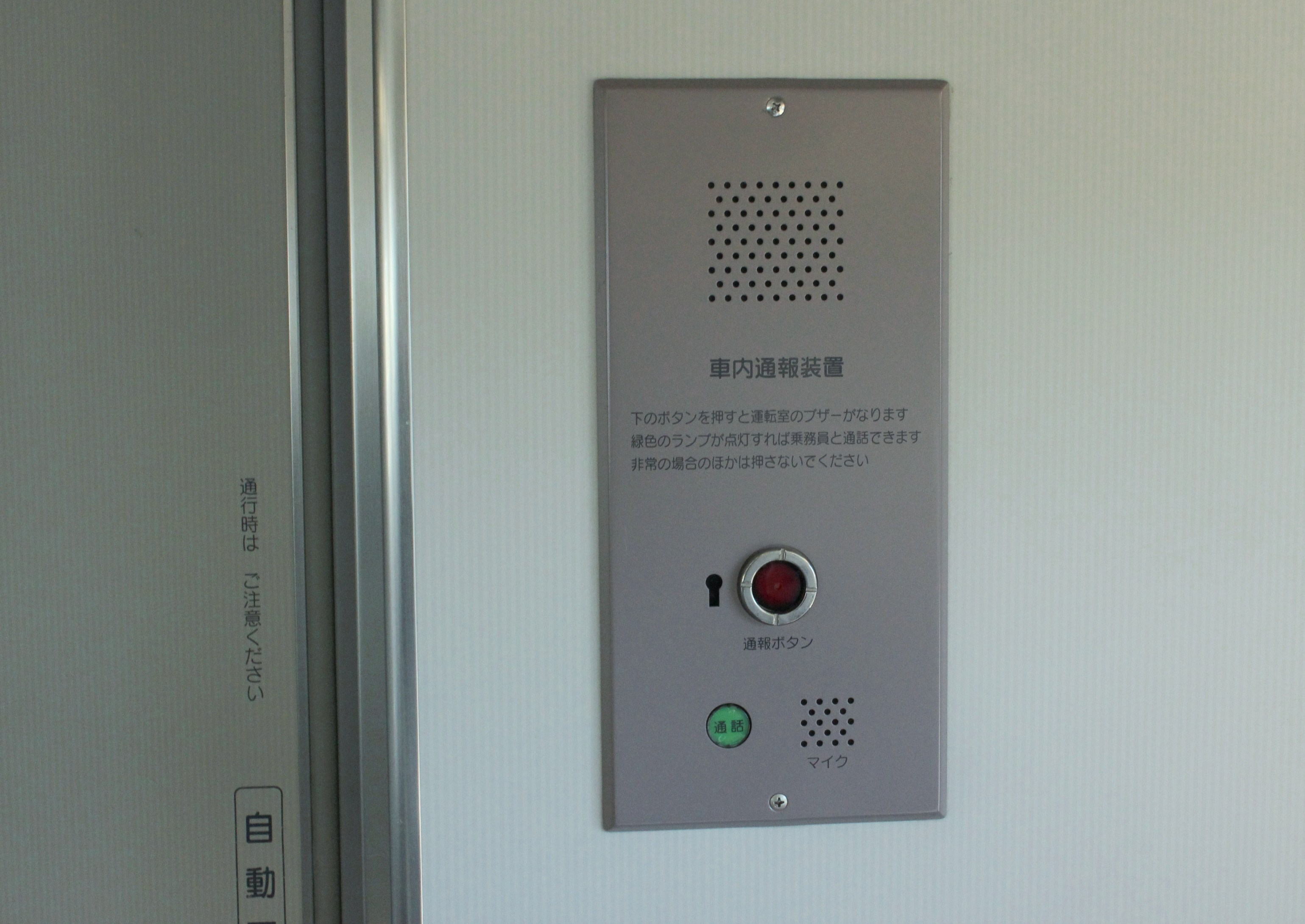
客室妻壁の車内通報装置
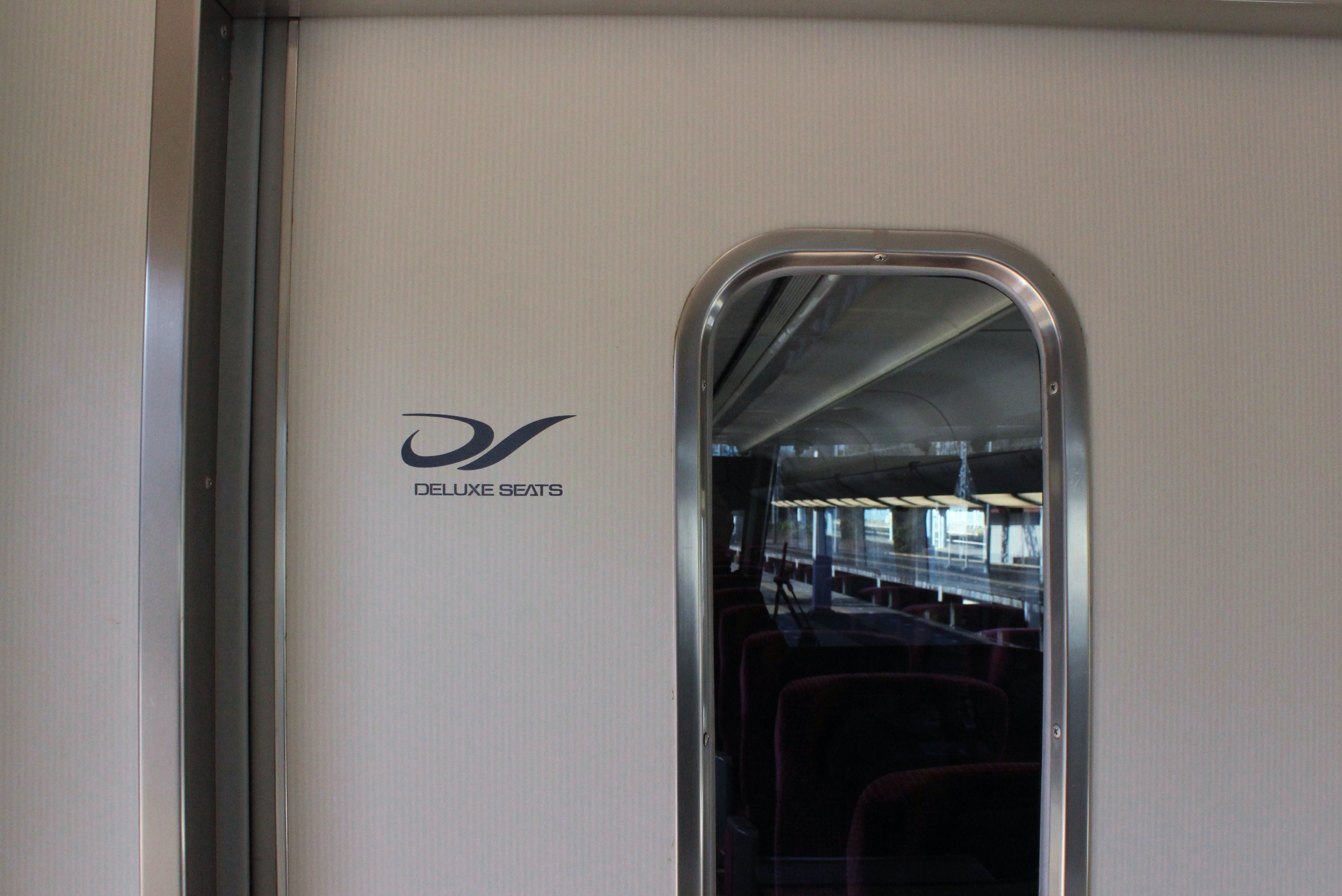
デッキの化粧板 薄い縦縞模様 レギュラー車客室も同一

座席はリクライニング操作と連動して座面が沈み込む新開発の「ゆりかご型シート」へ交換された（近鉄21020系電車#座席も参照）。デラックスカーは座席幅を500mm（従来比+15mm）に拡大、電動リクライニングとし（レギュラーカーは手動）、背もたれには読書灯が取り付けられたほか、従来の2人掛け席を1人掛け2席が並ぶ（2席同時に回転する）形として独立性を高めている。前述のオーディオサービス用設備は廃止された。

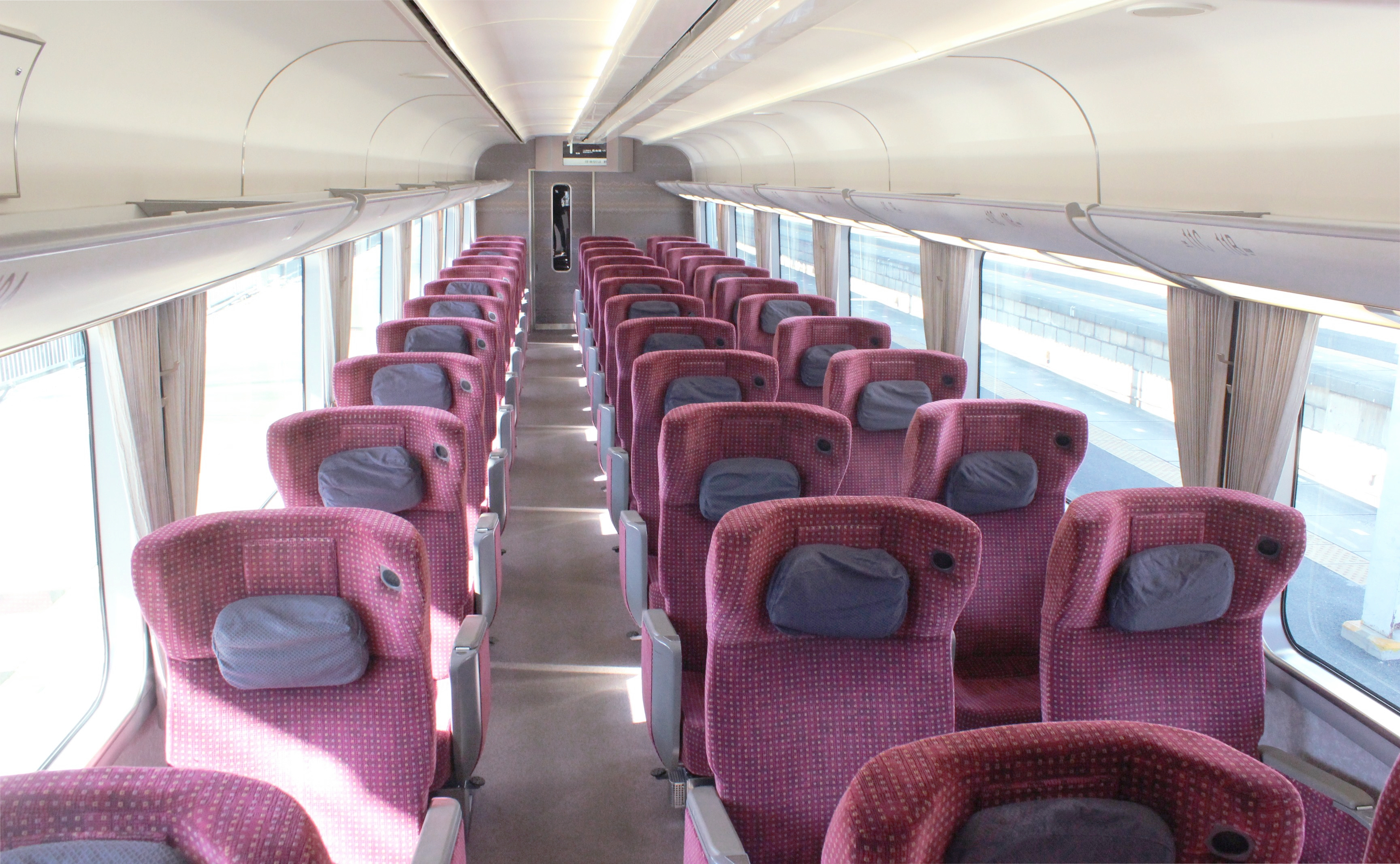
デラックスカー
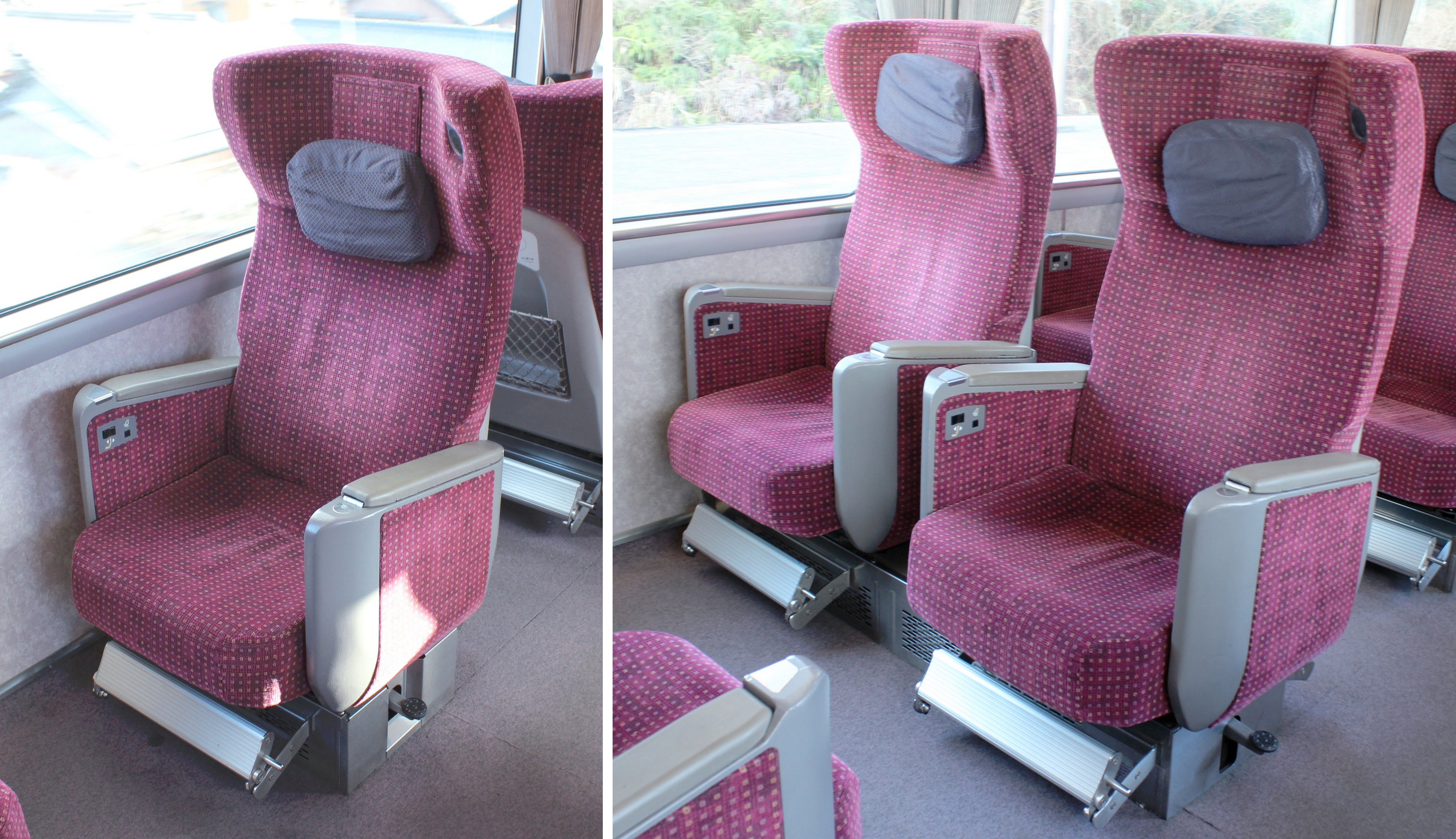
デラックスシート 1人掛け（左）と2人掛け（右）
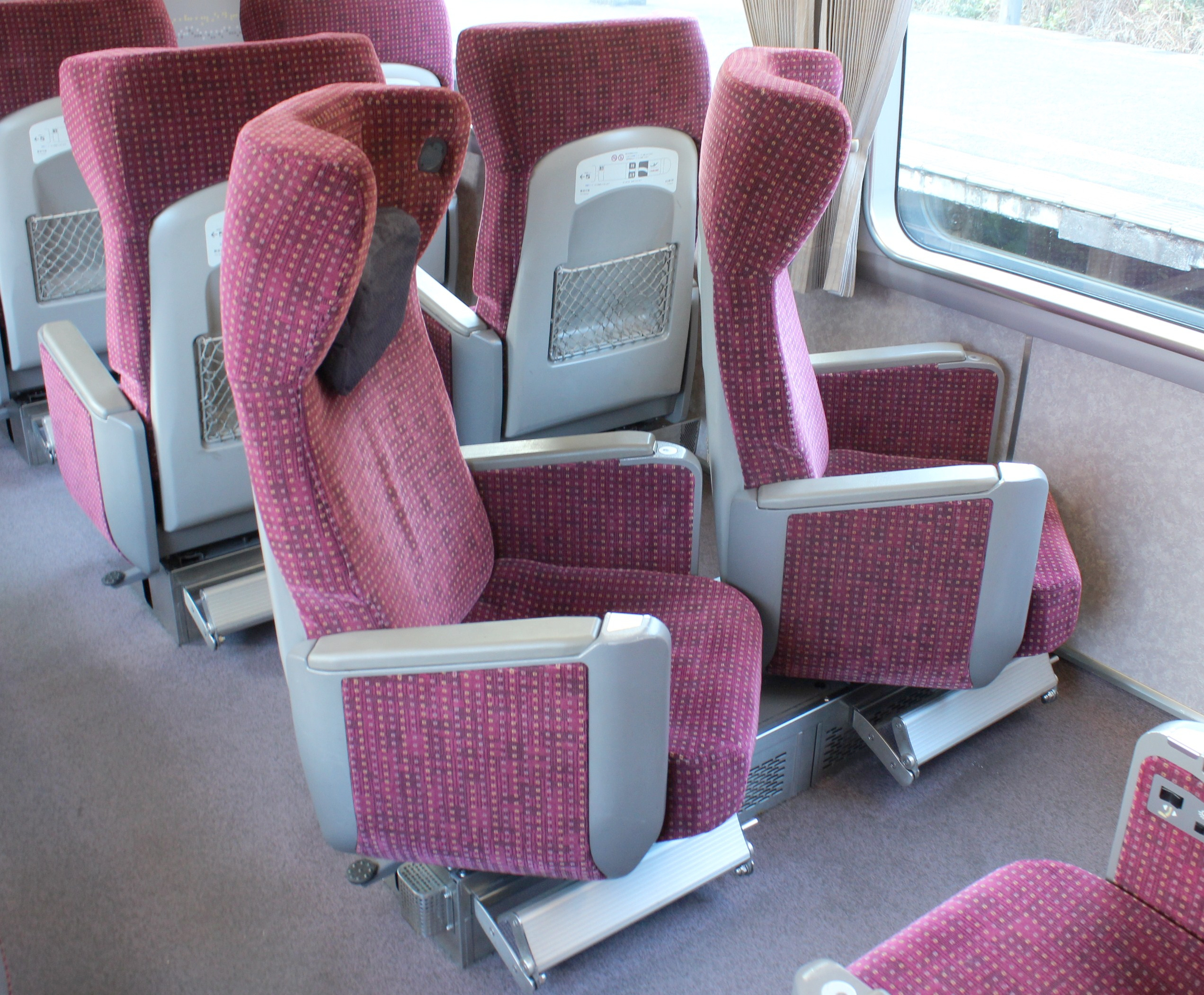
デラックスシート2人掛席の座席回転
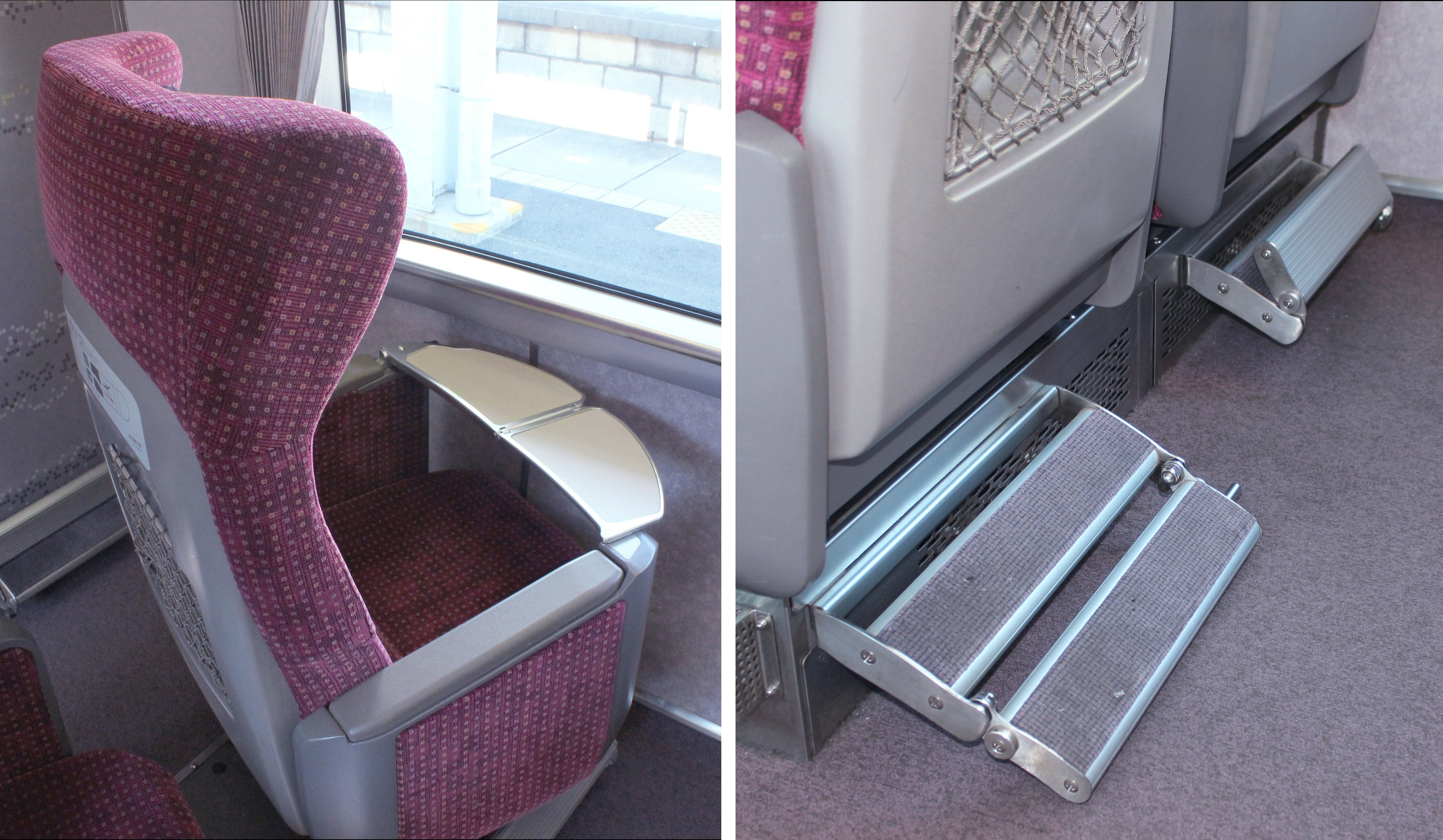
テーブルとフットレスト テーブル形状が半月状の理由が判る
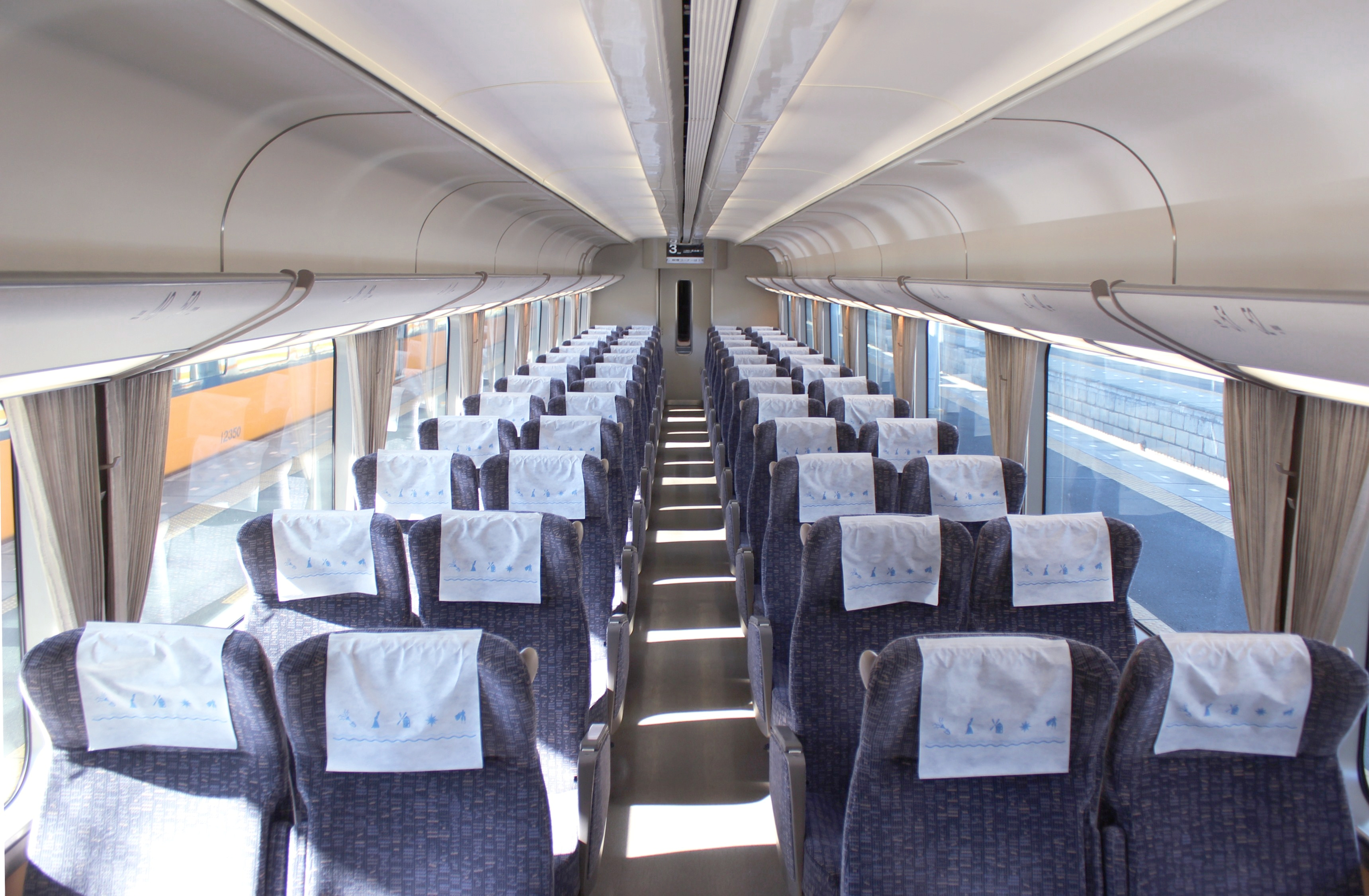
レギュラーカー
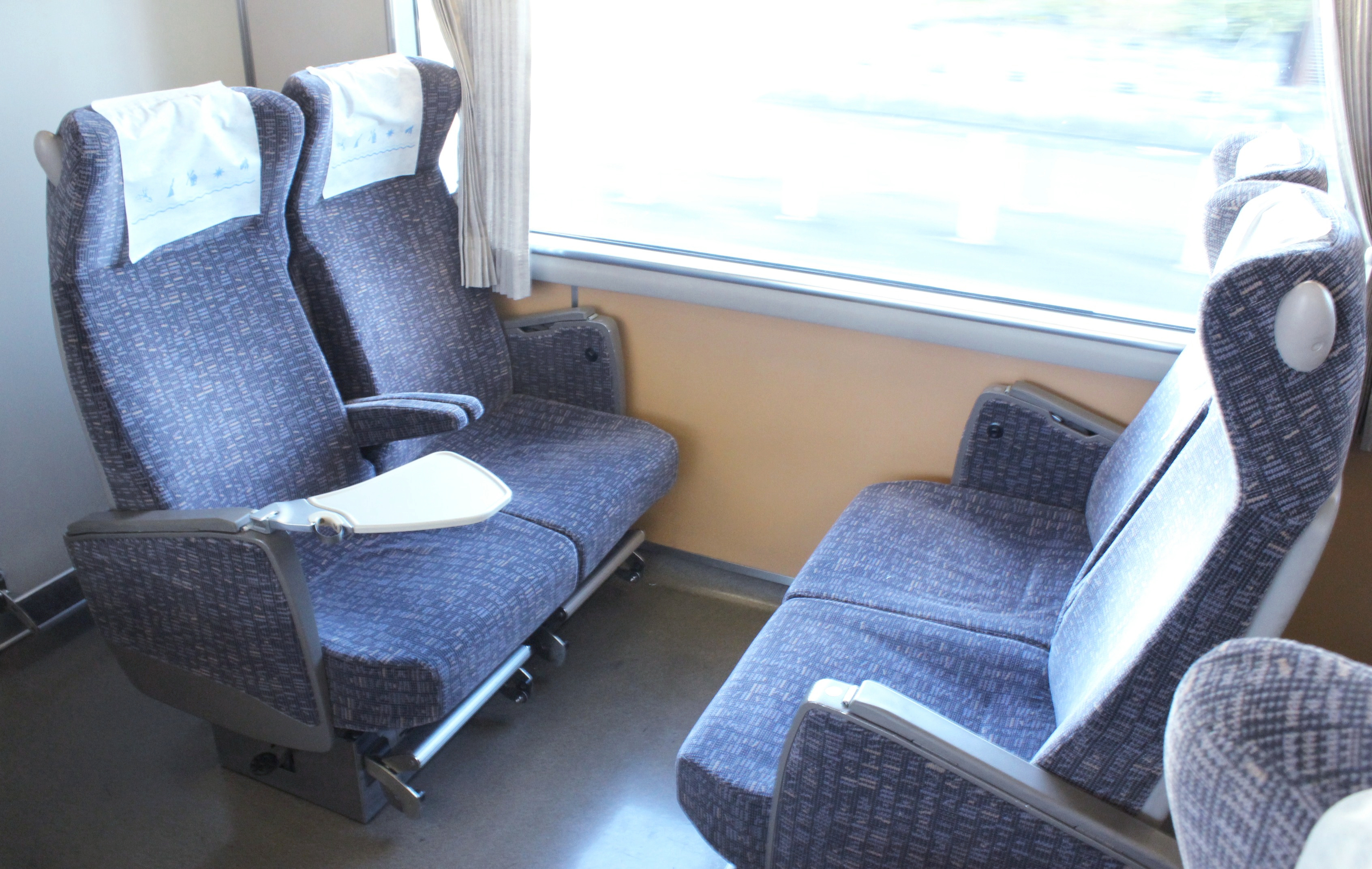
レギュラーシート
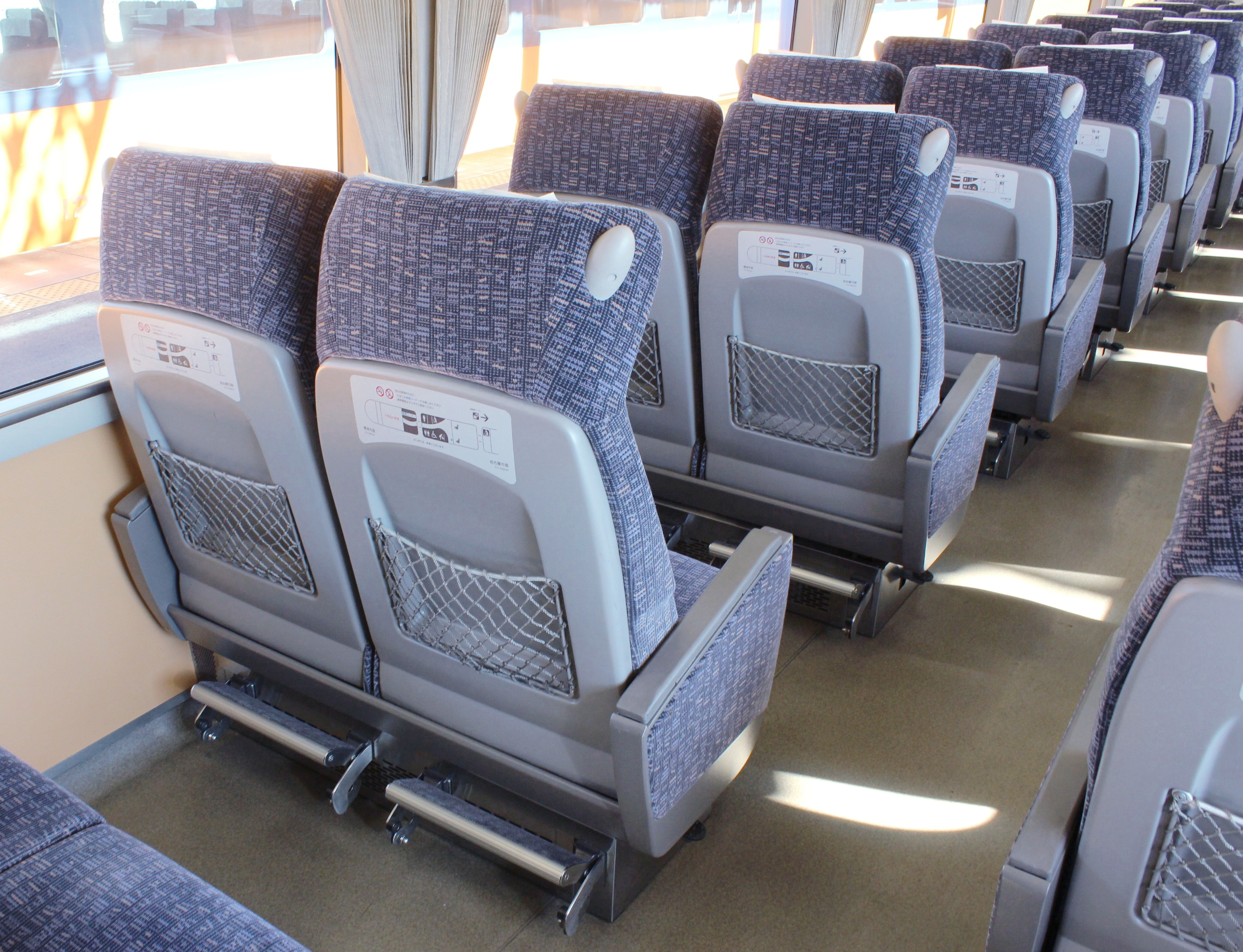
座席背面の表示
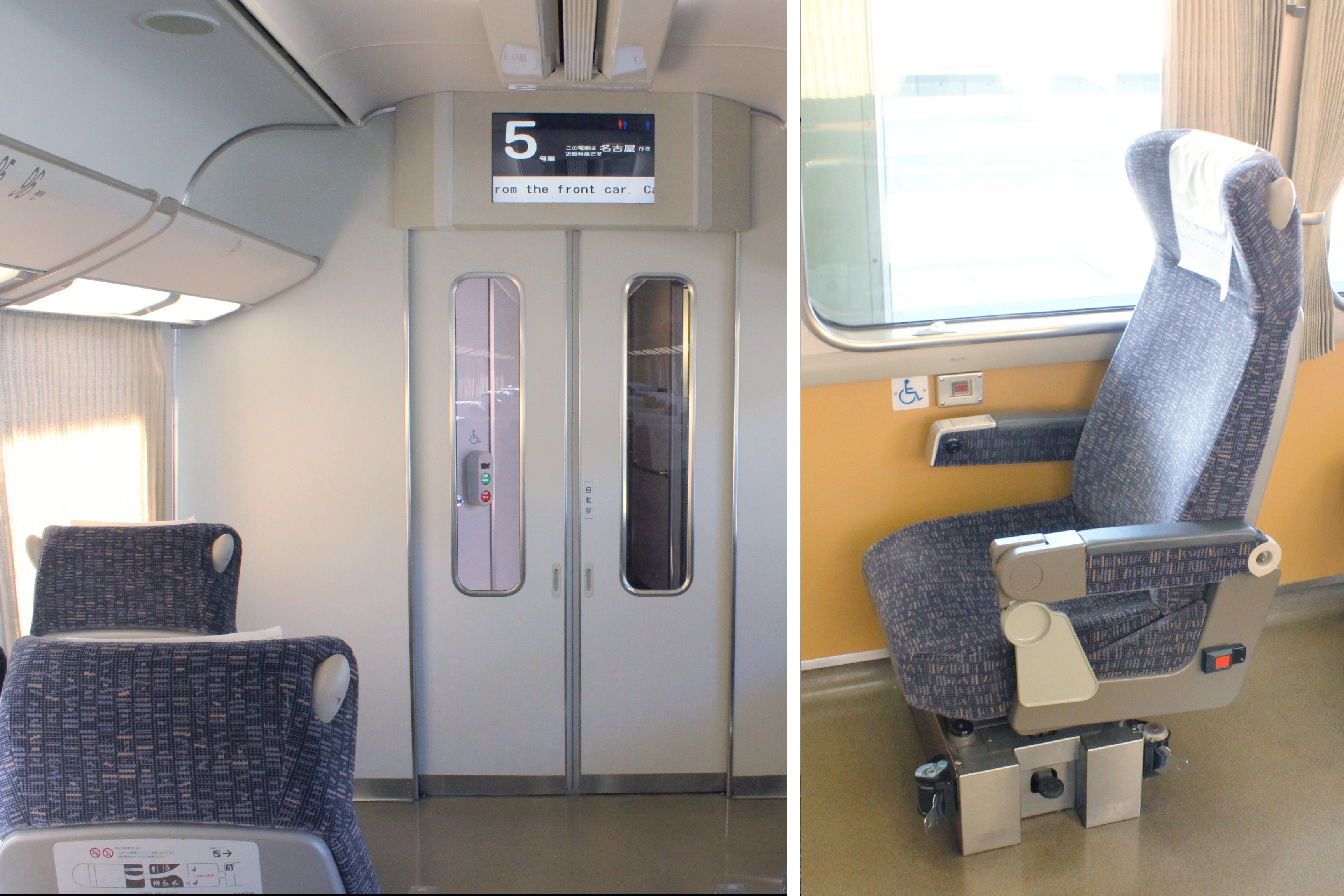
車椅子対応設備 車椅子区画付近のドアは両開き式

喫煙コーナーを2両に1か所設置し、全席禁煙に変更している。喫煙コーナー用の空調装置も新設された。構造は21020系に準ずる。当初は喫煙コーナーのうち海側（座席区分ではA・B席側）にも液晶モニターを設けており、客室仕切り部と同じく号車表示や到着駅等の案内を一括で行っていたが、現在は板で塞いで使用停止としている。
トイレは、和式を廃止のうえ洋式と男性小便器ブースの組み合わせに変更し、モ21304形には女性専用トイレも設置された。モ21200形は車椅子対応とした。また、全ての洋式トイレ内にはベビーチェアが設置された。
各車デッキの乗降扉付近には、ドアチャイムのほか、出入台灯と音楽放送用のスピーカーが設置された。駅到着前から発車後暫くまでの間、ドアが開閉する側のランプが点灯し、音楽が流れる。

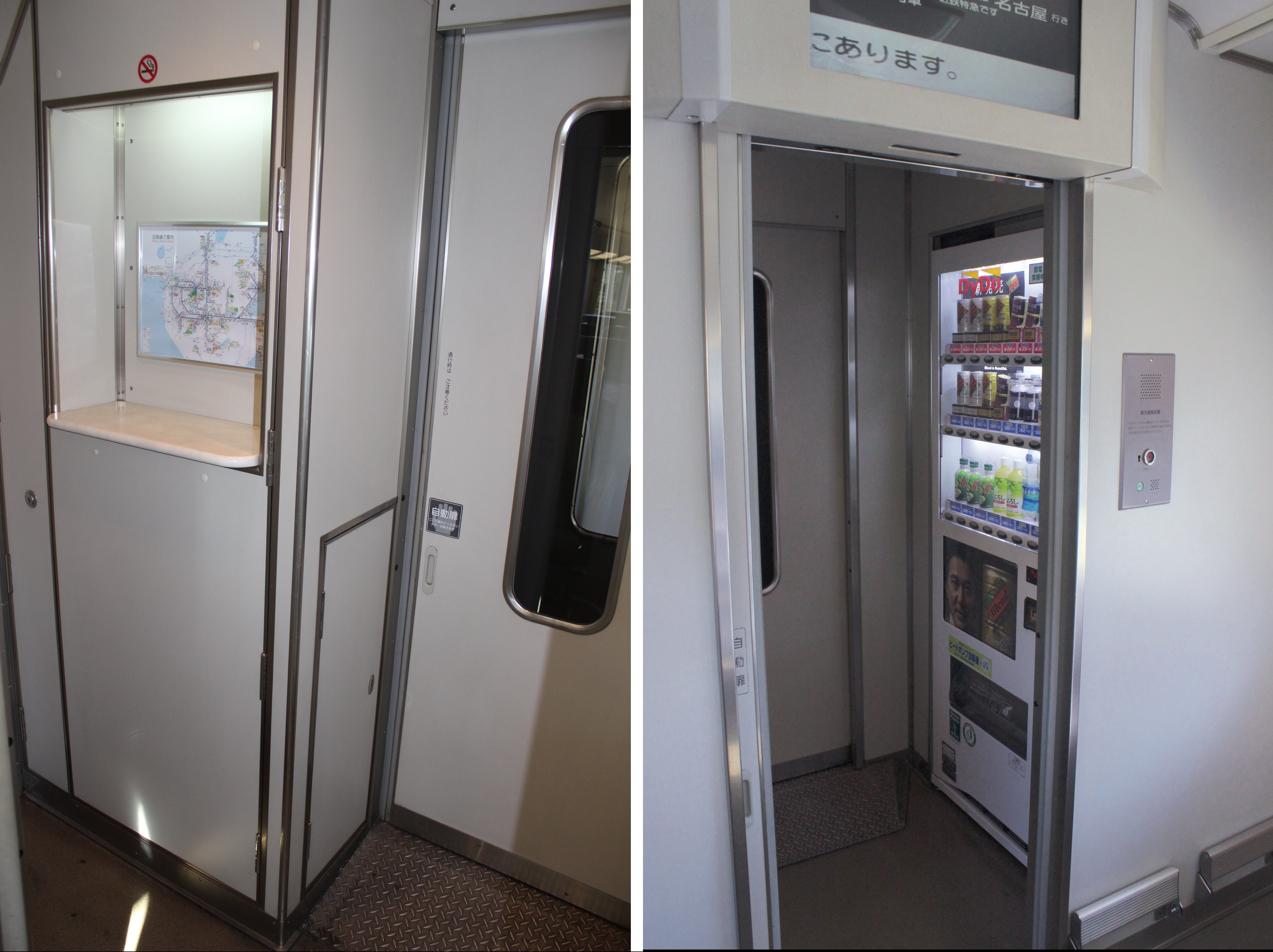
自動販売機と元公衆電話設置跡地 電話跡地の裏側に簡易運転台がある
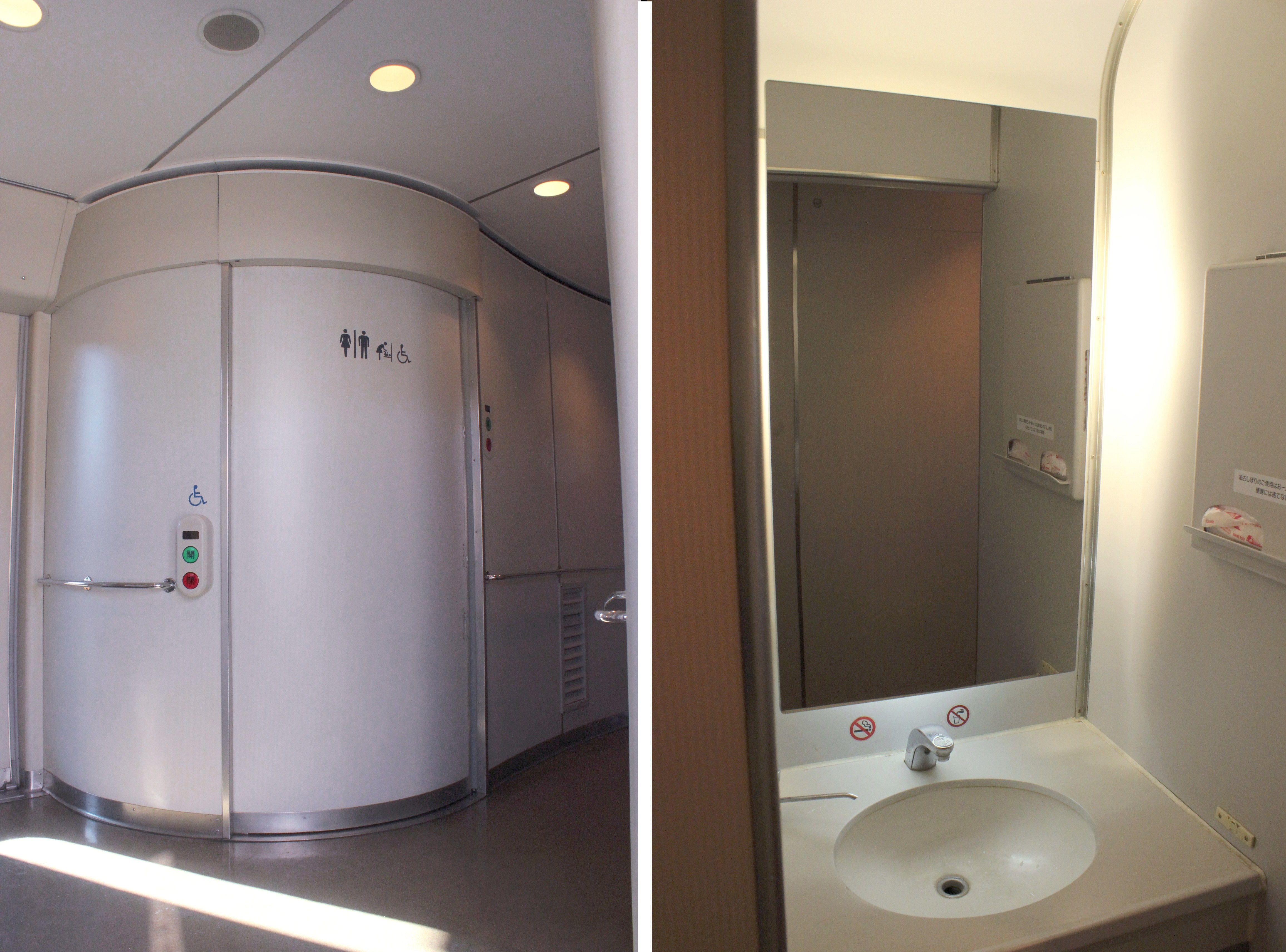
多目的型化粧室と洗面台 構造は21020系に準ずる
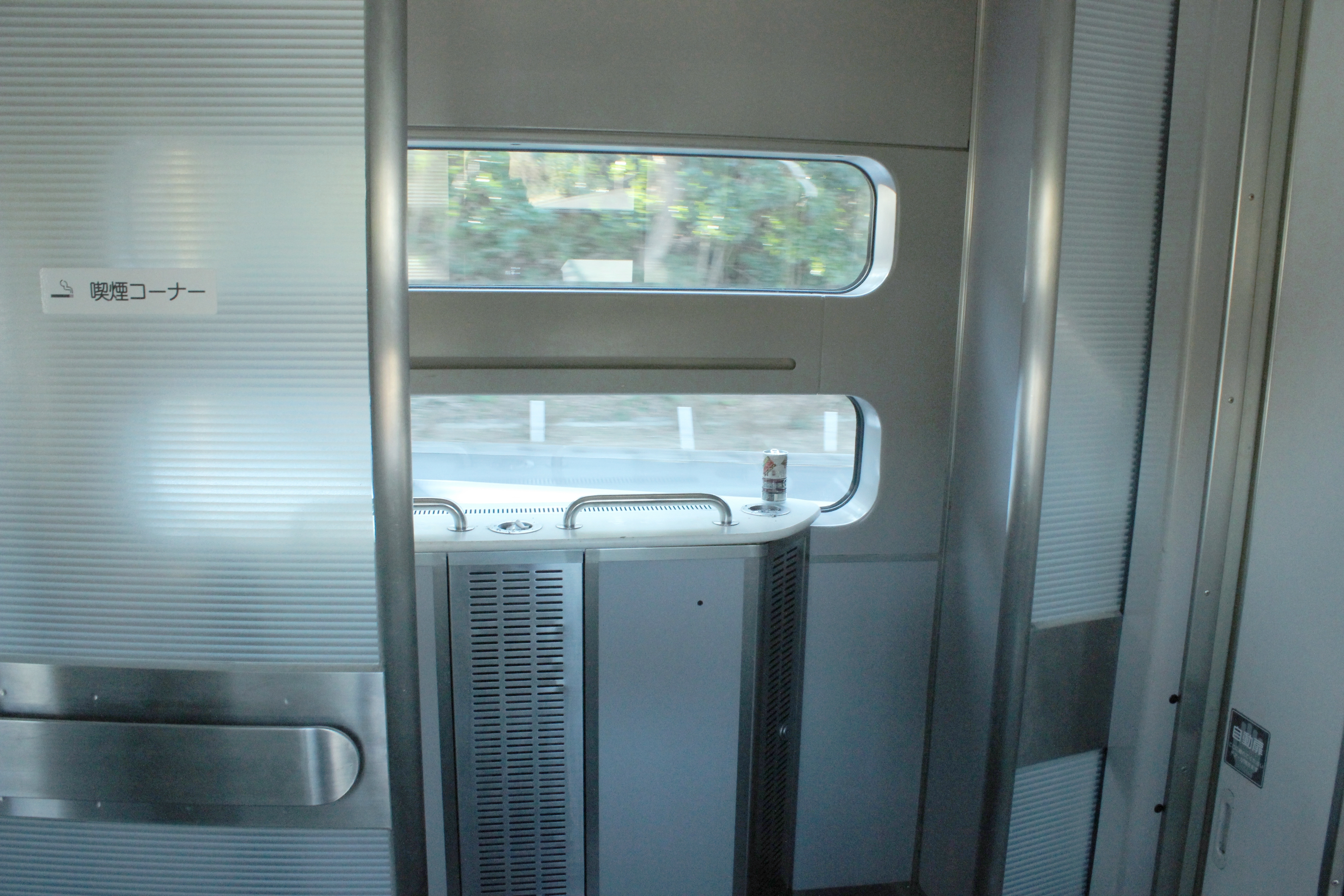
喫煙コーナー
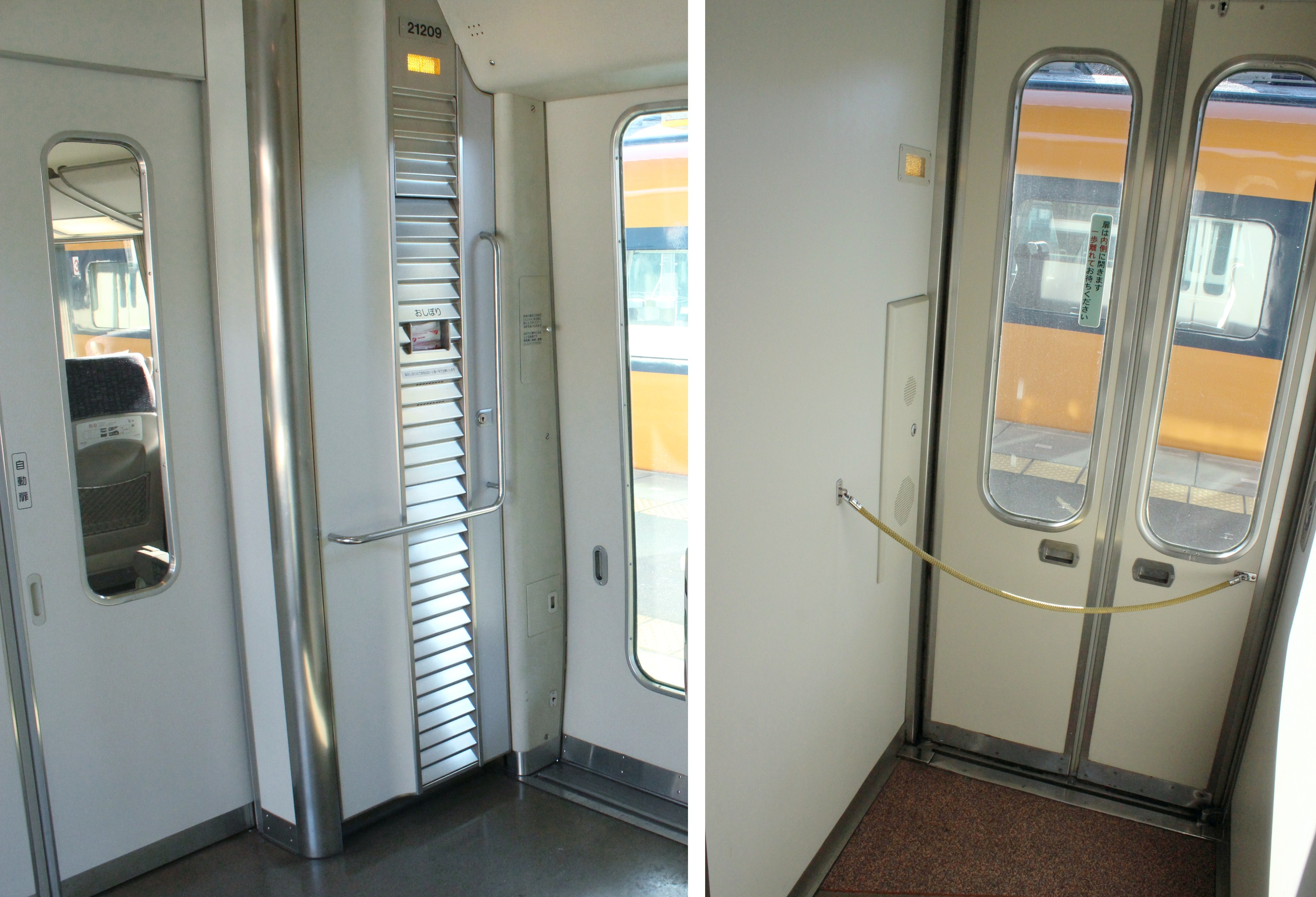
デッキの出入台灯と音楽装置 左はモ21200形

## リニューアル以後の改造
2007年10月からの車内販売開始に先立って、デラックスカー21600形の喫煙コーナーを車内販売準備室に転用改造した（ただし、車内販売廃止後も喫煙コーナーへの復元は行っていない）。
23000系や16400系 (いずれも原型車) と同一仕様であったトイレは、22600系登場後に同系に準じた温水洗浄便座に順次取り替えられた。
喫煙コーナーは当初海側（座席区分ではA・B席側）・山側（座席区分ではC・D席側）ともに設けられていたが、現在では山側のみとなり、海側は灰皿が撤去されフリースペースとなっている。リニューアル直後から喫煙コーナーと通路の間にエアカーテンが設置され、その後透明なビニールの暖簾を天井から吊るして仕切りを設けたが、最終的に折戸を設置し、喫煙室として完全に分煙した。
2018年以降、デラックスカーの全座席にコンセントが順次設置された。2021年以降、レギュラーカーにおいても順次設置工事を行っている。併せて、全車両にフリーWi-Fiが設置されている。
2020年より、前照灯が従来のものから取り換えられた。
2022年6月から7月にかけ、21020系「アーバンライナーnext」のシート表布のリニューアルの完了を反映し、数年かけて順次展開していく予定。
2024年3月より、集電装置をこれまでの下枠交差型よりシングルアーム型のものに交換した編成が出始めている。

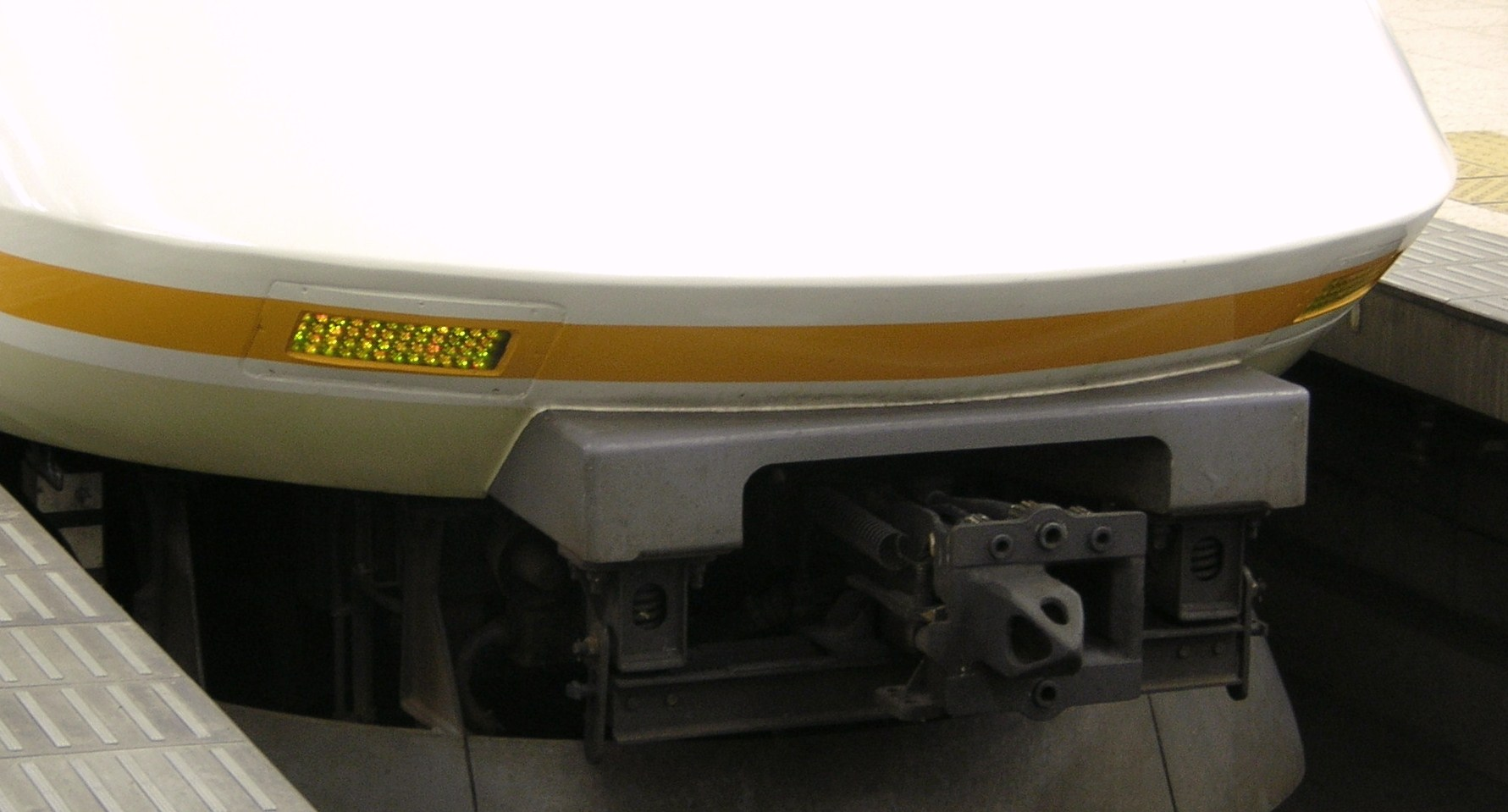
更新前の標識灯・尾灯
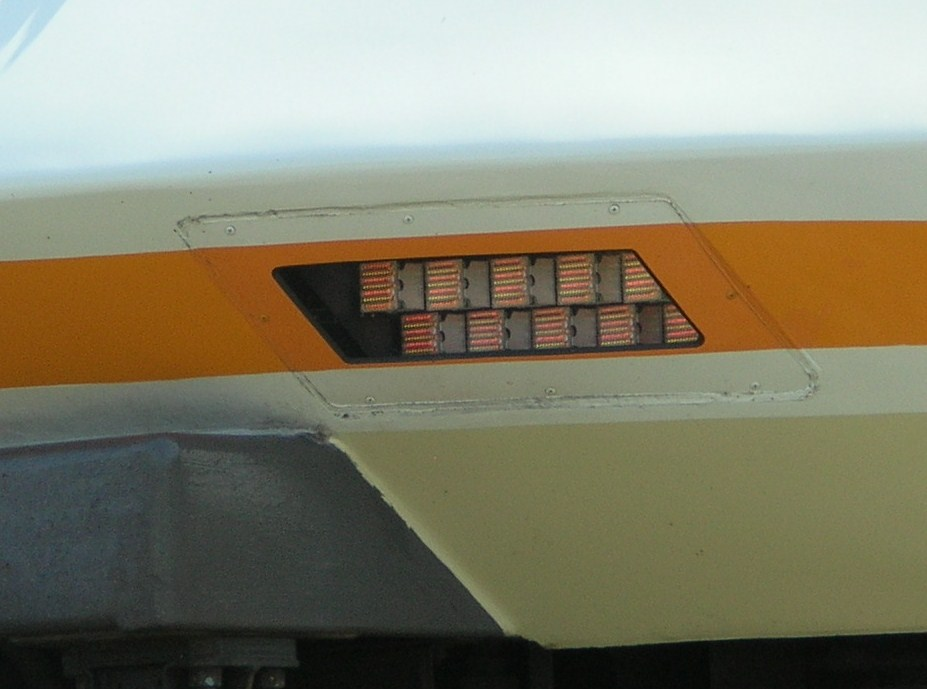
更新された標識灯・尾灯
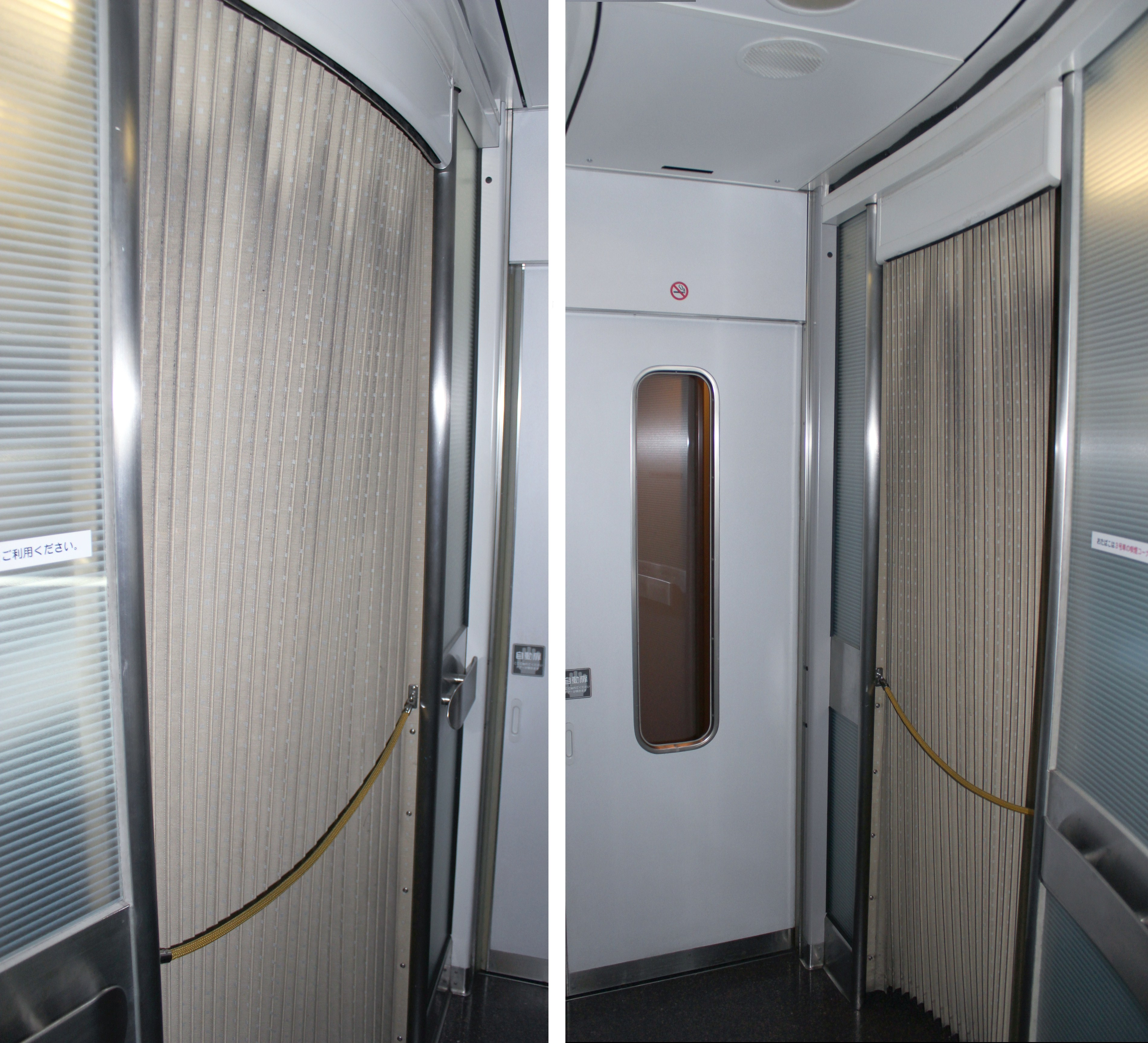
車内販売準備室（モ21600形）
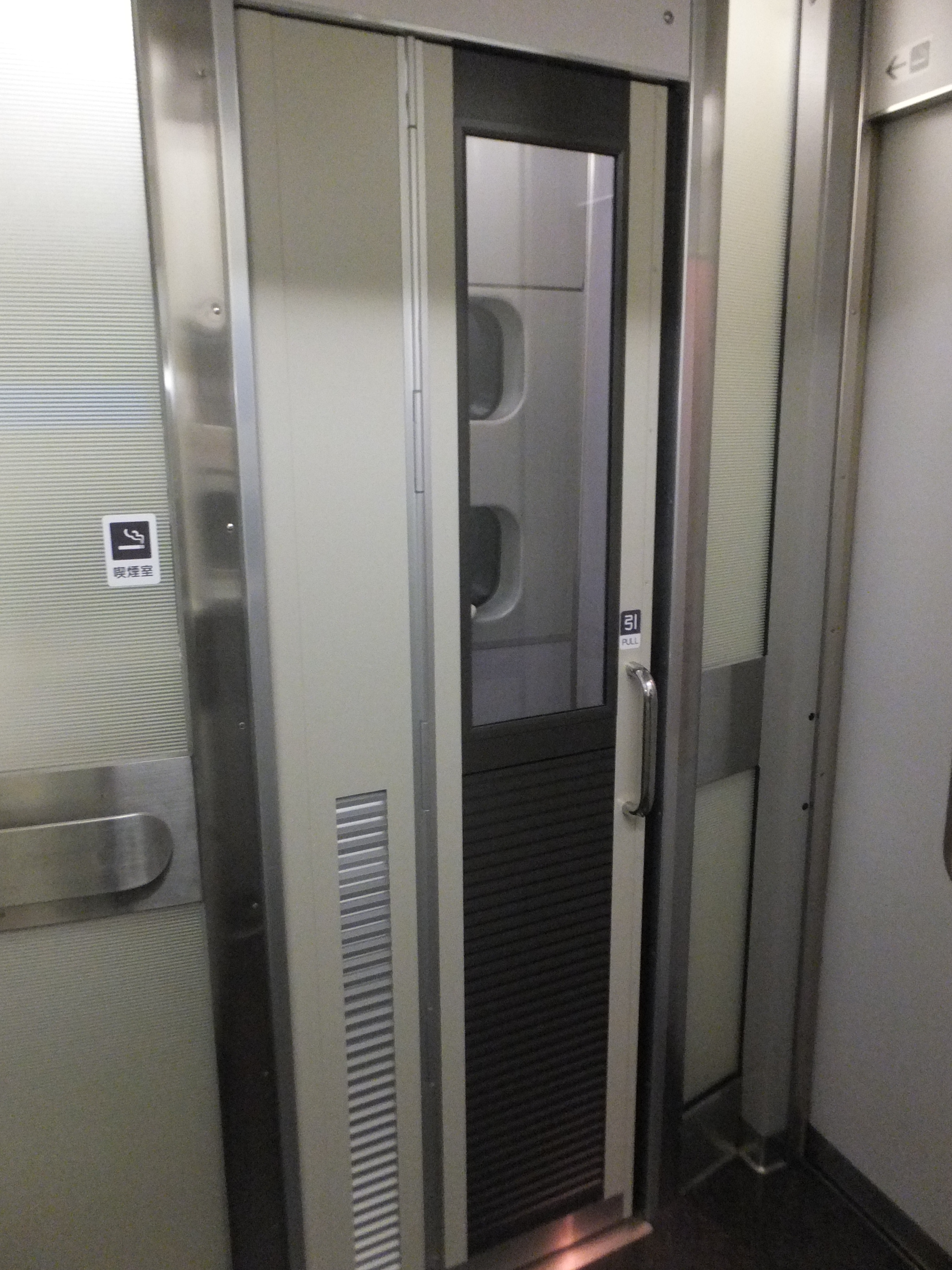
仕切り扉が設置された喫煙室（モ21100形）
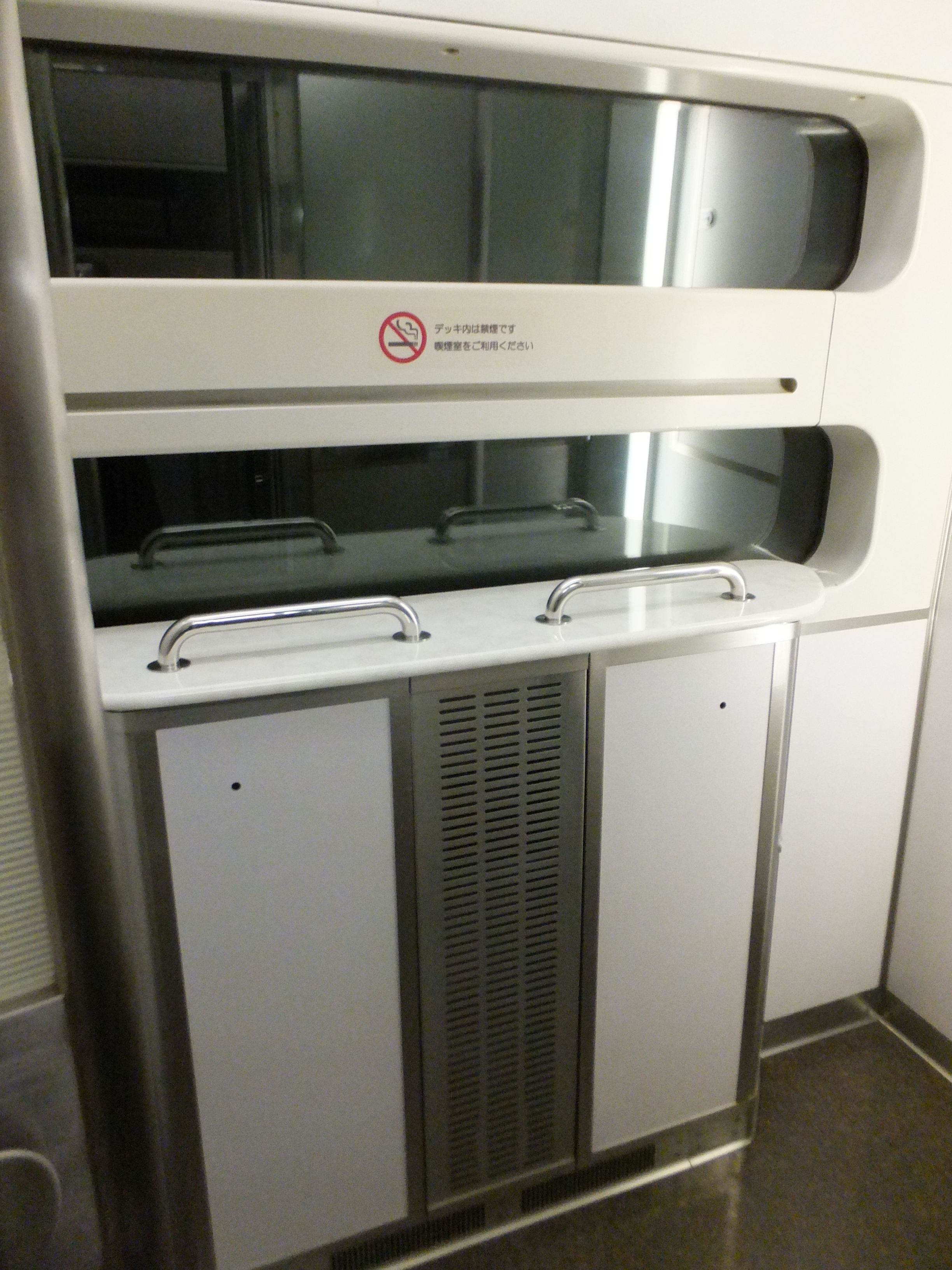
元喫煙コーナーだったフリースペース（モ21100形）
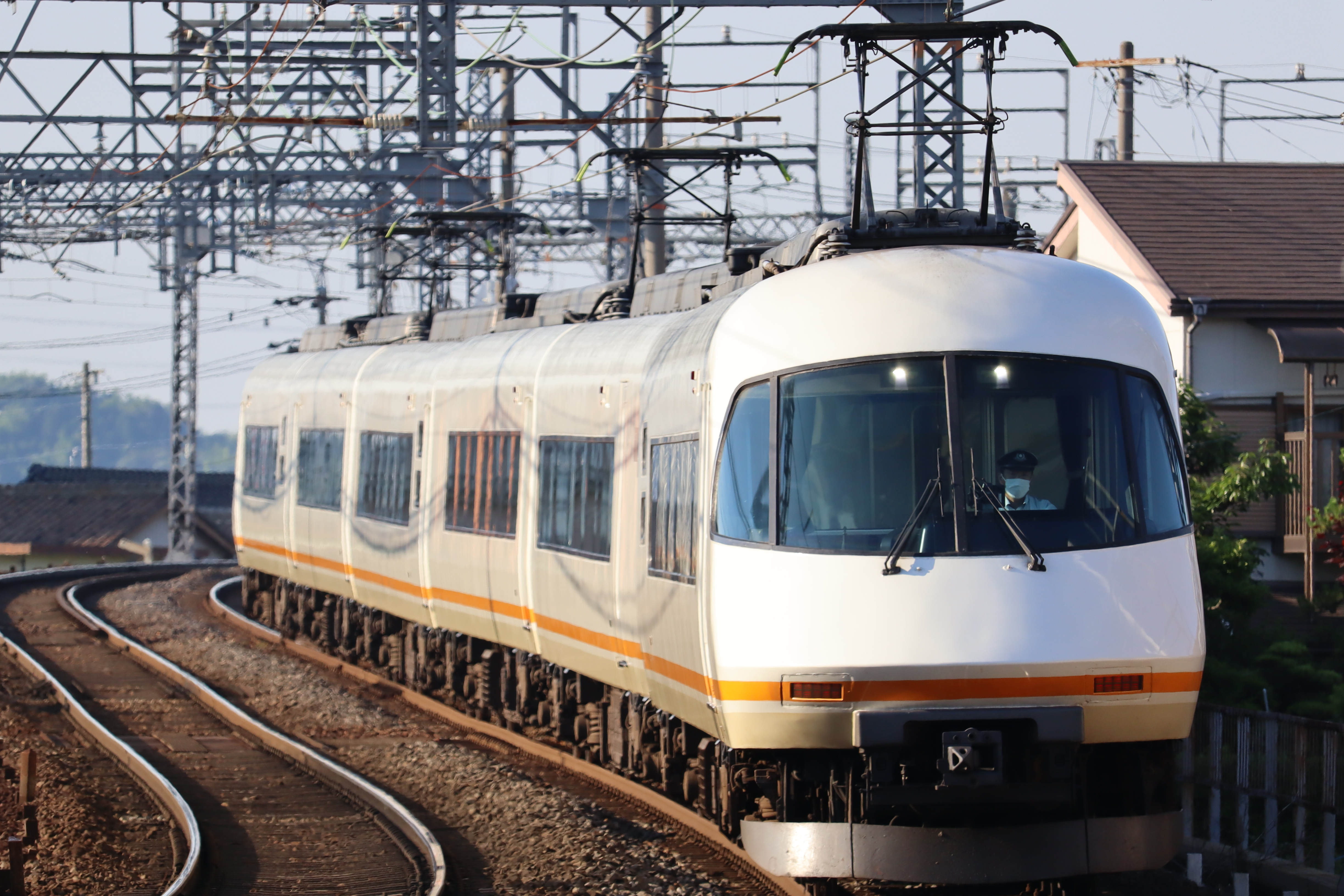
前照灯交換後の21000系
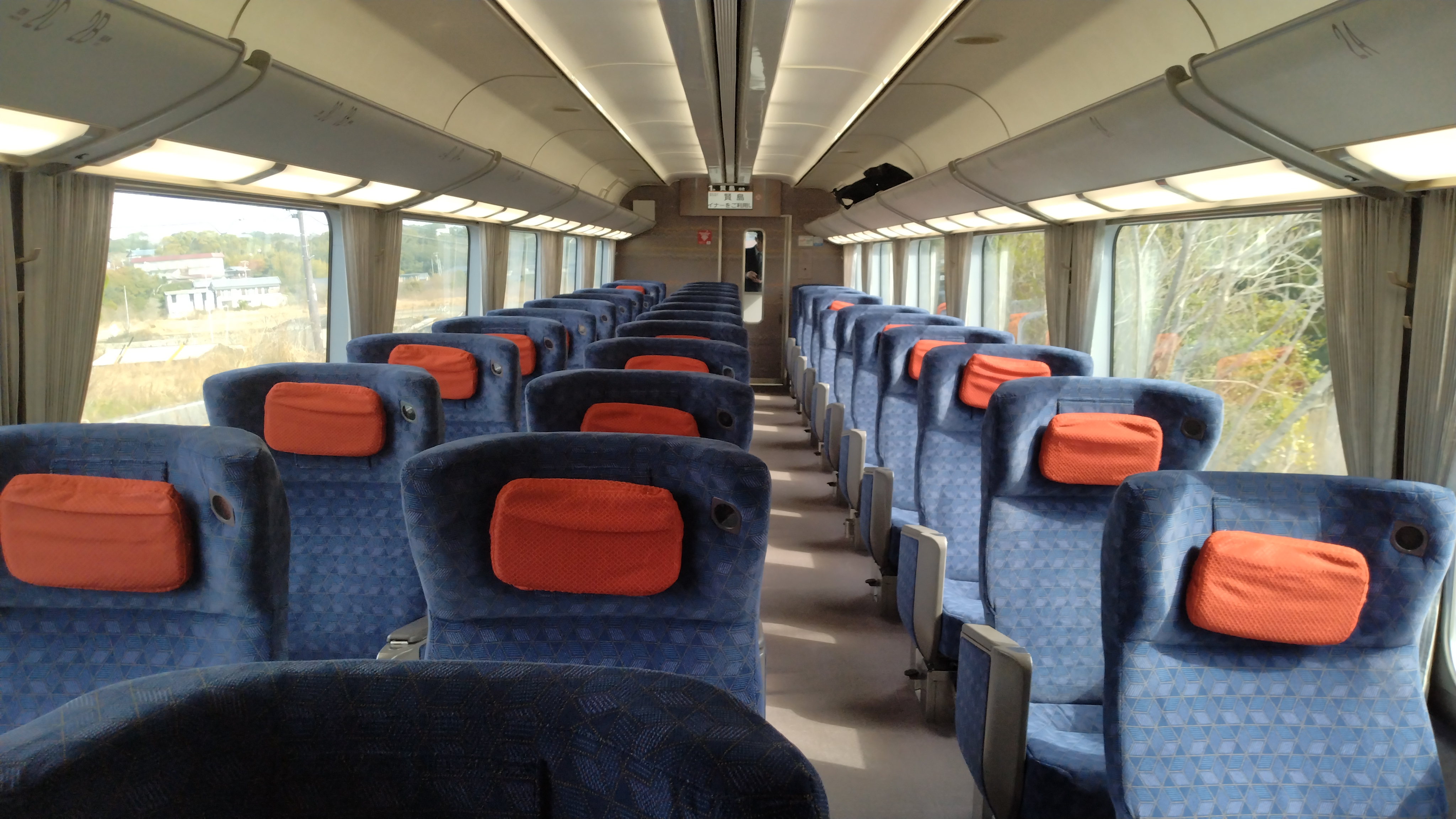
シートモケット張替え後のデラックスカーの車内

## 運用の変遷
- 運用の開始まで

21000系は1988年3月18日のダイヤ変更から運用を開始した。これに先立って1月23日から公式試運転が行われ、その後2月19日に公式試乗会、一般試乗会が実施された。公式試運転は営業運転の直前まで実施された。一般試乗会（有料）は以下の日程で実施された。
- 2月28日・3月6日 上本町9:55 →  近鉄名古屋12:04（途中無停車）  使用車両…両日とも21101F

- 1988年3月18日ダイヤ変更

近鉄難波（現・大阪難波） - 近鉄名古屋間を途中の上本町・鶴橋のみに停車する名阪ノンストップ特急の運用に就いた。 時刻は以下の通りであった。この時は一次車3編成のみが在籍していたため、一日6往復の設定で、水曜日は検査入場のために2往復は一般車両で代走した（※の列車）。
- 下り（近鉄難波発時刻 → 近鉄名古屋着時刻）
  - 7列車（アーバンライナー7号） 7:00 → 9:15（※）
  - 8列車（アーバンライナー8号） 8:00 → 10:08
  - 9列車（アーバンライナー9号） 9:00 → 11:05
  - 14列車（アーバンライナー14号） 14:00 → 16:05（※）
  - 15列車（アーバンライナー15号） 15:00 → 17:05
  - 16列車（アーバンライナー16号） 16:00 → 18:07

- 上り（近鉄名古屋発時刻 → 近鉄難波着時刻）
  - 60列車（アーバンライナー60号） 10:00 → 12:06（※）
  - 61列車（アーバンライナー61号） 11:00 → 13:06
  - 62列車（アーバンライナー62号） 12:00 → 14:06
  - 68列車（アーバンライナー68号） 18:00 → 20:06（※）
  - 69列車（アーバンライナー69号） 19:00 → 21:06
  - 70列車（アーバンライナー70号） 20:00 → 22:06

- 追加投入の開始

1988年12月下旬に、2次車1編成 (21104F) が竣工し、同月31日の越年特急で運用を開始した。翌年2月から3月にさらに3編成 (21105F - 21107F) が竣工した。
- 1989年3月17日ダイヤ変更

2次車4編成が出揃ったことによってダイヤ変更を実施し、近鉄難波、近鉄名古屋を相互発で、8, 9, 10, 12, 13, 14, 16, 17, 18, 20時の10往復に投入された。同年、世界デザイン博覧会（名古屋市で開催）が催されたが、この開催期間内の7月21日から8月17日まで、近鉄難波7時・15時発、近鉄名古屋11時・19時発の2往復が追加運転された。
1989年（平成元年）11月から12月にかけて、さらに4編成 (21108F - 21111F) が増備され、年内より順次営業列車に投入された。同年12月31日から翌年1990年（平成2年）1月15日までの毎日と1月21日からダイヤ変更日までの日・祝日に1日2往復が増発された（時刻は1989年夏と同じ）。
- 1990年3月15日ダイヤ変更

名阪ノンストップ特急の全列車が21000系となった。このうち、近鉄名古屋7時発の列車は上本町行きとなった。今改正より、名阪ノンストップ特急の所要時間が1分短縮され、最短2時間4分運転となった。また、朝晩の一部列車が津駅と大和八木駅に停車するよう改められた。この改正より、近鉄難波・近鉄名古屋発の最終列車が1時間繰り下げられて21時発となったが、代わりに近鉄難波17時20分発、近鉄名古屋17時25分発の列車（いずれも一般特急車使用）は取り消された。このダイヤ変更をもって列車号数案内は中止された。このほか、間合い運用で名伊甲特急1往復にも充当された。
- 名阪甲特急（上本町、鶴橋のほかに下りは津、上りは津・大和八木に停車）
  - 21列車 近鉄難波21:00 → 近鉄名古屋23:09
  - 71列車 近鉄名古屋21:00 → 近鉄難波23:09

- 名伊甲特急（近鉄名古屋 - 宇治山田間ノンストップ）
  - 411列車 近鉄名古屋11:25 → 賢島13:28
  - 440列車 賢島14:40 → 近鉄名古屋16:44

- 中間車の増備

1990年（平成2年）11 - 12月にモ21304形・モ21404形（末尾番号01 - 03）が各3両ずつ増備され、これに伴ってモ21300形・21400形のモ21700形・21800形への改番が同年9 - 12月に完了した。それにより、1990年12月31日の越年特急より8両編成の運転を開始し、翌1991年（平成3年）1月より暫定的に名阪特急でも充当され、同年3月19日ダイヤ変更時より本格的に運用開始した。対象列車は、月曜日から金曜日は近鉄難波発9, 17時、近鉄名古屋発13, 19時（2往復）、土曜日は近鉄難波駅 9, 13, 17, 21時発、近鉄名古屋駅 9, 13, 17, 20時発（4往復）、日曜日は近鉄難波 9, 10, 13, 17, 18時発、近鉄名古屋 9, 13, 14, 17, 20時（5往復）であった。このダイヤ変更より休日の近鉄名古屋発近鉄難波ゆき甲特急（ノンストップ）が本系列使用にて増発された。
- 768列車 近鉄名古屋18:25 → 近鉄難波20:34

- 1994年3月15日ダイヤ変更

23000系「伊勢志摩ライナー」の営業運転を開始したが、同系充当列車のうち、一部が3月中は21000系の運用となった（土曜の上本町13:10発、賢島19:20発、休日の上本町8:10・16:10発、賢島12:10・19:20発）。名阪甲特急では、名古屋7時発の上本町行きが近鉄難波行きに変更された。また、近鉄名古屋発18:25の列車が取り消された。代わって、休日のみ上本町発近鉄名古屋行き甲特急（ノンストップ）が設定された。
- 718列車 上本町18:25 → 近鉄名古屋20:40
- 391列車 近鉄名古屋9:25 → 賢島11:24（名伊甲特急の本系列充当列車が変更）
- 420列車 賢島12:40 → 近鉄名古屋14:44

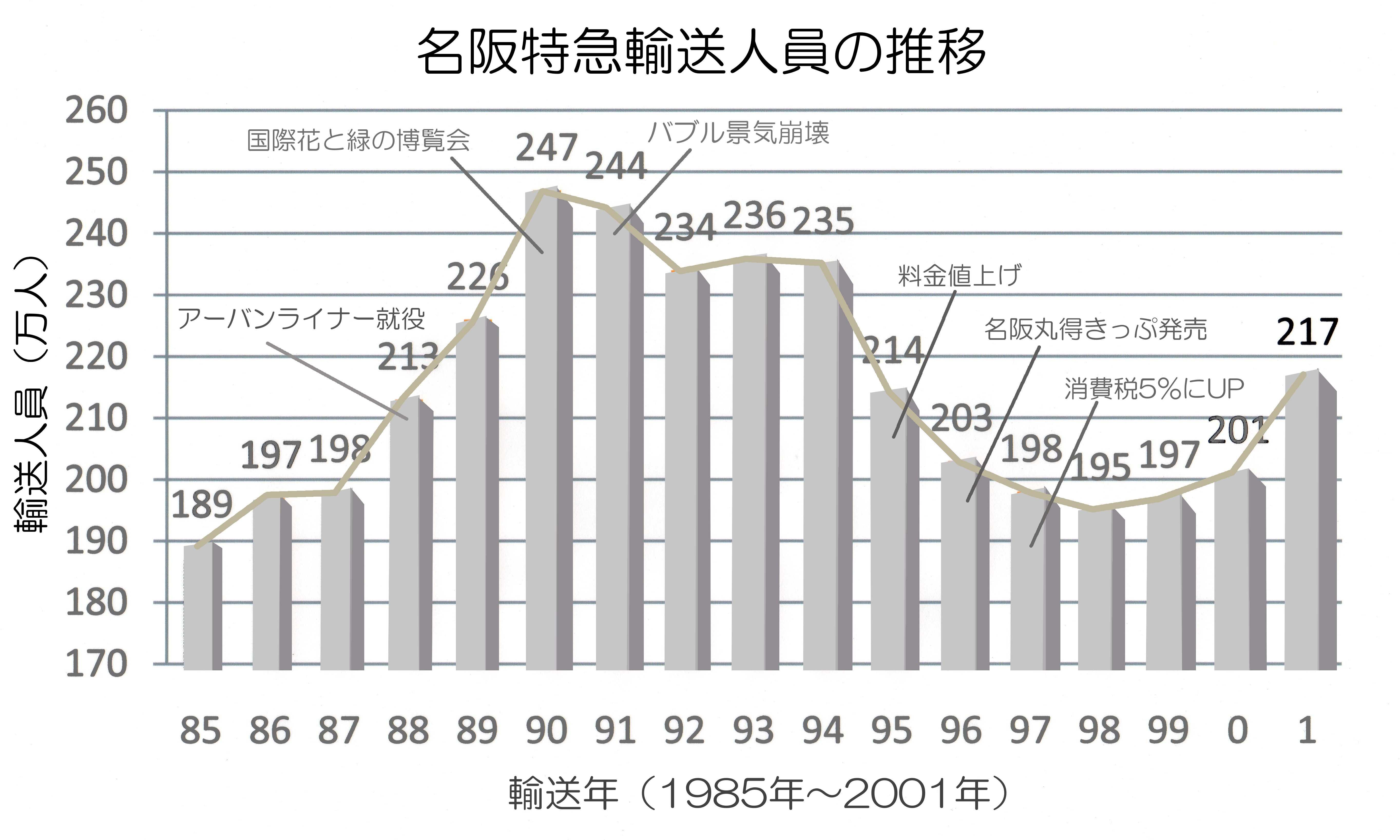
名阪特急輸送人員図（1985年 - 2001年）

- 1997年3月18日ダイヤ変更

折からの名阪特急利用者の減少で、1996年は21000系投入以前の実績まで落ち込み、同年、割引率の高い回数券「名阪まる得きっぷ」を発売し、そして迎えた1997年は名阪甲特急のうち、大和八木・津に追加停車となる列車を増加させ、特急利用客の増加を図る施策が実施された。これにより、ノンストップ特急は難波発が9 - 18時、名古屋発が10 - 19時（土休日8 - 19時）となった。さらに土休日に名阪甲特急が1往復増発された（上本町・鶴橋・津停車）。これにともない、上本町発18:25の列車が取り消された。今改正より土曜日も休日ダイヤとされた。
- 716列車 近鉄難波16:20 → 近鉄名古屋18:32
- 766列車 近鉄名古屋16:25 → 近鉄難波18:37

また、近鉄難波 - 近鉄奈良間の阪奈特急に初めて本系列を充当した。平日深夜の下りのみで、名阪甲特急の折り返し運用である。阪奈特急に限りデラックス料金は不要とされ、このため時刻表にULのマークは掲載されなかった（2003年3月号より掲載）。
- 8217列車 近鉄難波22:20 → 近鉄奈良22:51
- 8317列車 近鉄難波23:20 → 近鉄奈良23:51

このほか、名伊甲特急の本系列充当列車が変更された（平日、土休日同じ）。
- 3811列車 近鉄名古屋8:25 → 賢島10:24
- 4110列車 賢島11:40 → 近鉄名古屋13:42

- 1998年3月17日ダイヤ変更

名阪甲特急のうち、大和八木に停車する列車が増加するとともに、津に停車する列車が設定された。これにより、ノンストップ特急は近鉄難波が9 - 18時発、近鉄名古屋が10 - 18時（土休日8 - 18時）発となった。また、名阪甲特急の土休日運転列車が2往復増加した。
- 下り（上本町・鶴橋・津停車）
  - 717列車 近鉄難波17:20 → 近鉄名古屋19:34
  - 718列車 近鉄難波18:20 → 近鉄名古屋20:34

- 上り（津駅・大和八木・鶴橋・上本町停車）
  - 767列車 近鉄名古屋17:25 → 近鉄難波19:38
  - 768列車 近鉄名古屋18:25 → 近鉄難波20:36

- 1999年3月16日ダイヤ変更

名阪甲特急のうち、大和八木に停車する列車が2本増加した。これにより、ノンストップ特急は近鉄難波発が10 - 18時、近鉄名古屋発が10 - 17時（土休日8 - 18時）となった。平日の名伊甲特急の本系列充当列車が期間を定めて変更された（3月16日 - 4月7日、4月30日、7月21日 - 8月20日、2000年1月4日 - 1月7日は30000系で運転された）。
- 所定運用（今改正より平日はこの時刻に充当列車が変更された）
  - 4111列車 近鉄名古屋11:25 → 賢島13:23
  - 4410列車 賢島14:40 → 近鉄名古屋16:43

- 変更運用（土休日はこの時刻が所定）
  - 3811列車 近鉄名古屋8:25 → 賢島10:23
  - 4110列車 賢島11:40 → 近鉄名古屋13:42

- 2000年3月15日ダイヤ変更

名伊甲特急の運用をやめて、初めて名阪乙特急の運用に就いた。
- 2001年3月22日ダイヤ変更

ユニバーサル・スタジオ・ジャパン (USJ) のオープンに伴って、中京圏や三重県北部からの来場者の便を図るために、名阪特急を2往復増発した。そのうち1往復は21000系、もう1往復は23000系「伊勢志摩ライナー」 (ISL) が充当された。停車駅は桑名・近鉄四日市・津・鶴橋・上本町と甲乙折衷タイプであった（2004年3月に運転取りやめとなった）。
- 下り ( )は土休日
  - UL 321列車 近鉄難波21:25 → 近鉄名古屋23:39
  - ISL 319列車 近鉄難波19:20 → 近鉄名古屋21:31 (21:34)

- 上り ( )は土休日
  - ISL 358列車 近鉄名古屋8:25 → 近鉄難波10:40
  - UL 357列車（356列車） 近鉄名古屋7:25 (6:20) → 近鉄難波9:47 (8:40)

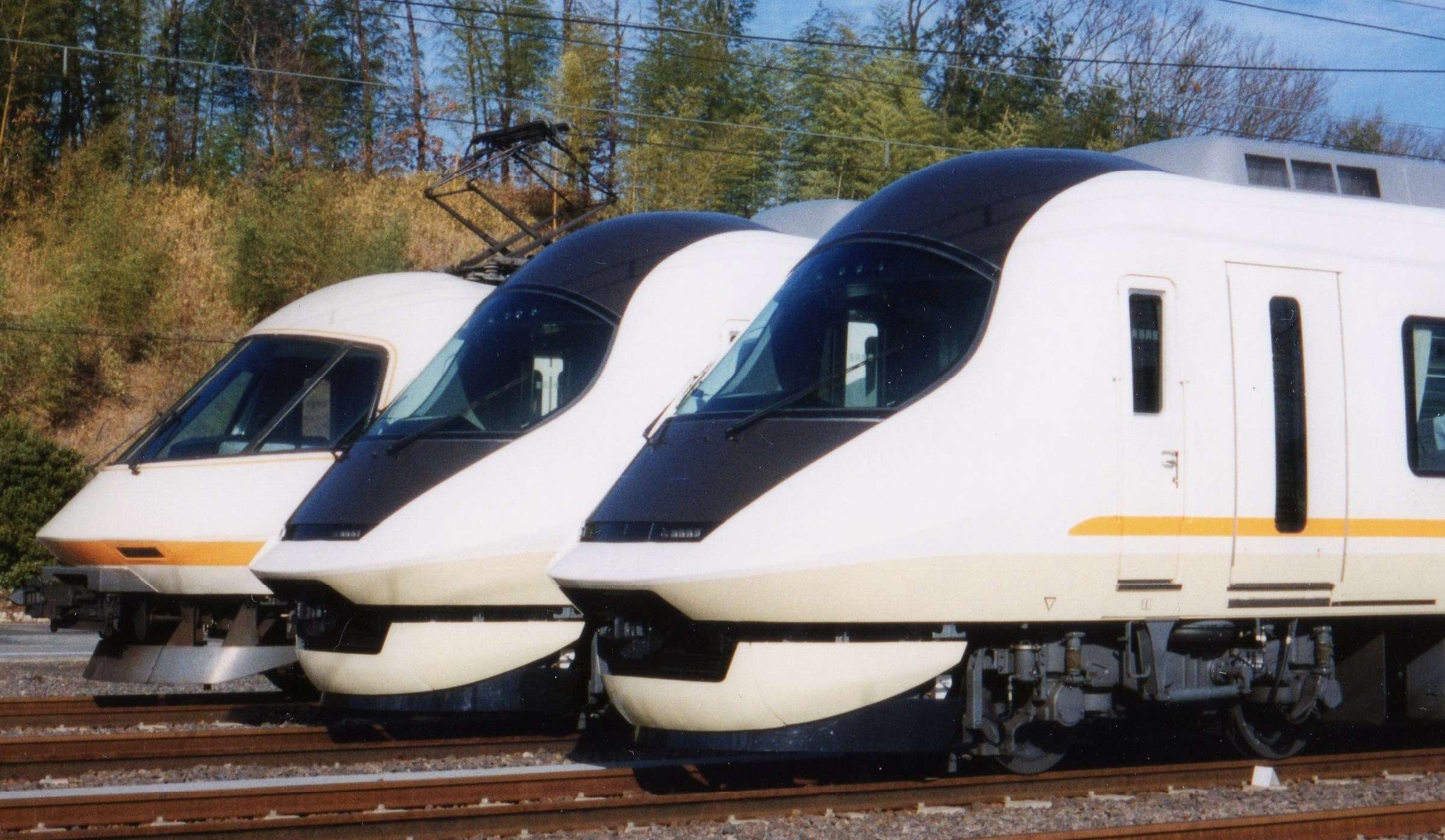
営業運転初日の21020系
2002年12月23日

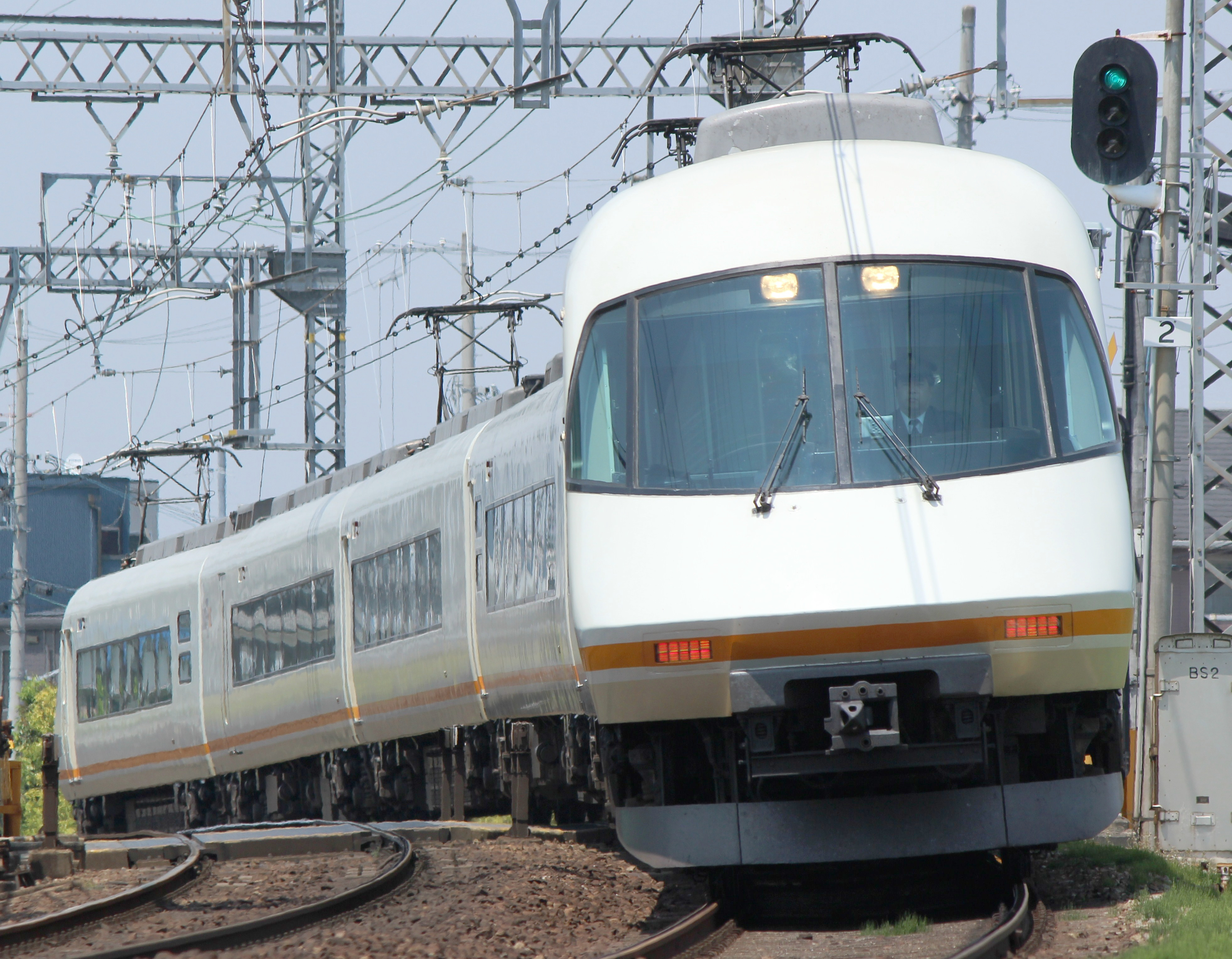
2003年8月3日より更新車の運用を開始

- 2003年3月6日ダイヤ変更

21020系の運用を開始し、平日の近鉄難波 8, 13, 14, 21時、近鉄名古屋 7, 11, 17, 18時発、土休日の近鉄難波発 8, 12, 16, 21時と18時20分発、近鉄名古屋7,12, 16, 21時と18時25発の列車へ投入された。これに伴い、21101Fと21102Fが更新改造のために運用を離脱した。この変更で、近鉄難波10時、近鉄名古屋17時発の列車が大和八木にも停車するようになり、ノンストップ特急は近鉄難波発が11 - 18時、近鉄名古屋発が10 - 16時（土休日8 - 18時）となった。名阪乙特急では、平日が近鉄難波発12:30（16:30は取り消し）、近鉄名古屋発10:30（13:30は取り消し）、土休日が近鉄難波発10:30、13:30、近鉄名古屋発10:30、12:30が本系列に置き換えられた。名阪乙特急充当列車は平日2往復、土休日3往復となった。近鉄名古屋 - 松阪間の最終と始発列車が本系列に置き換えとなった。
- 2215列車 近鉄名古屋22:40 → 松阪23:47
- 8514列車 松阪5:58 → 近鉄名古屋7:07

2003年8月3日より「アーバンライナーplus」の運用を開始した。運転初日から8月29日までは変則運用が組まれたが、8月30日以降は固定運用となった。以降、更新施工車が増えるに従い、運用列車は拡大された。
- 2004年3月18日ダイヤ変更

近鉄難波7時発、近鉄名古屋21時発の名阪甲特急が、21000系から23000系に置き換わった。土休日には近鉄難波、近鉄名古屋を相互で6時発の列車が増発された（津・大和八木・鶴橋・上本町に停車）。このダイヤ変更で、近鉄名古屋 - 松阪間の運用から撤退したが、新たに平日のみ近鉄名古屋 - 賢島間の運用に充てられた。
- 名阪特急（土日祝のみ）　
  - 6列車 近鉄難波6:00 → 近鉄名古屋8:05　
  - 56列車 近鉄名古屋6:00→ 近鉄難波8:09（21020系限定運用）

- 名伊特急（平日のみ）
  - 6715列車 近鉄名古屋7:10 → 賢島9:19
  - 7014列車 賢島10:30 → 近鉄名古屋12:35

- 2005年3月25日ダイヤ変更

2005年日本国際博覧会（愛知万博）開催に伴い、近鉄難波 - 近鉄名古屋間に1往復（乙特急）が3月25日 - 9月25日までの期間限定で増発された。当初は一般特急車での運行であったが、4月11日より21000系に差し替えられた。この列車は9月26日以降も継続運転された。
- 106列車 近鉄難波6:30 → 近鉄名古屋9:07（土休日は9:06）　
- 171列車 近鉄名古屋21:30 → 近鉄難波23:53（土休日は23:52）

4月6日の112列車（近鉄難波12:30発近鉄名古屋ゆき）をもって、最後まで更新されずに残っていた 21111F の運用が終了した。
4月11日（土休日は16日）より、次の列車が本系列に置き換わった。名阪乙特急充当列車は5往復となった。
- 下り　
  - 近鉄難波10:30 → 近鉄名古屋12:49（毎日：土休日は16日以前から本系列）　
  - 近鉄難波20:30 → 近鉄名古屋22:51

- 上り ( )は土休日
  - 近鉄名古屋7:30 → 近鉄難波10:00（平日のみ）
  - 近鉄名古屋17:30 → 近鉄難波19:59 (19:58)

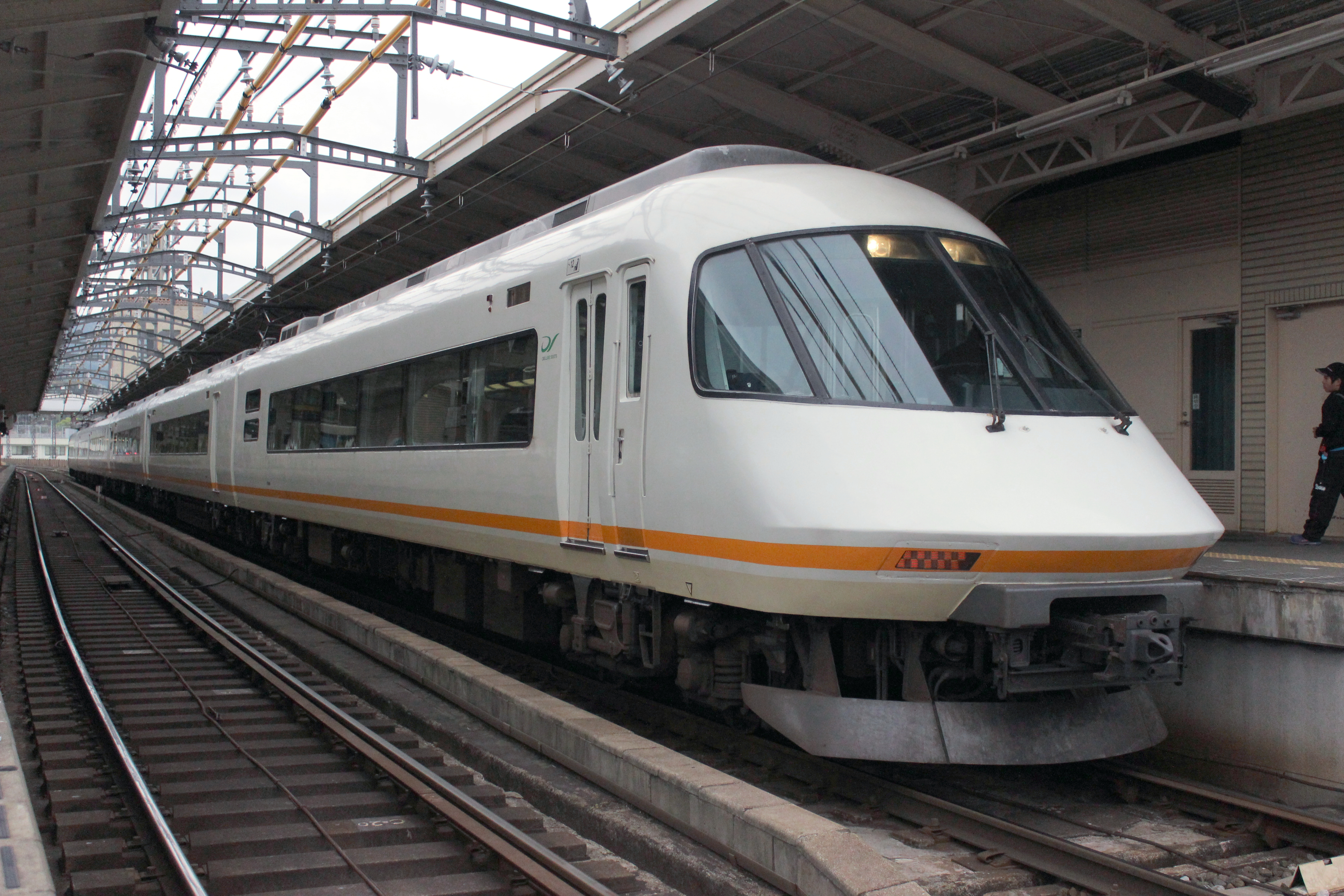
名古屋 - 伊勢志摩間の充当列車が増発された（宇治山田駅）

4月16日より、次の列車が本系列に置き換わった。土休日のみの設定。
- 下り　
  - 713列車 近鉄名古屋7:50 → 鳥羽9:24　
  - 1213列車 近鉄名古屋12:50 → 鳥羽14:23

- 上り　
  - 912列車 鳥羽9:40 → 近鉄名古屋11:15
  - 1412列車 鳥羽14:40 → 近鉄名古屋16:15

8月16日より、21111Fの更新完了によって運用に余裕が生じたことから、平日朝の1往復のみ京奈特急でも運用された。しかし、京都線のホーム有効長の関係から6両編成のみが使用された。この運用が阪奈特急を介して阪伊乙特急にもつながるため、平日のみ阪伊特急（近鉄難波 - 賢島間）にも本系列が使用されるようになった。
- 京奈特急
  - 706列車 近鉄奈良7:42 → 京都8:22
  - 1213列車 京都8:30 → 近鉄奈良9:05

- 阪伊特急
  - 7003列車 近鉄難波10:05 → 賢島12:38
  - 7304列車 賢島13:05 → 近鉄難波15:39

- 2006年3月21日ダイヤ変更

愛知万博来場者の便宜を図るために臨時運行されていた名阪特急1往復が定期列車化された。また土休日の2往復が本系列で運転されるようになった。名阪乙特急充当列車は平日で5往復、土休日で7往復となった。
- 2009年3月20日ダイヤ変更

京奈特急、阪伊特急の運用を終了し、名阪甲特急で23000系で運用されていた列車が21000系に置き換えられた。平日の名阪乙特急1往復が本系列に置き換わった（大阪難波14:30発、近鉄名古屋11:30発）。土休日は3往復が本系列の運用を終了し、名阪乙特急充当列車は平日6往復、土休日4往復となった。
- 2010年3月19日ダイヤ変更

休日の近鉄名古屋 - 鳥羽間の本系列充当列車2往復が宇治山田発着に短縮された。ただし、多客期には鳥羽まで延長される。
- 下り　
  - 713列車 近鉄名古屋7:50 → 宇治山田9:13・9:14 → 鳥羽9:28　
  - 1213列車 近鉄名古屋12:50 → 宇治山田14:12・14:13 → 鳥羽14:24　

- 上り　
  - 912列車 鳥羽9:40 → 宇治山田9:51・9：52 → 近鉄名古屋11:17
  - 1412列車 鳥羽14:40 → 宇治山田14:51・14:52 → 近鉄名古屋16:15

2011年3月28日から同年4月14日まで、21000系8両編成で運用する列車が6両に短縮された。これは東北地方太平洋沖地震（東日本大震災）で車両部品（主電動機のブラシ）を製造するメーカーが被災した影響で入手が困難となったための暫定措置のためであった。
2012年1月21日より、伊勢中川構内の短絡線が1961年供用開始以来のものから新線に切り替えられ、曲線半径が160mから200mに緩和されたが、時刻の変更はない。
- 2012年3月20日ダイヤ変更

鶴橋と近鉄名古屋間を最後まで無停車で結んでいた日中時間帯の名阪ノンストップ特急(甲特急)が平日、土日祝日を問わず全列車、津に停車するように改められた。この変更によって大阪難波と近鉄名古屋間の最速列車の所要時間は1分延長されて2時間5分となったが、日中に運行される名阪甲特急の標準的な所要時間は従来と同じ2時間5 - 7分で維持されている。
- 2020年3月14日ダイヤ変更

80000系「ひのとり」が名阪甲特急で営業運転を開始。これに伴い21000系使用の名阪乙特急・名伊特急が増加した。
- 2021年2月13日ダイヤ変更

名阪甲特急の全列車を80000系「ひのとり」に統一。同時に名阪乙特急の全列車が本系列と21020系による運行となった。
2023年9月時点でアーバンライナープラス(21000系)及びネクスト(21020系)は共通運用とされ主に大阪難波･大阪上本町 - 近鉄名古屋間の名阪乙特急、大阪難波 - 近鉄奈良間の阪奈特急、さらに近鉄名古屋発の伊勢志摩方面へ向う特急も増便された。名伊系統では近鉄名古屋 - 松阪･宇治山田･五十鈴川･鳥羽･賢島間の一部乙特急で運用されている。また深夜時間帯に1本、大阪難波発名張行特急(平日･土休日共に22時10分発)アーバンライナーも設定された。
2024年3月の新ダイヤから土休日に伊勢志摩ライナー［23000系］による名伊甲特急(賢島14時40分発近鉄名古屋行)が1本設定されていたがこの運用がアーバンライナー［21000系/21020系］に置き換わった。
2025年2月のダイヤ変更から深夜時間帯に1本、近鉄名古屋発名張行特急(平日･土休日共に22時20分発)アーバンライナーが新たに設定された。停車駅は桑名、近鉄四日市、白子、津、伊賀神戸で深夜時間帯の名古屋線系統特急殆どが久居も停車駅となっているがこの列車は停車しない。なお近鉄名古屋発名張行特急の定期運用はこれが初めてとなる。

### 運用の変遷表
各系統別の充当列車本数を示す。また、前ダイヤ変更より変更のあった箇所を太字で示す。
| 1988年3月18日ダイヤ変更              | 平日           | 下り           | 6              |                |                |                |                |                |                |                |                |                |                                                                             |                |                |
| 1988年3月18日ダイヤ変更              | 平日           | 上り           | 6              |                |                |                |                |                |                |                |                |                |                                                                             |                |                |
| 1988年3月18日ダイヤ変更              | 日祝日         | 下り           | 6              |                |                |                |                |                |                |                |                |                |                                                                             |                |                |
| 1988年3月18日ダイヤ変更              | 日祝日         | 上り           | 6              |                |                |                |                |                |                |                |                |                |                                                                             |                |                |
| 1989年3月17日ダイヤ変更              | 平日           | 下り           | 10             |                |                |                |                |                |                |                |                |                |                                                                             |                |                |
| 1989年3月17日ダイヤ変更              | 平日           | 上り           | 10             |                |                |                |                |                |                |                |                |                |                                                                             |                |                |
| 1989年3月17日ダイヤ変更              | 日祝日         | 下り           | 10             |                |                |                |                |                |                |                |                |                |                                                                             |                |                |
| 1989年3月17日ダイヤ変更              | 日祝日         | 上り           | 10             |                |                |                |                |                |                |                |                |                |                                                                             |                |                |
| 1990年3月15日ダイヤ変更              | 平日           | 下り           | 15             |                |                |                | 1              |                |                |                |                |                | 名伊甲特急での運用開始                                                      |                |                |
| 1990年3月15日ダイヤ変更              | 平日           | 上り           | 15             |                |                |                | 1              |                |                |                |                |                | 名伊甲特急での運用開始                                                      |                |                |
| 1990年3月15日ダイヤ変更              | 日祝日         | 下り           | 15             |                |                |                | 1              |                |                |                |                |                | 名伊甲特急での運用開始                                                      |                |                |
| 1990年3月15日ダイヤ変更              | 日祝日         | 上り           | 16             |                |                |                | 1              |                |                |                |                |                | 名伊甲特急での運用開始                                                      |                |                |
| 1991年3月19日ダイヤ変更              | 本数の変更なし | 本数の変更なし | 本数の変更なし | 本数の変更なし | 本数の変更なし | 本数の変更なし | 本数の変更なし | 本数の変更なし | 本数の変更なし | 本数の変更なし | 本数の変更なし | 本数の変更なし | 本数の変更なし                                                              | 本数の変更なし | 本数の変更なし |
| 1992年3月19日ダイヤ変更              | 本数の変更なし | 本数の変更なし | 本数の変更なし | 本数の変更なし | 本数の変更なし | 本数の変更なし | 本数の変更なし | 本数の変更なし | 本数の変更なし | 本数の変更なし | 本数の変更なし | 本数の変更なし | 本数の変更なし                                                              | 本数の変更なし | 本数の変更なし |
| 1993年3月17日ダイヤ変更              | 本数の変更なし | 本数の変更なし | 本数の変更なし | 本数の変更なし | 本数の変更なし | 本数の変更なし | 本数の変更なし | 本数の変更なし | 本数の変更なし | 本数の変更なし | 本数の変更なし | 本数の変更なし | 本数の変更なし                                                              | 本数の変更なし | 本数の変更なし |
| 1994年3月15日ダイヤ変更              | 平日           | 下り           | 15             |                |                |                | 1              |                |                |                |                |                |                                                                             |                |                |
| 1994年3月15日ダイヤ変更              | 平日           | 上り           | 15             |                |                |                | 1              |                |                |                |                |                |                                                                             |                |                |
| 1994年3月15日ダイヤ変更              | 土曜日         | 下り           | 15             |                | (1)            |                | 1              |                |                |                |                |                | 括弧内は94年3月のみ                                                         |                |                |
| 1994年3月15日ダイヤ変更              | 土曜日         | 上り           | 15             |                | (1)            |                | 1              |                |                |                |                |                | 括弧内は94年3月のみ                                                         |                |                |
| 1994年3月15日ダイヤ変更              | 日祝日         | 下り           | 16             |                | (2)            |                | 1              |                |                |                |                |                | 括弧内は94年3月のみ                                                         |                |                |
| 1994年3月15日ダイヤ変更              | 日祝日         | 上り           | 16             |                | (2)            |                | 1              |                |                |                |                |                | 括弧内は94年3月のみ                                                         |                |                |
| 1995年3月16日ダイヤ変更              | 平日           | 下り           | 15             |                |                |                | 1              |                |                |                |                |                |                                                                             |                |                |
| 1995年3月16日ダイヤ変更              | 平日           | 上り           | 15             |                |                |                | 1              |                |                |                |                |                |                                                                             |                |                |
| 1995年3月16日ダイヤ変更              | 日祝日         | 下り           | 16             |                |                |                | 1              |                |                |                |                |                |                                                                             |                |                |
| 1995年3月16日ダイヤ変更              | 日祝日         | 上り           | 16             |                |                |                | 1              |                |                |                |                |                |                                                                             |                |                |
| 1996年3月15日ダイヤ変更              | 本数の変更なし | 本数の変更なし | 本数の変更なし | 本数の変更なし | 本数の変更なし | 本数の変更なし | 本数の変更なし | 本数の変更なし | 本数の変更なし | 本数の変更なし | 本数の変更なし | 本数の変更なし | 本数の変更なし                                                              | 本数の変更なし | 本数の変更なし |
| 1997年3月18日ダイヤ変更              | 平日           | 下り           | 15             |                |                |                | 1              |                |                |                |                | 2              | 阪奈特急での運用開始                                                        |                |                |
| 1997年3月18日ダイヤ変更              | 平日           | 上り           | 15             |                |                |                | 1              |                |                |                |                |                | 阪奈特急での運用開始                                                        |                |                |
| 1997年3月18日ダイヤ変更              | 土休日         | 下り           | 15             |                |                |                | 1              |                |                |                |                |                | 阪奈特急での運用開始                                                        |                |                |
| 1997年3月18日ダイヤ変更              | 土休日         | 上り           | 16             |                |                |                | 1              |                |                |                |                |                | 阪奈特急での運用開始                                                        |                |                |
| 2010年3月19日ダイヤ変更              | 平日           | 下り           | 15             | 6              |                |                |                | 1              |                |                |                | 3              |                                                                             |                |                |
| 2010年3月19日ダイヤ変更              | 平日           | 上り           | 15             | 6              |                |                |                | 1              |                |                |                | 2              |                                                                             |                |                |
| 2010年3月19日ダイヤ変更              | 土休日         | 下り           | 19             | 4              |                |                |                | 2              |                |                | 3              |                |                                                                             |                |                |
| 2010年3月19日ダイヤ変更              | 土休日         | 上り           | 19             | 4              |                |                |                | 2              |                |                |                | 2              |                                                                             |                |                |
| 2011年3月16日ダイヤ変更              | 平日           | 下り           | 15             | 6              |                |                |                | 1              |                |                |                | 4              |                                                                             |                |                |
| 2011年3月16日ダイヤ変更              | 平日           | 上り           | 15             | 6              |                |                |                | 1              |                |                |                | 2              |                                                                             |                |                |
| 2011年3月16日ダイヤ変更              | 土休日         | 下り           | 19             | 4              |                |                |                | 2              |                |                |                | 2              |                                                                             |                |                |
| 2011年3月16日ダイヤ変更              | 土休日         | 上り           | 19             | 4              |                |                |                | 2              |                |                |                | 2              |                                                                             |                |                |
| 2013年3月17日ダイヤ変更              | 平日           | 下り           | 15             | 6              |                |                |                | 1              |                |                |                | 5              |                                                                             |                |                |
| 2013年3月17日ダイヤ変更              | 平日           | 上り           | 15             | 6              |                |                |                | 1              |                |                |                | 3              |                                                                             |                |                |
| 2013年3月17日ダイヤ変更              | 土休日         | 下り           | 19             | 4              |                |                |                | 2              |                |                |                | 2              |                                                                             |                |                |
| 2013年3月17日ダイヤ変更              | 土休日         | 上り           | 19             | 4              |                |                |                | 2              |                |                |                | 2              |                                                                             |                |                |
| 2014年9月21日ダイヤ変更              | 平日           | 下り           | 15             | 5              |                |                |                | 1              |                |                |                | 5              |                                                                             |                |                |
| 2014年9月21日ダイヤ変更              | 平日           | 上り           | 15             | 5              |                |                |                | 1              |                |                |                | 3              |                                                                             |                |                |
| 2014年9月21日ダイヤ変更              | 土休日         | 下り           | 19             | 4              |                |                |                | 2              |                |                |                | 2              |                                                                             |                |                |
| 2014年9月21日ダイヤ変更              | 土休日         | 上り           | 19             | 4              |                |                |                | 2              |                |                |                | 2              |                                                                             |                |                |
| 2016年3月19日ダイヤ変更              | 平日           | 下り           | 15             | 5              |                |                |                | 2              |                |                |                | 5              |                                                                             |                |                |
| 2016年3月19日ダイヤ変更              | 平日           | 上り           | 15             | 5              |                |                |                | 2              |                |                |                | 3              |                                                                             |                |                |
| 2016年3月19日ダイヤ変更              | 土休日         | 下り           | 19             | 4              |                |                |                | 2              |                |                |                | 2              |                                                                             |                |                |
| 2016年3月19日ダイヤ変更              | 土休日         | 上り           | 19             | 4              |                |                |                | 2              |                |                |                | 2              |                                                                             |                |                |
| 2018年3月17日ダイヤ変更              | 本数の変更なし | 本数の変更なし | 本数の変更なし | 本数の変更なし | 本数の変更なし | 本数の変更なし | 本数の変更なし | 本数の変更なし | 本数の変更なし | 本数の変更なし | 本数の変更なし | 本数の変更なし | 本数の変更なし                                                              | 本数の変更なし | 本数の変更なし |
| 2020年3月14日ダイヤ変更              | 平日           | 下り           | 9              | 10             |                | 1              |                | 3              |                |                |                | 4              | 80000系導入により名阪甲特急の運用が減少し、乙特急や名伊特急への転用が進む。 |                |                |
| 2020年3月14日ダイヤ変更              | 平日           | 上り           | 9              | 10             |                |                |                | 4              |                |                |                | 3              | 80000系導入により名阪甲特急の運用が減少し、乙特急や名伊特急への転用が進む。 |                |                |
| 2020年3月14日ダイヤ変更              | 土休日         | 下り           | 13             | 5              |                | 1              |                | 8              |                |                |                | 2              | 80000系導入により名阪甲特急の運用が減少し、乙特急や名伊特急への転用が進む。 |                |                |
| 2020年3月14日ダイヤ変更              | 土休日         | 上り           | 13             | 5              |                |                |                | 7              |                |                |                | 1              | 80000系導入により名阪甲特急の運用が減少し、乙特急や名伊特急への転用が進む。 |                |                |
| 2020年3月14日ダイヤ変更 6月13日以降  | 平日           | 下り           | 5              | 12             |                | 1              |                | 3              |                |                |                | 3              |                                                                             |                |                |
| 2020年3月14日ダイヤ変更 6月13日以降  | 平日           | 上り           | 5              | 12             |                |                |                | 4              |                |                |                | 2              |                                                                             |                |                |
| 2020年3月14日ダイヤ変更 6月13日以降  | 土休日         | 下り           | 8              | 8              |                | 1              |                | 8              |                |                |                | 2              |                                                                             |                |                |
| 2020年3月14日ダイヤ変更 6月13日以降  | 土休日         | 上り           | 8              | 8              |                |                |                | 7              |                |                |                | 1              |                                                                             |                |                |
| 2020年3月14日ダイヤ変更 11月21日以降 | 平日           | 下り           | 1              | 16             |                | 1              |                | 3              |                |                |                | 1              |                                                                             |                |                |
| 2020年3月14日ダイヤ変更 11月21日以降 | 平日           | 上り           | 1              | 16             |                |                |                | 4              |                |                |                | 0              |                                                                             |                |                |
| 2020年3月14日ダイヤ変更 11月21日以降 | 土休日         | 下り           | 4              | 14             |                | 1              |                | 8              |                |                |                | 2              |                                                                             |                |                |
| 2020年3月14日ダイヤ変更 11月21日以降 | 土休日         | 上り           | 4              | 14             |                |                |                | 7              |                |                |                | 1              |                                                                             |                |                |
| 2021年7月3日ダイヤ変更               | 平日           | 下り           | 0              | 17             |                | 1              |                | 7              |                |                |                | 2              | 80000系の導入完了により、名阪甲特急から撤退。                               |                |                |
| 2021年7月3日ダイヤ変更               | 平日           | 上り           | 0              | 17             |                |                |                | 7              |                |                |                | 2              | 80000系の導入完了により、名阪甲特急から撤退。                               |                |                |
| 2021年7月3日ダイヤ変更               | 土休日         | 下り           | 0              | 17             |                | 1              |                | 9              |                |                |                | 3              | 80000系の導入完了により、名阪甲特急から撤退。                               |                |                |
| 2021年7月3日ダイヤ変更               | 土休日         | 上り           | 0              | 17             |                |                |                | 9              |                |                |                | 1              | 80000系の導入完了により、名阪甲特急から撤退。                               |                |                |
| 2022年12月17日ダイヤ変更             | 平日           | 下り           |                | 17             |                | 1              |                | 6              |                |                |                | 1              |                                                                             |                |                |
| 2022年12月17日ダイヤ変更             | 平日           | 上り           |                | 17             |                |                |                | 6              |                |                |                | 2              |                                                                             |                |                |
| 2022年12月17日ダイヤ変更             | 土休日         | 下り           |                | 17             |                | 1              |                | 9              |                |                |                | 3              |                                                                             |                |                |
| 2022年12月17日ダイヤ変更             | 土休日         | 上り           |                | 17             |                |                |                | 9              |                |                |                | 1              |                                                                             |                |                |
| 2024年3月16日ダイヤ変更              | 平日           | 下り           |                | 17             |                | 1              |                | 6              |                |                |                | 1              | 名伊甲特急での運用復活                                                      |                |                |
| 2024年3月16日ダイヤ変更              | 平日           | 上り           |                | 17             |                |                |                | 6              |                |                |                | 2              | 名伊甲特急での運用復活                                                      |                |                |
| 2024年3月16日ダイヤ変更              | 土休日         | 下り           |                | 17             |                | 1              |                | 9              |                |                |                | 3              | 名伊甲特急での運用復活                                                      |                |                |
| 2024年3月16日ダイヤ変更              | 土休日         | 上り           |                | 17             |                |                | 1              | 8              |                |                |                | 1              | 名伊甲特急での運用復活                                                      |                |                |

## 試験運転
ごく稀に、本系列の中間運転台付きユニットを試験運転などに用いる場合がある。
- 営業運転開始前の1988年2月1日、中間車2連2本が榛原 - 名張間で夜間の試運転を実施した。この頃は完成試運転が頻繁に実施されており、大半は6両編成による運転であったが、このような中間車のみの試運転も実施された[40]。

- 営業運行開始直後の1988年4月20日にモ21303 - モ21403（現21703F）2連が高安 - 名張間で電気系統チェックの試運転を行った[40]。

- 1991年1月29日から31日にかけて剛体架線集電試験において8両編成による (21701 - 21801 - 21702 - 21802 - 21303 - 21403 - 21503 - 21603)の組成で試運転を行っており、目的は同年3月から本格的に実施される21000系8連運転時の電気使用量の調査で[40]、これに先立って1990年12月には基本編成に新造したばかりの中間車を組込んで8両運転の試運転を実施している[41]。

- 1991年5月のお召し運行で余剰となった中間2両（モ21311 - モ21411）は21102Fに組込まれて営業列車に投入され、その代わりに外されたモ21702 - モ21802はボルスタレス台車試験のため、1430系ク1533と連結されて試験運転に供された。実施期間は5月16日から6月8日であった[42]。

## お召し列車
本系列はデラックスシート車（デラックスカー）を御座所にでき、従来のような改装（座席撤去のうえ御座所を設置）の必要がないこともあり、1990年から2002年にかけてお召し列車として運転された。お召し運転の指定編成は21111Fである。
- 本系列最初のお召し列車は1990年11月の即位の礼の一環による近鉄名古屋 - 宇治山田間の運行で、下りが26日、上りが28日であった[43]。また、翌月1日 - 4日には京都、奈良を旅行され、この時も本系列が使用された[44]。

- 1991年5月26日の山田川 - 京都の片道で運行された際は中間2両を抜いた4両編成で運行された[45]。

- 2002年5月27・29日に奈良視察に伴い運行された。27日は京都から近鉄奈良へ、29日は橿原神宮前から京都へ運行され、両行程共に4両に短縮の上で充当された[46]。

お召し列車以外でも、当時の皇太子夫妻（現在の今上天皇・皇后）の御乗用列車として幾度となく運行された。

## 所属検車区
一部編成が大阪側の折返基地である東花園検車区の配置となった後、2019年4月1日現在では6両編成11本66両と増結用2両編成3本6両の72両全車が富吉検車区に配置されている。

## その他21000系に関連する事柄
車両スペックや車両運用以外の、本系列に関連するソフト面について一括して解説する。近鉄特急全体のソフト面については「近鉄特急」の項を参照されたい。

### 車内販売

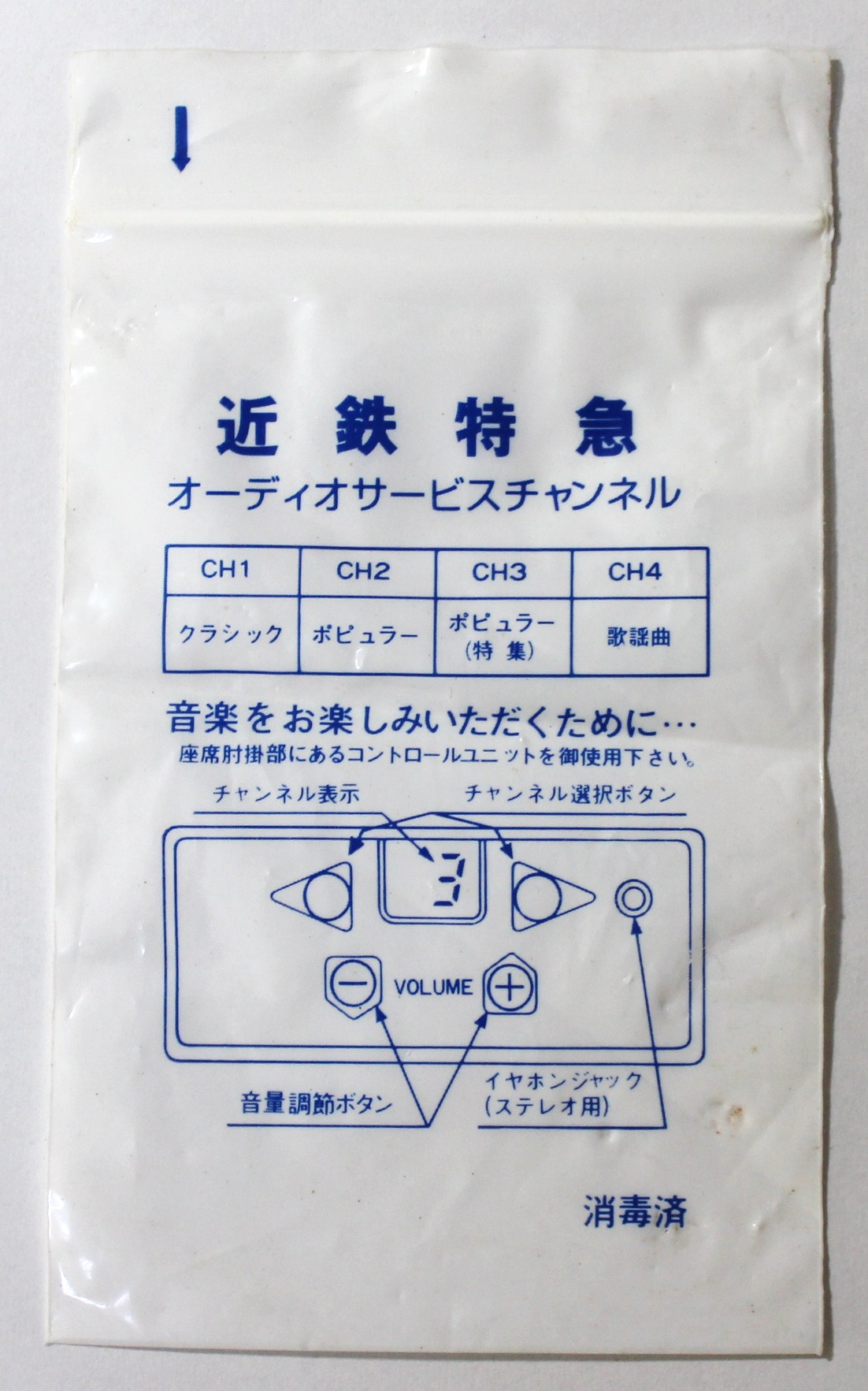
サービス係がデラックスシート利用者に配布したイヤホン収納袋

車内販売員は主として女性が担当し、かつては21000系をイメージしたイエローの生地に赤のアクセントが入ったユニフォームを着用のうえおしぼりの配布やワゴンサービス、イヤホンの貸出や回収、終着駅間際の雑誌回収等の任務にあたった。2002年3月19日をもって車内販売は一旦廃止されたが、2007年10月8日から土曜・休日のうち9時 - 19時発の名阪甲特急14往復（土休日増発便3往復を含む）で復活した。ただ、その後2020年3月8日をもって車内販売を再度終了した。

### 禁煙車
時代の要請により、本系列の禁煙車の比率も変化した。
| 項目＼形式  | モ21100          | モ21200          | モ21304          | モ21404          | モ21700          | モ21800          | モ21500          | モ21600          | 禁煙比率 | 備考                                               |
| 号車（6両） | 6 (1)            | 5 (2)            | 4 (3)            | 3 (4)            | -                | -                | 2 (5）           | 1 (6）           | -        | ( )は下りの号車番号で、近鉄名古屋ゆき              |
| 号車（8両） | 8 (1)            | 7 (2)            | 6 (3)            | 5 (4)            | 4 (5）           | 3 (6）           | 2 (7）           | 1 (8）           | -        | ( )は下りの号車番号で、近鉄名古屋行き              |
| クラス      | レギュラーシート | レギュラーシート | レギュラーシート | レギュラーシート | レギュラーシート | レギュラーシート | デラックスシート | デラックスシート | -        |                                                    |
| 1988年3月   |                  |                  |                  |                  |                  |                  |                  |                  | 30％     | 1, 6号車が禁煙車。6両編成の設定のみ。              |
| 1991年3月   |                  |                  | [ * 1 ]          |                  |                  | [ * 2 ]          |                  |                  | 30％     | 1, 6, 8号車が禁煙車（8両編成化に対応）             |
| 1996年3月   |                  |                  |                  | [ * 3 ]          |                  |                  |                  |                  | 50％     | 1, 3, 6, 8号車が禁煙車                             |
| 1998年3月   |                  |                  |                  |                  |                  |                  |                  |                  | 50％     | 下りは1, 3, 5, 7号車、上りは2, 4, 6, 8号車が禁煙車 |
| 2003年3月   |                  |                  |                  |                  |                  |                  |                  |                  | 70％     | 8両は2 - 6, 8号車、6両は2 - 4, 6号車が禁煙車       |
| クラス      | レギュラーシート | レギュラーシート | レギュラーシート | レギュラーシート | レギュラーシート | レギュラーシート | レギュラーシート | DX シート        | -        |                                                    |
| 2003年8月   |                  |                  |                  |                  |                  |                  |                  |                  | 100％    | 2005年4月7日以降は全列車が全席禁煙化               |

- は禁煙車
- 2003年3月までは近鉄難波（現在の大阪難波）行きが先頭車を6（8）号車、近鉄名古屋行きも先頭車を6（8）号車と表示した。

1. ↑  モ21304形の禁煙車は8両運転時の設定のみで、6両では喫煙車（8両であっても近鉄名古屋行きでは喫煙車）。
2. ↑  モ21800形が禁煙車となるのは近鉄名古屋行きのみ。
3. ↑  モ21404形の禁煙車は6両運転時の近鉄難波行きのみ設定（8両では喫煙車）。

### 貨客混載輸送
2021年7月1日より福山通運と共同で工業製品など企業向けの貨物を輸送している。車内販売に使用していたスペースを転用し、納期が近い工業製品や電子機器の部品のほか、衣料品店間での在庫の融通などでの輸送に用いられている。

### テレビCM
21000系「アーバンライナー」では従来の近鉄特急とは異なるCM戦略が取られることになったのが特徴である。車両のイメージや快適性を前面に押し出し、有名人も起用している。また、駅備え付けの名阪特急のパンフレットにも起用された。

#### CMに出演した有名人
- 阿波野秀幸（1988年 - 1989年）
- 中村泰士（1990年 - 1991年）
- 仰木彬・東雲あきら[注 29]（1992年）
- 榊莫山（1995年）